# Lista över matchresultat i Fotbollsallsvenskan 2008
 ← 2007
Huvudartikel: Fotbollsallsvenskan 2008.
Lista över matchresultat i fotbollsallsvenskan 2008.
| Hemma \ Borta   | AIK | DIF | GAIS | GIF | GIFS | HBK | HAIF | HEIF | IFE | IFKG | IFKN | KFF | LSK | MFF | TFF | ÖSK |
| AIK             | —   | 1–1 | 2–2  | 1–1 | 1–0  | 1–0 | 2–2  | 3–1  | 0–2 | 0–0  | 2–0  | 1–0 | 1–0 | 2–0 | 1–0 | 2–1 |
| Djurgårdens IF  | 1–1 | —   | 0–0  | 2–0 | 3–1  | 2–1 | 0–2  | 1–2  | 0–2 | 1–2  | 1–1  | 0–1 | 2–1 | 1–1 | 1–3 | 0–0 |
| Gais            | 0–2 | 2–1 | —    | 2–0 | 0–2  | 0–4 | 2–0  | 0–3  | 1–1 | 0–0  | 0–0  | 1–4 | 3–1 | 2–2 | 0–0 | 3–0 |
| Gefle IF        | 0–1 | 1–2 | 0–0  | —   | 2–0  | 4–0 | 3–0  | 3–0  | 1–2 | 0–1  | 2–0  | 1–5 | 1–1 | 1–2 | 0–1 | 0–1 |
| GIF Sundsvall   | 1–1 | 0–0 | 1–1  | 2–3 | —    | 2–1 | 1–2  | 0–3  | 0–0 | 0–5  | 2–1  | 0–2 | 4–0 | 0–0 | 2–2 | 1–2 |
| Halmstads BK    | 2–1 | 1–2 | 0–0  | 1–0 | 0–0  | —   | 1–1  | 3–1  | 1–2 | 1–1  | 2–0  | 2–2 | 3–2 | 2–3 | 0–0 | 1–2 |
| Hammarby IF     | 1–1 | 3–0 | 2–4  | 2–1 | 5–3  | 2–1 | —    | 2–1  | 0–0 | 0–0  | 4–3  | 1–2 | 2–2 | 3–6 | 0–0 | 1–0 |
| Helsingborgs IF | 2–1 | 2–0 | 1–0  | 2–2 | 2–1  | 1–1 | 5–1  | —    | 2–2 | 2–1  | 2–2  | 1–0 | 0–1 | 4–2 | 1–1 | 1–0 |
| IF Elfsborg     | 3–0 | 1–0 | 1–0  | 0–1 | 2–0  | 3–0 | 1–0  | 1–0  | —   | 3–0  | 3–0  | 1–0 | 4–0 | 4–0 | 4–1 | 0–0 |
| IFK Göteborg    | 2–0 | 3–1 | 0–1  | 3–0 | 1–0  | 3–0 | 2–0  | 1–1  | 5–2 | —    | 4–0  | 3–2 | 0–0 | 2–0 | 0–2 | 4–1 |
| IFK Norrköping  | 1–2 | 1–2 | 0–1  | 2–1 | 0–2  | 1–3 | 5–2  | 3–4  | 0–1 | 2–2  | —    | 1–3 | 1–1 | 1–0 | 1–1 | 0–0 |
| Kalmar FF       | 3–2 | 5–1 | 4–0  | 3–1 | 3–0  | 1–1 | 1–0  | 4–2  | 2–1 | 0–1  | 6–0  | —   | 3–1 | 3–2 | 1–0 | 2–2 |
| Ljungskile SK   | 2–1 | 0–1 | 0–3  | 0–0 | 2–0  | 0–3 | 0–1  | 0–2  | 1–0 | 2–1  | 0–2  | 2–4 | —   | 1–3 | 0–0 | 0–1 |
| Malmö FF        | 1–0 | 1–2 | 1–1  | 2–0 | 6–0  | 0–3 | 2–4  | 1–2  | 1–1 | 1–1  | 2–1  | 3–2 | 2–1 | —   | 1–1 | 3–1 |
| Trelleborgs FF  | 2–0 | 1–1 | 3–1  | 3–3 | 2–0  | 1–2 | 1–0  | 1–3  | 0–2 | 0–0  | 1–0  | 2–1 | 1–2 | 0–0 | —   | 3–3 |
| Örebro SK       | 1–4 | 1–1 | 1–0  | 1–1 | 2–1  | 0–1 | 1–1  | 3–1  | 2–0 | 4–2  | 2–2  | 0–1 | 3–0 | 0–3 | 1–0 | —   |

## Matchresultat

### Omgång 1
| 1           | 30 mars 2008 | IFK Norrköping    | 1 – 2           | Djurgårdens IF                             | Idrottsparken                                              |                                                            |
| 14:30 UTC+2 | 14:30 UTC+2  | Kevin Amuneke 54′ | (0 – 1) Rapport | 5′ Mikael Dahlberg 21′ Sebastian Rajalakso | Norrköping Publik: 15 651 Domare: Martin Hansson (Holmsjö) | Norrköping Publik: 15 651 Domare: Martin Hansson (Holmsjö) |
| 14:30 UTC+2 | 14:30 UTC+2  |                   |                 |                                            | Norrköping Publik: 15 651 Domare: Martin Hansson (Holmsjö) | Norrköping Publik: 15 651 Domare: Martin Hansson (Holmsjö) |
| 14:30 UTC+2 | 14:30 UTC+2  |                   |                 |                                            | Norrköping Publik: 15 651 Domare: Martin Hansson (Holmsjö) | Norrköping Publik: 15 651 Domare: Martin Hansson (Holmsjö) |

| 2           | 30 mars 2008 | AIK | 0 – 0           | Kalmar FF | Råsunda                                                       |                                                               |
| 15:00 UTC+2 | 15:00 UTC+2  |     | (0 – 0) Rapport |           | Stockholm Publik: 26 516 Domare: Markus Strömbergsson (Gävle) | Stockholm Publik: 26 516 Domare: Markus Strömbergsson (Gävle) |
| 15:00 UTC+2 | 15:00 UTC+2  |     |                 |           | Stockholm Publik: 26 516 Domare: Markus Strömbergsson (Gävle) | Stockholm Publik: 26 516 Domare: Markus Strömbergsson (Gävle) |
| 15:00 UTC+2 | 15:00 UTC+2  |     |                 |           | Stockholm Publik: 26 516 Domare: Markus Strömbergsson (Gävle) | Stockholm Publik: 26 516 Domare: Markus Strömbergsson (Gävle) |

| 3           | 30 mars 2008 | Gais                 | 1 – 1           | IF Elfsborg         | Nya Ullevi                                               |                                                          |
| 15:00 UTC+2 | 15:00 UTC+2  | Fredrik Lundgren 89′ | (0 – 0) Rapport | 83′ Stefan Ishizaki | Göteborg Publik: 7 707 Domare: Stefan Johannesson (Täby) | Göteborg Publik: 7 707 Domare: Stefan Johannesson (Täby) |
| 15:00 UTC+2 | 15:00 UTC+2  |                      |                 |                     | Göteborg Publik: 7 707 Domare: Stefan Johannesson (Täby) | Göteborg Publik: 7 707 Domare: Stefan Johannesson (Täby) |
| 15:00 UTC+2 | 15:00 UTC+2  |                      |                 |                     | Göteborg Publik: 7 707 Domare: Stefan Johannesson (Täby) | Göteborg Publik: 7 707 Domare: Stefan Johannesson (Täby) |

| 4           | 30 mars 2008 | Halmstads BK        | 1 – 0           | Gefle IF | Örjans vall                                                   |                                                               |
| 15:00 UTC+2 | 15:00 UTC+2  | Martin Fribrock 61′ | (0 – 0) Rapport |          | Halmstad Publik: 5 447 Domare: Martin Ingvarsson (Hässleholm) | Halmstad Publik: 5 447 Domare: Martin Ingvarsson (Hässleholm) |
| 15:00 UTC+2 | 15:00 UTC+2  |                     |                 |          | Halmstad Publik: 5 447 Domare: Martin Ingvarsson (Hässleholm) | Halmstad Publik: 5 447 Domare: Martin Ingvarsson (Hässleholm) |
| 15:00 UTC+2 | 15:00 UTC+2  |                     |                 |          | Halmstad Publik: 5 447 Domare: Martin Ingvarsson (Hässleholm) | Halmstad Publik: 5 447 Domare: Martin Ingvarsson (Hässleholm) |

| 5           | 31 mars 2008 | Ljungskile SK | 0 – 1           | Hammarby IF | Starke Arvid Arena                                              |                                                                 |
| 19:00 UTC+2 | 19:00 UTC+2  |               | (0 – 0) Rapport | 75′ (sjm.)  | Ljungskile Publik: 4 542 Domare: Daniel Stålhammar (Landskrona) | Ljungskile Publik: 4 542 Domare: Daniel Stålhammar (Landskrona) |
| 19:00 UTC+2 | 19:00 UTC+2  |               |                 |             | Ljungskile Publik: 4 542 Domare: Daniel Stålhammar (Landskrona) | Ljungskile Publik: 4 542 Domare: Daniel Stålhammar (Landskrona) |
| 19:00 UTC+2 | 19:00 UTC+2  |               |                 |             | Ljungskile Publik: 4 542 Domare: Daniel Stålhammar (Landskrona) | Ljungskile Publik: 4 542 Domare: Daniel Stålhammar (Landskrona) |

| 6           | 31 mars 2008 | GIF Sundsvall | 0 – 3           | Helsingborgs IF                                | Norrporten Arena                                         |                                                          |
| 19:00 UTC+2 | 19:00 UTC+2  |               | (0 – 2) Rapport | 9′ Isaac Chansa 21′, 63′ Christoffer Andersson | Sundsvall Publik: 6 275 Domare: Jonas Eriksson (Sigtuna) | Sundsvall Publik: 6 275 Domare: Jonas Eriksson (Sigtuna) |
| 19:00 UTC+2 | 19:00 UTC+2  |               |                 |                                                | Sundsvall Publik: 6 275 Domare: Jonas Eriksson (Sigtuna) | Sundsvall Publik: 6 275 Domare: Jonas Eriksson (Sigtuna) |
| 19:00 UTC+2 | 19:00 UTC+2  |               |                 |                                                | Sundsvall Publik: 6 275 Domare: Jonas Eriksson (Sigtuna) | Sundsvall Publik: 6 275 Domare: Jonas Eriksson (Sigtuna) |

| 7           | 31 mars 2008 | Örebro SK         | 1 – 0           | Trelleborgs FF | Eyravallen                                              |                                                         |
| 19:00 UTC+2 | 19:00 UTC+2  | Nordin Gerzic 75′ | (0 – 0) Rapport |                | Örebro Publik: 7 731 Domare: Tobias Mattsson (Karlstad) | Örebro Publik: 7 731 Domare: Tobias Mattsson (Karlstad) |
| 19:00 UTC+2 | 19:00 UTC+2  |                   |                 |                | Örebro Publik: 7 731 Domare: Tobias Mattsson (Karlstad) | Örebro Publik: 7 731 Domare: Tobias Mattsson (Karlstad) |
| 19:00 UTC+2 | 19:00 UTC+2  |                   |                 |                | Örebro Publik: 7 731 Domare: Tobias Mattsson (Karlstad) | Örebro Publik: 7 731 Domare: Tobias Mattsson (Karlstad) |

| 8           | 31 mars 2008 | Malmö FF                     | 1 – 1           | IFK Göteborg          | Malmö Stadion                                              |                                                            |
| 19:45 UTC+2 | 19:45 UTC+2  | Gabriel de Paulo Limeira 62′ | (0 – 0) Rapport | 57′ Jonas Wallerstedt | Malmö Publik: 18 884 Domare: Peter Fröjdfeldt (Eskilstuna) | Malmö Publik: 18 884 Domare: Peter Fröjdfeldt (Eskilstuna) |
| 19:45 UTC+2 | 19:45 UTC+2  |                              |                 |                       | Malmö Publik: 18 884 Domare: Peter Fröjdfeldt (Eskilstuna) | Malmö Publik: 18 884 Domare: Peter Fröjdfeldt (Eskilstuna) |
| 19:45 UTC+2 | 19:45 UTC+2  |                              |                 |                       | Malmö Publik: 18 884 Domare: Peter Fröjdfeldt (Eskilstuna) | Malmö Publik: 18 884 Domare: Peter Fröjdfeldt (Eskilstuna) |

### Omgång 2
| 9           | 5 april 2008 | Djurgårdens IF          | 1 – 1           | Malmö FF        | Stockholms stadion                                        |                                                           |
| 16:00 UTC+2 | 16:00 UTC+2  | Sebastian Rajalakso 49′ | (0 – 1) Rapport | 3′ Niklas Skoog | Stockholm Publik: 13 379 Domare: Jonas Eriksson (Sigtuna) | Stockholm Publik: 13 379 Domare: Jonas Eriksson (Sigtuna) |
| 16:00 UTC+2 | 16:00 UTC+2  |                         |                 |                 | Stockholm Publik: 13 379 Domare: Jonas Eriksson (Sigtuna) | Stockholm Publik: 13 379 Domare: Jonas Eriksson (Sigtuna) |
| 16:00 UTC+2 | 16:00 UTC+2  |                         |                 |                 | Stockholm Publik: 13 379 Domare: Jonas Eriksson (Sigtuna) | Stockholm Publik: 13 379 Domare: Jonas Eriksson (Sigtuna) |

| 10          | 6 april 2008 | Gefle IF            | 2 – 0           | IFK Norrköping | Strömvallen                                          |                                                      |
| 15:00 UTC+2 | 15:00 UTC+2  | Johan Oremo 2′, 27′ | (2 – 0) Rapport |                | Gävle Publik: 3 887 Domare: Michael Lerjéus (Skövde) | Gävle Publik: 3 887 Domare: Michael Lerjéus (Skövde) |
| 15:00 UTC+2 | 15:00 UTC+2  |                     |                 |                | Gävle Publik: 3 887 Domare: Michael Lerjéus (Skövde) | Gävle Publik: 3 887 Domare: Michael Lerjéus (Skövde) |
| 15:00 UTC+2 | 15:00 UTC+2  |                     |                 |                | Gävle Publik: 3 887 Domare: Michael Lerjéus (Skövde) | Gävle Publik: 3 887 Domare: Michael Lerjéus (Skövde) |

| 11          | 6 april 2008 | IFK Göteborg                                                        | 4 – 1           | Örebro SK           | Nya Ullevi                                                     |                                                                |
| 15:00 UTC+2 | 15:00 UTC+2  | Ragnar Sigurdsson 5′ Niclas Alexandersson 43′, 62′ Pontus Wernbloom | (2 – 0) Rapport | 85′ Magnus Kihlberg | Göteborg Publik: 10 482 Domare: Daniel Stålhammar (Landskrona) | Göteborg Publik: 10 482 Domare: Daniel Stålhammar (Landskrona) |
| 15:00 UTC+2 | 15:00 UTC+2  |                                                                     |                 |                     | Göteborg Publik: 10 482 Domare: Daniel Stålhammar (Landskrona) | Göteborg Publik: 10 482 Domare: Daniel Stålhammar (Landskrona) |
| 15:00 UTC+2 | 15:00 UTC+2  |                                                                     |                 |                     | Göteborg Publik: 10 482 Domare: Daniel Stålhammar (Landskrona) | Göteborg Publik: 10 482 Domare: Daniel Stålhammar (Landskrona) |

| 12          | 6 april 2008 | Trelleborgs FF                                     | 3 – 1           | Gais                | Vångavallen                                                   |                                                               |
| 15:00 UTC+2 | 15:00 UTC+2  | Magnus Andersson 5′, 24′ Paulino Lopes Tavares 11′ | (3 – 0) Rapport | 69′ Björn Andersson | Trelleborg Publik: 3 023 Domare: Åke Andreasson (Stenungsund) | Trelleborg Publik: 3 023 Domare: Åke Andreasson (Stenungsund) |
| 15:00 UTC+2 | 15:00 UTC+2  |                                                    |                 |                     | Trelleborg Publik: 3 023 Domare: Åke Andreasson (Stenungsund) | Trelleborg Publik: 3 023 Domare: Åke Andreasson (Stenungsund) |
| 15:00 UTC+2 | 15:00 UTC+2  |                                                    |                 |                     | Trelleborg Publik: 3 023 Domare: Åke Andreasson (Stenungsund) | Trelleborg Publik: 3 023 Domare: Åke Andreasson (Stenungsund) |

| 13          | 6 april 2008 | Helsingborgs IF   | 1 – 1           | Halmstads BK          | Olympia                                                         |                                                                 |
| 17:45 UTC+2 | 17:45 UTC+2  | René Makondele 8′ | (1 – 1) Rapport | 45+1′ Martin Fribrock | Helsingborg Publik: 11 074 Domare: Markus Strömbergsson (Gävle) | Helsingborg Publik: 11 074 Domare: Markus Strömbergsson (Gävle) |
| 17:45 UTC+2 | 17:45 UTC+2  |                   |                 |                       | Helsingborg Publik: 11 074 Domare: Markus Strömbergsson (Gävle) | Helsingborg Publik: 11 074 Domare: Markus Strömbergsson (Gävle) |
| 17:45 UTC+2 | 17:45 UTC+2  |                   |                 |                       | Helsingborg Publik: 11 074 Domare: Markus Strömbergsson (Gävle) | Helsingborg Publik: 11 074 Domare: Markus Strömbergsson (Gävle) |

| 14          | 7 april 2008 | Hammarby IF                                                                                   | 5 – 3           | GIF Sundsvall                                   | Söderstadion                                                  |                                                               |
| 19:00 UTC+2 | 19:00 UTC+2  | Petter Andersson 9′ Erkan Zengin 45′ Paulinho Guará 58′ Haris Laitinen 80′ Charlie Davies 83′ | (2 – 2) Rapport | 15′, 90+2′ Hannes Sigurdsson 30′ Stefan Ålander | Stockholm Publik: 12 887 Domare: Håkan Jonasson (Helsingborg) | Stockholm Publik: 12 887 Domare: Håkan Jonasson (Helsingborg) |
| 19:00 UTC+2 | 19:00 UTC+2  |                                                                                               |                 |                                                 | Stockholm Publik: 12 887 Domare: Håkan Jonasson (Helsingborg) | Stockholm Publik: 12 887 Domare: Håkan Jonasson (Helsingborg) |
| 19:00 UTC+2 | 19:00 UTC+2  |                                                                                               |                 |                                                 | Stockholm Publik: 12 887 Domare: Håkan Jonasson (Helsingborg) | Stockholm Publik: 12 887 Domare: Håkan Jonasson (Helsingborg) |

| 15          | 7 april 2008 | Kalmar FF                                      | 3 – 1           | Ljungskile SK        | Fredriksskans IP                                       |                                                        |
| 19:00 UTC+2 | 19:00 UTC+2  | Viktor Elm 36′ Rasmus Elm 59′ César Santin 65′ | (1 – 0) Rapport | 63′ Aleksandar Kitić | Kalmar Publik: 4 553 Domare: Stefan Johannesson (Täby) | Kalmar Publik: 4 553 Domare: Stefan Johannesson (Täby) |
| 19:00 UTC+2 | 19:00 UTC+2  |                                                |                 |                      | Kalmar Publik: 4 553 Domare: Stefan Johannesson (Täby) | Kalmar Publik: 4 553 Domare: Stefan Johannesson (Täby) |
| 19:00 UTC+2 | 19:00 UTC+2  |                                                |                 |                      | Kalmar Publik: 4 553 Domare: Stefan Johannesson (Täby) | Kalmar Publik: 4 553 Domare: Stefan Johannesson (Täby) |

| 16          | 7 april 2008 | IF Elfsborg                                            | 3 – 0           | AIK | Borås Arena                                           |                                                       |
| 20:00 UTC+2 | 20:00 UTC+2  | Stefan Ishizaki 38′ Joakim Sjöhage 43′ Denni Avdic 54′ | (2 – 0) Rapport |     | Borås Publik: 10 908 Domare: Martin Hansson (Holmsjö) | Borås Publik: 10 908 Domare: Martin Hansson (Holmsjö) |
| 20:00 UTC+2 | 20:00 UTC+2  |                                                        |                 |     | Borås Publik: 10 908 Domare: Martin Hansson (Holmsjö) | Borås Publik: 10 908 Domare: Martin Hansson (Holmsjö) |
| 20:00 UTC+2 | 20:00 UTC+2  |                                                        |                 |     | Borås Publik: 10 908 Domare: Martin Hansson (Holmsjö) | Borås Publik: 10 908 Domare: Martin Hansson (Holmsjö) |

### Omgång 3
| 17          | 9 april 2008 | Gefle IF        | 1 – 2           | Djurgårdens IF                               | Strömvallen                                              |                                                          |
| 19:00 UTC+2 | 19:00 UTC+2  | Johan Oremo 12′ | (1 – 2) Rapport | 24′ Sebastian Rajalakso 30′ Jones Kusi-Asare | Gävle Publik: 4 328 Domare: Åke Andreasson (Stenungsund) | Gävle Publik: 4 328 Domare: Åke Andreasson (Stenungsund) |
| 19:00 UTC+2 | 19:00 UTC+2  |                 |                 |                                              | Gävle Publik: 4 328 Domare: Åke Andreasson (Stenungsund) | Gävle Publik: 4 328 Domare: Åke Andreasson (Stenungsund) |
| 19:00 UTC+2 | 19:00 UTC+2  |                 |                 |                                              | Gävle Publik: 4 328 Domare: Åke Andreasson (Stenungsund) | Gävle Publik: 4 328 Domare: Åke Andreasson (Stenungsund) |

| 18          | 9 april 2008 | IFK Norrköping         | 1 – 1           | Trelleborgs FF  | Idrottsparken                                             |                                                           |
| 19:00 UTC+2 | 19:00 UTC+2  | Max Fuxberg 31′ (sjm.) | (1 – 0) Rapport | 77′ Erik Sundin | Norrköping Publik: 4 850 Domare: Jonas Eriksson (Sigtuna) | Norrköping Publik: 4 850 Domare: Jonas Eriksson (Sigtuna) |
| 19:00 UTC+2 | 19:00 UTC+2  |                        |                 |                 | Norrköping Publik: 4 850 Domare: Jonas Eriksson (Sigtuna) | Norrköping Publik: 4 850 Domare: Jonas Eriksson (Sigtuna) |
| 19:00 UTC+2 | 19:00 UTC+2  |                        |                 |                 | Norrköping Publik: 4 850 Domare: Jonas Eriksson (Sigtuna) | Norrköping Publik: 4 850 Domare: Jonas Eriksson (Sigtuna) |

| 19          | 9 april 2008 | Halmstads BK      | 1 – 1           | IFK Göteborg      | Örjans vall                                              |                                                          |
| 19:45 UTC+2 | 19:45 UTC+2  | Peter Larsson 25′ | (1 – 1) Rapport | 42′ Thomas Olsson | Halmstad Publik: 6 786 Domare: Stefan Johannesson (Täby) | Halmstad Publik: 6 786 Domare: Stefan Johannesson (Täby) |
| 19:45 UTC+2 | 19:45 UTC+2  |                   |                 |                   | Halmstad Publik: 6 786 Domare: Stefan Johannesson (Täby) | Halmstad Publik: 6 786 Domare: Stefan Johannesson (Täby) |
| 19:45 UTC+2 | 19:45 UTC+2  |                   |                 |                   | Halmstad Publik: 6 786 Domare: Stefan Johannesson (Täby) | Halmstad Publik: 6 786 Domare: Stefan Johannesson (Täby) |

| 20          | 10 april 2008 | AIK                  | 1 – 0           | GIF Sundsvall | Råsunda                                                         |                                                                 |
| 19:00 UTC+2 | 19:00 UTC+2   | Lucas Valdemarín 26′ | (1 – 0) Rapport |               | Stockholm Publik: 12 618 Domare: Daniel Stålhammar (Landskrona) | Stockholm Publik: 12 618 Domare: Daniel Stålhammar (Landskrona) |
| 19:00 UTC+2 | 19:00 UTC+2   |                      |                 |               | Stockholm Publik: 12 618 Domare: Daniel Stålhammar (Landskrona) | Stockholm Publik: 12 618 Domare: Daniel Stålhammar (Landskrona) |
| 19:00 UTC+2 | 19:00 UTC+2   |                      |                 |               | Stockholm Publik: 12 618 Domare: Daniel Stålhammar (Landskrona) | Stockholm Publik: 12 618 Domare: Daniel Stålhammar (Landskrona) |

| 21          | 10 april 2008 | Gais                                       | 2 – 0           | Hammarby IF | Nya Ullevi                                                    |                                                               |
| 19:00 UTC+2 | 19:00 UTC+2   | Wanderson do Carmo 17′ Björn Andersson 88′ | (1 – 0) Rapport |             | Göteborg Publik: 4 135 Domare: Martin Ingvarsson (Hässleholm) | Göteborg Publik: 4 135 Domare: Martin Ingvarsson (Hässleholm) |
| 19:00 UTC+2 | 19:00 UTC+2   |                                            |                 |             | Göteborg Publik: 4 135 Domare: Martin Ingvarsson (Hässleholm) | Göteborg Publik: 4 135 Domare: Martin Ingvarsson (Hässleholm) |
| 19:00 UTC+2 | 19:00 UTC+2   |                                            |                 |             | Göteborg Publik: 4 135 Domare: Martin Ingvarsson (Hässleholm) | Göteborg Publik: 4 135 Domare: Martin Ingvarsson (Hässleholm) |

| 22          | 10 april 2008 | Ljungskile SK | 0 – 2           | Helsingborgs IF                          | Starke Arvid Arena                                          |                                                             |
| 19:00 UTC+2 | 19:00 UTC+2   |               | (0 – 0) Rapport | 59′ Andreas Granqvist 62′ Henrik Larsson | Ljungskile Publik: 3 210 Domare: Tobias Mattsson (Karlstad) | Ljungskile Publik: 3 210 Domare: Tobias Mattsson (Karlstad) |
| 19:00 UTC+2 | 19:00 UTC+2   |               |                 |                                          | Ljungskile Publik: 3 210 Domare: Tobias Mattsson (Karlstad) | Ljungskile Publik: 3 210 Domare: Tobias Mattsson (Karlstad) |
| 19:00 UTC+2 | 19:00 UTC+2   |               |                 |                                          | Ljungskile Publik: 3 210 Domare: Tobias Mattsson (Karlstad) | Ljungskile Publik: 3 210 Domare: Tobias Mattsson (Karlstad) |

| 23          | 10 april 2008 | Malmö FF             | 1 – 1           | IF Elfsborg      | Malmö Stadion                                             |                                                           |
| 19:00 UTC+2 | 19:00 UTC+2   | Guillermo Molins 33′ | (1 – 1) Rapport | 19′ Emir Bajrami | Malmö Publik: 13 299 Domare: Markus Strömbergsson (Gävle) | Malmö Publik: 13 299 Domare: Markus Strömbergsson (Gävle) |
| 19:00 UTC+2 | 19:00 UTC+2   |                      |                 |                  | Malmö Publik: 13 299 Domare: Markus Strömbergsson (Gävle) | Malmö Publik: 13 299 Domare: Markus Strömbergsson (Gävle) |
| 19:00 UTC+2 | 19:00 UTC+2   |                      |                 |                  | Malmö Publik: 13 299 Domare: Markus Strömbergsson (Gävle) | Malmö Publik: 13 299 Domare: Markus Strömbergsson (Gävle) |

| 24          | 10 april 2008 | Örebro SK | 0 – 1           | Kalmar FF            | Eyravallen                                                |                                                           |
| 20:00 UTC+2 | 20:00 UTC+2   |           | (0 – 0) Rapport | 80′ Patrik Ingelsten | Örebro Publik: 7 612 Domare: Håkan Jonasson (Helsingborg) | Örebro Publik: 7 612 Domare: Håkan Jonasson (Helsingborg) |
| 20:00 UTC+2 | 20:00 UTC+2   |           |                 |                      | Örebro Publik: 7 612 Domare: Håkan Jonasson (Helsingborg) | Örebro Publik: 7 612 Domare: Håkan Jonasson (Helsingborg) |
| 20:00 UTC+2 | 20:00 UTC+2   |           |                 |                      | Örebro Publik: 7 612 Domare: Håkan Jonasson (Helsingborg) | Örebro Publik: 7 612 Domare: Håkan Jonasson (Helsingborg) |

### Omgång 4
| 25          | 12 april 2008 | IFK Göteborg                                                        | 4 – 0           | IFK Norrköping | Nya Ullevi                                                    |                                                               |
| 16:00 UTC+2 | 16:00 UTC+2   | 42′ (sjm.) Tobias Hysén 53′ Gustav Svensson 72′ Mathias Ranégie 77′ | (1 – 0) Rapport |                | Göteborg Publik: 7 212 Domare: Martin Ingvarsson (Hässleholm) | Göteborg Publik: 7 212 Domare: Martin Ingvarsson (Hässleholm) |
| 16:00 UTC+2 | 16:00 UTC+2   |                                                                     |                 |                | Göteborg Publik: 7 212 Domare: Martin Ingvarsson (Hässleholm) | Göteborg Publik: 7 212 Domare: Martin Ingvarsson (Hässleholm) |
| 16:00 UTC+2 | 16:00 UTC+2   |                                                                     |                 |                | Göteborg Publik: 7 212 Domare: Martin Ingvarsson (Hässleholm) | Göteborg Publik: 7 212 Domare: Martin Ingvarsson (Hässleholm) |

| 26          | 13 april 2008 | Djurgårdens IF                           | 2 – 1           | Halmstads BK | Stockholms stadion                                       |                                                          |
| 15:00 UTC+2 | 15:00 UTC+2   | Sebastian Rajalakso 6′ Sölvi Ottesen 71′ | (1 – 0) Rapport | 77′ Anselmo  | Stockholm Publik: 8 947 Domare: Martin Hansson (Holmsjö) | Stockholm Publik: 8 947 Domare: Martin Hansson (Holmsjö) |
| 15:00 UTC+2 | 15:00 UTC+2   |                                          |                 |              | Stockholm Publik: 8 947 Domare: Martin Hansson (Holmsjö) | Stockholm Publik: 8 947 Domare: Martin Hansson (Holmsjö) |
| 15:00 UTC+2 | 15:00 UTC+2   |                                          |                 |              | Stockholm Publik: 8 947 Domare: Martin Hansson (Holmsjö) | Stockholm Publik: 8 947 Domare: Martin Hansson (Holmsjö) |

| 27          | 13 april 2008 | IF Elfsborg | 0 – 0           | Örebro SK | Borås Arena                                          |                                                      |
| 15:00 UTC+2 | 15:00 UTC+2   |             | (0 – 0) Rapport |           | Borås Publik: 7 120 Domare: Jonas Eriksson (Sigtuna) | Borås Publik: 7 120 Domare: Jonas Eriksson (Sigtuna) |
| 15:00 UTC+2 | 15:00 UTC+2   |             |                 |           | Borås Publik: 7 120 Domare: Jonas Eriksson (Sigtuna) | Borås Publik: 7 120 Domare: Jonas Eriksson (Sigtuna) |
| 15:00 UTC+2 | 15:00 UTC+2   |             |                 |           | Borås Publik: 7 120 Domare: Jonas Eriksson (Sigtuna) | Borås Publik: 7 120 Domare: Jonas Eriksson (Sigtuna) |

| 28          | 13 april 2008 | Helsingborgs IF                      | 2 – 2           | Gefle IF                            | Olympia                                                    |                                                            |
| 15:00 UTC+2 | 15:00 UTC+2   | Christoffer Andersson 28′ 84′ (sjm.) | (1 – 0) Rapport | 57′ Hans Berggren 90+2′ Amadou Jawo | Helsingborg Publik: 8 753 Domare: Michael Lerjéus (Skövde) | Helsingborg Publik: 8 753 Domare: Michael Lerjéus (Skövde) |
| 15:00 UTC+2 | 15:00 UTC+2   |                                      |                 |                                     | Helsingborg Publik: 8 753 Domare: Michael Lerjéus (Skövde) | Helsingborg Publik: 8 753 Domare: Michael Lerjéus (Skövde) |
| 15:00 UTC+2 | 15:00 UTC+2   |                                      |                 |                                     | Helsingborg Publik: 8 753 Domare: Michael Lerjéus (Skövde) | Helsingborg Publik: 8 753 Domare: Michael Lerjéus (Skövde) |

| 29          | 13 april 2008 | Trelleborgs FF | 0 – 0           | Malmö FF | Vångavallen                                                     |                                                                 |
| 17:45 UTC+2 | 17:45 UTC+2   |                | (0 – 0) Rapport |          | Trelleborg Publik: 6 748 Domare: Daniel Stålhammar (Landskrona) | Trelleborg Publik: 6 748 Domare: Daniel Stålhammar (Landskrona) |
| 17:45 UTC+2 | 17:45 UTC+2   |                |                 |          | Trelleborg Publik: 6 748 Domare: Daniel Stålhammar (Landskrona) | Trelleborg Publik: 6 748 Domare: Daniel Stålhammar (Landskrona) |
| 17:45 UTC+2 | 17:45 UTC+2   |                |                 |          | Trelleborg Publik: 6 748 Domare: Daniel Stålhammar (Landskrona) | Trelleborg Publik: 6 748 Domare: Daniel Stålhammar (Landskrona) |

| 30          | 14 april 2008 | Kalmar FF                                     | 4 – 0           | Gais | Fredriksskans IP                                          |                                                           |
| 19:00 UTC+2 | 19:00 UTC+2   | Viktor Elm 43′ Patrik Ingelsten 46′, 56′, 80′ | (1 – 0) Rapport |      | Kalmar Publik: 4 423 Domare: Åke Andreasson (Stenungsund) | Kalmar Publik: 4 423 Domare: Åke Andreasson (Stenungsund) |
| 19:00 UTC+2 | 19:00 UTC+2   |                                               |                 |      | Kalmar Publik: 4 423 Domare: Åke Andreasson (Stenungsund) | Kalmar Publik: 4 423 Domare: Åke Andreasson (Stenungsund) |
| 19:00 UTC+2 | 19:00 UTC+2   |                                               |                 |      | Kalmar Publik: 4 423 Domare: Åke Andreasson (Stenungsund) | Kalmar Publik: 4 423 Domare: Åke Andreasson (Stenungsund) |

| 31          | 14 april 2008 | GIF Sundsvall                                                                       | 4 – 0           | Ljungskile SK | Norrporten Arena                                             |                                                              |
| 19:00 UTC+2 | 19:00 UTC+2   | Mikael Lustig 48′ Johan Patriksson 54′ Robert Mambo Mumba 62′ Hannes Sigurdsson 74′ | (0 – 0) Rapport |               | Sundsvall Publik: 3 148 Domare: Markus Strömbergsson (Gävle) | Sundsvall Publik: 3 148 Domare: Markus Strömbergsson (Gävle) |
| 19:00 UTC+2 | 19:00 UTC+2   |                                                                                     |                 |               | Sundsvall Publik: 3 148 Domare: Markus Strömbergsson (Gävle) | Sundsvall Publik: 3 148 Domare: Markus Strömbergsson (Gävle) |
| 19:00 UTC+2 | 19:00 UTC+2   |                                                                                     |                 |               | Sundsvall Publik: 3 148 Domare: Markus Strömbergsson (Gävle) | Sundsvall Publik: 3 148 Domare: Markus Strömbergsson (Gävle) |

| 32          | 14 april 2008 | Hammarby IF      | 1 – 1           | AIK               | Råsunda                                                    |                                                            |
| 20:00 UTC+2 | 20:00 UTC+2   | Louay Chanko 68′ | (0 – 0) Rapport | 90+4′ Jorge Ortíz | Stockholm Publik: 23 578 Domare: Stefan Johannesson (Täby) | Stockholm Publik: 23 578 Domare: Stefan Johannesson (Täby) |
| 20:00 UTC+2 | 20:00 UTC+2   |                  |                 |                   | Stockholm Publik: 23 578 Domare: Stefan Johannesson (Täby) | Stockholm Publik: 23 578 Domare: Stefan Johannesson (Täby) |
| 20:00 UTC+2 | 20:00 UTC+2   |                  |                 |                   | Stockholm Publik: 23 578 Domare: Stefan Johannesson (Täby) | Stockholm Publik: 23 578 Domare: Stefan Johannesson (Täby) |

### Omgång 5
| 33          | 16 april 2008 | Malmö FF                             | 2 – 0           | Gefle IF | Malmö Stadion                                               |                                                             |
| 19:00 UTC+2 | 19:00 UTC+2   | Guillermo Molins 12′ Jimmy Dixon 54′ | (1 – 0) Rapport |          | Malmö Publik: 9 147 Domare: Sven-Martin Åkesson (Stockholm) | Malmö Publik: 9 147 Domare: Sven-Martin Åkesson (Stockholm) |
| 19:00 UTC+2 | 19:00 UTC+2   |                                      |                 |          | Malmö Publik: 9 147 Domare: Sven-Martin Åkesson (Stockholm) | Malmö Publik: 9 147 Domare: Sven-Martin Åkesson (Stockholm) |
| 19:00 UTC+2 | 19:00 UTC+2   |                                      |                 |          | Malmö Publik: 9 147 Domare: Sven-Martin Åkesson (Stockholm) | Malmö Publik: 9 147 Domare: Sven-Martin Åkesson (Stockholm) |

| 34          | 16 april 2008 | IFK Norrköping | 1 – 3           | Halmstads BK                            | Idrottsparken                                                   |                                                                 |
| 19:00 UTC+2 | 19:00 UTC+2   | Riki Cakić 84′ | (0 – 2) Rapport | 2′, 24′ Peter Larsson 82′ Ajsel Kujović | Norrköping Publik: 5 452 Domare: Daniel Stålhammar (Landskrona) | Norrköping Publik: 5 452 Domare: Daniel Stålhammar (Landskrona) |
| 19:00 UTC+2 | 19:00 UTC+2   |                |                 |                                         | Norrköping Publik: 5 452 Domare: Daniel Stålhammar (Landskrona) | Norrköping Publik: 5 452 Domare: Daniel Stålhammar (Landskrona) |
| 19:00 UTC+2 | 19:00 UTC+2   |                |                 |                                         | Norrköping Publik: 5 452 Domare: Daniel Stålhammar (Landskrona) | Norrköping Publik: 5 452 Domare: Daniel Stålhammar (Landskrona) |

| 35          | 16 april 2008 | Örebro SK            | 1 – 1           | Djurgårdens IF          | Eyravallen                                                   |                                                              |
| 20:00 UTC+2 | 20:00 UTC+2   | Kristoffer Näfver 7′ | (1 – 1) Rapport | 70′ Sebastian Rajalakso | Örebro Publik: 10 195 Domare: Martin Ingvarsson (Hässleholm) | Örebro Publik: 10 195 Domare: Martin Ingvarsson (Hässleholm) |
| 20:00 UTC+2 | 20:00 UTC+2   |                      |                 |                         | Örebro Publik: 10 195 Domare: Martin Ingvarsson (Hässleholm) | Örebro Publik: 10 195 Domare: Martin Ingvarsson (Hässleholm) |
| 20:00 UTC+2 | 20:00 UTC+2   |                      |                 |                         | Örebro Publik: 10 195 Domare: Martin Ingvarsson (Hässleholm) | Örebro Publik: 10 195 Domare: Martin Ingvarsson (Hässleholm) |

| 36          | 17 april 2008 | Hammarby IF                            | 2 – 1           | Helsingborgs IF      | Söderstadion                                             |                                                          |
| 19:00 UTC+2 | 19:00 UTC+2   | Paulinho Guará 3′ Petter Andersson 23′ | (2 – 1) Rapport | 40′ Razak Omotoyossi | Stockholm Publik: 9 832 Domare: Martin Hansson (Holmsjö) | Stockholm Publik: 9 832 Domare: Martin Hansson (Holmsjö) |
| 19:00 UTC+2 | 19:00 UTC+2   |                                        |                 |                      | Stockholm Publik: 9 832 Domare: Martin Hansson (Holmsjö) | Stockholm Publik: 9 832 Domare: Martin Hansson (Holmsjö) |
| 19:00 UTC+2 | 19:00 UTC+2   |                                        |                 |                      | Stockholm Publik: 9 832 Domare: Martin Hansson (Holmsjö) | Stockholm Publik: 9 832 Domare: Martin Hansson (Holmsjö) |

| 37          | 17 april 2008 | Ljungskile SK               | 1 – 0           | IF Elfsborg | Starke Arvid Arena                                            |                                                               |
| 19:00 UTC+2 | 19:00 UTC+2   | Martin Smedberg-Dalence 87′ | (0 – 0) Rapport |             | Ljungskile Publik: 2 345 Domare: Håkan Jonasson (Helsingborg) | Ljungskile Publik: 2 345 Domare: Håkan Jonasson (Helsingborg) |
| 19:00 UTC+2 | 19:00 UTC+2   |                             |                 |             | Ljungskile Publik: 2 345 Domare: Håkan Jonasson (Helsingborg) | Ljungskile Publik: 2 345 Domare: Håkan Jonasson (Helsingborg) |
| 19:00 UTC+2 | 19:00 UTC+2   |                             |                 |             | Ljungskile Publik: 2 345 Domare: Håkan Jonasson (Helsingborg) | Ljungskile Publik: 2 345 Domare: Håkan Jonasson (Helsingborg) |

| 38          | 17 april 2008 | GIF Sundsvall | 0 – 2           | Kalmar FF                          | Norrporten Arena                                          |                                                           |
| 19:00 UTC+2 | 19:00 UTC+2   |               | (0 – 1) Rapport | 28′ Viktor Elm 67′ Marcus Lindberg | Sundsvall Publik: 4 722 Domare: Tobias Mattson (Karlstad) | Sundsvall Publik: 4 722 Domare: Tobias Mattson (Karlstad) |
| 19:00 UTC+2 | 19:00 UTC+2   |               |                 |                                    | Sundsvall Publik: 4 722 Domare: Tobias Mattson (Karlstad) | Sundsvall Publik: 4 722 Domare: Tobias Mattson (Karlstad) |
| 19:00 UTC+2 | 19:00 UTC+2   |               |                 |                                    | Sundsvall Publik: 4 722 Domare: Tobias Mattson (Karlstad) | Sundsvall Publik: 4 722 Domare: Tobias Mattson (Karlstad) |

| 39          | 17 april 2008 | Gais | 0 – 0           | IFK Göteborg | Nya Ullevi                                               |                                                          |
| 20:00 UTC+2 | 20:00 UTC+2   |      | (0 – 0) Rapport |              | Göteborg Publik: 27 238 Domare: Jonas Eriksson (Sigtuna) | Göteborg Publik: 27 238 Domare: Jonas Eriksson (Sigtuna) |
| 20:00 UTC+2 | 20:00 UTC+2   |      |                 |              | Göteborg Publik: 27 238 Domare: Jonas Eriksson (Sigtuna) | Göteborg Publik: 27 238 Domare: Jonas Eriksson (Sigtuna) |
| 20:00 UTC+2 | 20:00 UTC+2   |      |                 |              | Göteborg Publik: 27 238 Domare: Jonas Eriksson (Sigtuna) | Göteborg Publik: 27 238 Domare: Jonas Eriksson (Sigtuna) |

| 40          | 18 april 2008 | AIK            | 1 – 0           | Trelleborgs FF | Råsunda                                                   |                                                           |
| 19:00 UTC+2 | 19:00 UTC+2   | Iván Óbolo 48′ | (0 – 0) Rapport |                | Stockholm Publik: 12 005 Domare: Michael Lerjéus (Skövde) | Stockholm Publik: 12 005 Domare: Michael Lerjéus (Skövde) |
| 19:00 UTC+2 | 19:00 UTC+2   |                |                 |                | Stockholm Publik: 12 005 Domare: Michael Lerjéus (Skövde) | Stockholm Publik: 12 005 Domare: Michael Lerjéus (Skövde) |
| 19:00 UTC+2 | 19:00 UTC+2   |                |                 |                | Stockholm Publik: 12 005 Domare: Michael Lerjéus (Skövde) | Stockholm Publik: 12 005 Domare: Michael Lerjéus (Skövde) |

### Omgång 6
| 41          | 20 april 2008 | IF Elfsborg                            | 2 – 0           | GIF Sundsvall | Borås Arena                                              |                                                          |
| 15:00 UTC+2 | 15:00 UTC+2   | Daniel Mobaeck 9′ Fredrik Berglund 74′ | (1 – 0) Rapport |               | Borås Publik: 7 194 Domare: Åke Andreasson (Stenungsund) | Borås Publik: 7 194 Domare: Åke Andreasson (Stenungsund) |
| 15:00 UTC+2 | 15:00 UTC+2   |                                        |                 |               | Borås Publik: 7 194 Domare: Åke Andreasson (Stenungsund) | Borås Publik: 7 194 Domare: Åke Andreasson (Stenungsund) |
| 15:00 UTC+2 | 15:00 UTC+2   |                                        |                 |               | Borås Publik: 7 194 Domare: Åke Andreasson (Stenungsund) | Borås Publik: 7 194 Domare: Åke Andreasson (Stenungsund) |

| 42          | 20 april 2008 | Gefle IF | 0 – 1           | Örebro SK          | Strömvallen                                                |                                                            |
| 15:00 UTC+2 | 15:00 UTC+2   |          | (0 – 0) Rapport | 71′ Patrik Haginge | Gävle Publik: 4 169 Domare: Daniel Stålhammar (Landskrona) | Gävle Publik: 4 169 Domare: Daniel Stålhammar (Landskrona) |
| 15:00 UTC+2 | 15:00 UTC+2   |          |                 |                    | Gävle Publik: 4 169 Domare: Daniel Stålhammar (Landskrona) | Gävle Publik: 4 169 Domare: Daniel Stålhammar (Landskrona) |
| 15:00 UTC+2 | 15:00 UTC+2   |          |                 |                    | Gävle Publik: 4 169 Domare: Daniel Stålhammar (Landskrona) | Gävle Publik: 4 169 Domare: Daniel Stålhammar (Landskrona) |

| 43          | 20 april 2008 | Kalmar FF              | 1 – 0           | Hammarby IF | Fredriksskans IP                                           |                                                            |
| 15:00 UTC+2 | 15:00 UTC+2   | Patrik Ingelsten 90+2′ | (0 – 0) Rapport |             | Kalmar Publik: 6 654 Domare: Peter Fröjdfeldt (Eskilstuna) | Kalmar Publik: 6 654 Domare: Peter Fröjdfeldt (Eskilstuna) |
| 15:00 UTC+2 | 15:00 UTC+2   |                        |                 |             | Kalmar Publik: 6 654 Domare: Peter Fröjdfeldt (Eskilstuna) | Kalmar Publik: 6 654 Domare: Peter Fröjdfeldt (Eskilstuna) |
| 15:00 UTC+2 | 15:00 UTC+2   |                        |                 |             | Kalmar Publik: 6 654 Domare: Peter Fröjdfeldt (Eskilstuna) | Kalmar Publik: 6 654 Domare: Peter Fröjdfeldt (Eskilstuna) |

| 44          | 20 april 2008 | Helsingborgs IF                       | 2 – 2           | IFK Norrköping                              | Olympia                                                     |                                                             |
| 17:45 UTC+2 | 17:45 UTC+2   | Henrik Larsson 47′ René Makondele 49′ | (0 – 1) Rapport | 27′ Marcin Burkhardt 90′ Kristoffer Arvhage | Helsingborg Publik: 10 301 Domare: Jonas Eriksson (Sigtuna) | Helsingborg Publik: 10 301 Domare: Jonas Eriksson (Sigtuna) |
| 17:45 UTC+2 | 17:45 UTC+2   |                                       |                 |                                             | Helsingborg Publik: 10 301 Domare: Jonas Eriksson (Sigtuna) | Helsingborg Publik: 10 301 Domare: Jonas Eriksson (Sigtuna) |
| 17:45 UTC+2 | 17:45 UTC+2   |                                       |                 |                                             | Helsingborg Publik: 10 301 Domare: Jonas Eriksson (Sigtuna) | Helsingborg Publik: 10 301 Domare: Jonas Eriksson (Sigtuna) |

| 45          | 21 april 2008 | Djurgårdens IF | 0 – 0           | Gais | Stockholms stadion                                             |                                                                |
| 19:00 UTC+2 | 19:00 UTC+2   |                | (0 – 0) Rapport |      | Stockholm Publik: 9 237 Domare: Martin Ingvarsson (Hässleholm) | Stockholm Publik: 9 237 Domare: Martin Ingvarsson (Hässleholm) |
| 19:00 UTC+2 | 19:00 UTC+2   |                |                 |      | Stockholm Publik: 9 237 Domare: Martin Ingvarsson (Hässleholm) | Stockholm Publik: 9 237 Domare: Martin Ingvarsson (Hässleholm) |
| 19:00 UTC+2 | 19:00 UTC+2   |                |                 |      | Stockholm Publik: 9 237 Domare: Martin Ingvarsson (Hässleholm) | Stockholm Publik: 9 237 Domare: Martin Ingvarsson (Hässleholm) |

| 46          | 21 april 2008 | IFK Göteborg                          | 2 – 0           | AIK | Nya Ullevi                                              |                                                         |
| 19:00 UTC+2 | 19:00 UTC+2   | Jonatan Berg 9′ Jonas Wallerstedt 14′ | (2 – 0) Rapport |     | Göteborg Publik: 9 679 Domare: Martin Hansson (Holmsjö) | Göteborg Publik: 9 679 Domare: Martin Hansson (Holmsjö) |
| 19:00 UTC+2 | 19:00 UTC+2   |                                       |                 |     | Göteborg Publik: 9 679 Domare: Martin Hansson (Holmsjö) | Göteborg Publik: 9 679 Domare: Martin Hansson (Holmsjö) |
| 19:00 UTC+2 | 19:00 UTC+2   |                                       |                 |     | Göteborg Publik: 9 679 Domare: Martin Hansson (Holmsjö) | Göteborg Publik: 9 679 Domare: Martin Hansson (Holmsjö) |

| 47          | 21 april 2008 | Trelleborgs FF       | 1 – 2           | Ljungskile SK                                   | Vångavallen                                                   |                                                               |
| 19:00 UTC+2 | 19:00 UTC+2   | Rasmus Bengtsson 75′ | (0 – 2) Rapport | 6′ Cedomir Zarkovic 26′ Martin Smedberg-Dalence | Trelleborg Publik: 2 017 Domare: Markus Strömbergsson (Gävle) | Trelleborg Publik: 2 017 Domare: Markus Strömbergsson (Gävle) |
| 19:00 UTC+2 | 19:00 UTC+2   |                      |                 |                                                 | Trelleborg Publik: 2 017 Domare: Markus Strömbergsson (Gävle) | Trelleborg Publik: 2 017 Domare: Markus Strömbergsson (Gävle) |
| 19:00 UTC+2 | 19:00 UTC+2   |                      |                 |                                                 | Trelleborg Publik: 2 017 Domare: Markus Strömbergsson (Gävle) | Trelleborg Publik: 2 017 Domare: Markus Strömbergsson (Gävle) |

| 48          | 21 april 2008 | Halmstads BK                   | 2 – 3           | Malmö FF                                                   | Örjans vall                                              |                                                          |
| 20:00 UTC+2 | 20:00 UTC+2   | Alexander Prent 6′ Anselmo 85′ | (1 – 0) Rapport | 46′ Christian Järdler 73′ Ola Toivonen 90′ Labinot Harbuzi | Halmstad Publik: 6 909 Domare: Stefan Johannesson (Täby) | Halmstad Publik: 6 909 Domare: Stefan Johannesson (Täby) |
| 20:00 UTC+2 | 20:00 UTC+2   |                                |                 |                                                            | Halmstad Publik: 6 909 Domare: Stefan Johannesson (Täby) | Halmstad Publik: 6 909 Domare: Stefan Johannesson (Täby) |
| 20:00 UTC+2 | 20:00 UTC+2   |                                |                 |                                                            | Halmstad Publik: 6 909 Domare: Stefan Johannesson (Täby) | Halmstad Publik: 6 909 Domare: Stefan Johannesson (Täby) |

### Omgång 7
| 49          | 23 april 2008 | Kalmar FF                                             | 4 – 2           | Helsingborgs IF                                      | Fredriksskans IP                                          |                                                           |
| 19:00 UTC+2 | 19:00 UTC+2   | Patrik Ingelsten 3′ Viktor Elm 18′, 67′ David Elm 53′ | (2 – 0) Rapport | 49′ Christoffer Andersson 63′ (sjm.) Marcus Lindberg | Kalmar Publik: 6 081 Domare: Åke Andreasson (Stenungsund) | Kalmar Publik: 6 081 Domare: Åke Andreasson (Stenungsund) |
| 19:00 UTC+2 | 19:00 UTC+2   |                                                       |                 |                                                      | Kalmar Publik: 6 081 Domare: Åke Andreasson (Stenungsund) | Kalmar Publik: 6 081 Domare: Åke Andreasson (Stenungsund) |
| 19:00 UTC+2 | 19:00 UTC+2   |                                                       |                 |                                                      | Kalmar Publik: 6 081 Domare: Åke Andreasson (Stenungsund) | Kalmar Publik: 6 081 Domare: Åke Andreasson (Stenungsund) |

| 50          | 23 april 2008 | Hammarby IF | 0 – 0           | IF Elfsborg | Söderstadion                                                   |                                                                |
| 19:45 UTC+2 | 19:45 UTC+2   |             | (0 – 0) Rapport |             | Stockholm Publik: 9 468 Domare: Daniel Stålhammar (Landskrona) | Stockholm Publik: 9 468 Domare: Daniel Stålhammar (Landskrona) |
| 19:45 UTC+2 | 19:45 UTC+2   |             |                 |             | Stockholm Publik: 9 468 Domare: Daniel Stålhammar (Landskrona) | Stockholm Publik: 9 468 Domare: Daniel Stålhammar (Landskrona) |
| 19:45 UTC+2 | 19:45 UTC+2   |             |                 |             | Stockholm Publik: 9 468 Domare: Daniel Stålhammar (Landskrona) | Stockholm Publik: 9 468 Domare: Daniel Stålhammar (Landskrona) |

| 51          | 24 april 2008 | Gais                                         | 2 – 0           | Gefle IF | Nya Ullevi                                                |                                                           |
| 19:00 UTC+2 | 19:00 UTC+2   | Eyjólfur Héðinsson 38′ Daniel Nicklasson 85′ | (1 – 0) Rapport |          | Göteborg Publik: 3 489 Domare: Tobias Mattsson (Karlstad) | Göteborg Publik: 3 489 Domare: Tobias Mattsson (Karlstad) |
| 19:00 UTC+2 | 19:00 UTC+2   |                                              |                 |          | Göteborg Publik: 3 489 Domare: Tobias Mattsson (Karlstad) | Göteborg Publik: 3 489 Domare: Tobias Mattsson (Karlstad) |
| 19:00 UTC+2 | 19:00 UTC+2   |                                              |                 |          | Göteborg Publik: 3 489 Domare: Tobias Mattsson (Karlstad) | Göteborg Publik: 3 489 Domare: Tobias Mattsson (Karlstad) |

| 52          | 24 april 2008 | Malmö FF              | 2 – 1           | IFK Norrköping    | Malmö Stadion                                             |                                                           |
| 19:00 UTC+2 | 19:00 UTC+2   | Ola Toivonen 26′, 46′ | (1 – 0) Rapport | 72′ Richard Spong | Malmö Publik: 12 911 Domare: Markus Strömbergsson (Gävle) | Malmö Publik: 12 911 Domare: Markus Strömbergsson (Gävle) |
| 19:00 UTC+2 | 19:00 UTC+2   |                       |                 |                   | Malmö Publik: 12 911 Domare: Markus Strömbergsson (Gävle) | Malmö Publik: 12 911 Domare: Markus Strömbergsson (Gävle) |
| 19:00 UTC+2 | 19:00 UTC+2   |                       |                 |                   | Malmö Publik: 12 911 Domare: Markus Strömbergsson (Gävle) | Malmö Publik: 12 911 Domare: Markus Strömbergsson (Gävle) |

| 53          | 24 april 2008 | GIF Sundsvall                              | 2 – 2           | Trelleborgs FF                          | Norrporten Arena                                          |                                                           |
| 19:00 UTC+2 | 19:00 UTC+2   | Johan Patriksson 14′ Hannes Sigurdsson 19′ | (2 – 1) Rapport | 38′ Andreas Drugge 77′ Magnus Andersson | Sundsvall Publik: 4 174 Domare: Stefan Johannesson (Täby) | Sundsvall Publik: 4 174 Domare: Stefan Johannesson (Täby) |
| 19:00 UTC+2 | 19:00 UTC+2   |                                            |                 |                                         | Sundsvall Publik: 4 174 Domare: Stefan Johannesson (Täby) | Sundsvall Publik: 4 174 Domare: Stefan Johannesson (Täby) |
| 19:00 UTC+2 | 19:00 UTC+2   |                                            |                 |                                         | Sundsvall Publik: 4 174 Domare: Stefan Johannesson (Täby) | Sundsvall Publik: 4 174 Domare: Stefan Johannesson (Täby) |

| 54          | 24 april 2008 | Örebro SK | 0 – 1           | Halmstads BK | Eyravallen                                            |                                                       |
| 19:00 UTC+2 | 19:00 UTC+2   |           | (0 – 1) Rapport | 3′ Anselmo   | Örebro Publik: 9 125 Domare: Jonas Eriksson (Sigtuna) | Örebro Publik: 9 125 Domare: Jonas Eriksson (Sigtuna) |
| 19:00 UTC+2 | 19:00 UTC+2   |           |                 |              | Örebro Publik: 9 125 Domare: Jonas Eriksson (Sigtuna) | Örebro Publik: 9 125 Domare: Jonas Eriksson (Sigtuna) |
| 19:00 UTC+2 | 19:00 UTC+2   |           |                 |              | Örebro Publik: 9 125 Domare: Jonas Eriksson (Sigtuna) | Örebro Publik: 9 125 Domare: Jonas Eriksson (Sigtuna) |

| 55          | 24 april 2008 | AIK              | 1 – 1           | Djurgårdens IF              | Råsunda                                                        |                                                                |
| 20:00 UTC+2 | 20:00 UTC+2   | Daniel Mendes 3′ | (1 – 0) Rapport | 79′ Thiago Quirino da Silva | Stockholm Publik: 34 173 Domare: Peter Fröjdfeldt (Eskilstuna) | Stockholm Publik: 34 173 Domare: Peter Fröjdfeldt (Eskilstuna) |
| 20:00 UTC+2 | 20:00 UTC+2   |                  |                 |                             | Stockholm Publik: 34 173 Domare: Peter Fröjdfeldt (Eskilstuna) | Stockholm Publik: 34 173 Domare: Peter Fröjdfeldt (Eskilstuna) |
| 20:00 UTC+2 | 20:00 UTC+2   |                  |                 |                             | Stockholm Publik: 34 173 Domare: Peter Fröjdfeldt (Eskilstuna) | Stockholm Publik: 34 173 Domare: Peter Fröjdfeldt (Eskilstuna) |

| 56          | 25 april 2008 | Ljungskile SK        | 2 – 1           | IFK Göteborg         | Starke Arvid Arena                                              |                                                                 |
| 19:00 UTC+2 | 19:00 UTC+2   | Andreas Ramm 6′, 58′ | (1 – 1) Rapport | 21′ Pontus Wernbloom | Ljungskile Publik: 7 128 Domare: Martin Ingvarsson (Hässleholm) | Ljungskile Publik: 7 128 Domare: Martin Ingvarsson (Hässleholm) |
| 19:00 UTC+2 | 19:00 UTC+2   |                      |                 |                      | Ljungskile Publik: 7 128 Domare: Martin Ingvarsson (Hässleholm) | Ljungskile Publik: 7 128 Domare: Martin Ingvarsson (Hässleholm) |
| 19:00 UTC+2 | 19:00 UTC+2   |                      |                 |                      | Ljungskile Publik: 7 128 Domare: Martin Ingvarsson (Hässleholm) | Ljungskile Publik: 7 128 Domare: Martin Ingvarsson (Hässleholm) |

### Omgång 8
| 57          | 26 april 2008 | IF Elfsborg         | 1 – 0           | Kalmar FF | Borås Arena                                               |                                                           |
| 16:00 UTC+2 | 16:00 UTC+2   | Fredrik Berglund 3′ | (1 – 0) Rapport |           | Borås Publik: 8 313 Domare: Peter Fröjdfeldt (Eskilstuna) | Borås Publik: 8 313 Domare: Peter Fröjdfeldt (Eskilstuna) |
| 16:00 UTC+2 | 16:00 UTC+2   |                     |                 |           | Borås Publik: 8 313 Domare: Peter Fröjdfeldt (Eskilstuna) | Borås Publik: 8 313 Domare: Peter Fröjdfeldt (Eskilstuna) |
| 16:00 UTC+2 | 16:00 UTC+2   |                     |                 |           | Borås Publik: 8 313 Domare: Peter Fröjdfeldt (Eskilstuna) | Borås Publik: 8 313 Domare: Peter Fröjdfeldt (Eskilstuna) |

| 58          | 27 april 2008 | Halmstads BK | 0 – 0           | Gais | Örjans vall                                                 |                                                             |
| 15:00 UTC+2 | 15:00 UTC+2   |              | (0 – 0) Rapport |      | Halmstad Publik: 5 674 Domare: Håkan Jonasson (Helsingborg) | Halmstad Publik: 5 674 Domare: Håkan Jonasson (Helsingborg) |
| 15:00 UTC+2 | 15:00 UTC+2   |              |                 |      | Halmstad Publik: 5 674 Domare: Håkan Jonasson (Helsingborg) | Halmstad Publik: 5 674 Domare: Håkan Jonasson (Helsingborg) |
| 15:00 UTC+2 | 15:00 UTC+2   |              |                 |      | Halmstad Publik: 5 674 Domare: Håkan Jonasson (Helsingborg) | Halmstad Publik: 5 674 Domare: Håkan Jonasson (Helsingborg) |

| 59          | 27 april 2008 | Trelleborgs FF            | 1 – 0           | Hammarby IF | Vångavallen                                                      |                                                                  |
| 15:00 UTC+2 | 15:00 UTC+2   | Michael Mensah 25′ (str.) | (1 – 0) Rapport |             | Trelleborg Publik: 2 724 Domare: Sven-Martin Åkesson (Stockholm) | Trelleborg Publik: 2 724 Domare: Sven-Martin Åkesson (Stockholm) |
| 15:00 UTC+2 | 15:00 UTC+2   |                           |                 |             | Trelleborg Publik: 2 724 Domare: Sven-Martin Åkesson (Stockholm) | Trelleborg Publik: 2 724 Domare: Sven-Martin Åkesson (Stockholm) |
| 15:00 UTC+2 | 15:00 UTC+2   |                           |                 |             | Trelleborg Publik: 2 724 Domare: Sven-Martin Åkesson (Stockholm) | Trelleborg Publik: 2 724 Domare: Sven-Martin Åkesson (Stockholm) |

| 60          | 27 april 2008 | Gefle IF | 0 – 1           | AIK            | Strömvallen                                          |                                                      |
| 17:45 UTC+2 | 17:45 UTC+2   |          | (0 – 1) Rapport | 14′ Iván Óbolo | Gävle Publik: 4 616 Domare: Jonas Eriksson (Sigtuna) | Gävle Publik: 4 616 Domare: Jonas Eriksson (Sigtuna) |
| 17:45 UTC+2 | 17:45 UTC+2   |          |                 |                | Gävle Publik: 4 616 Domare: Jonas Eriksson (Sigtuna) | Gävle Publik: 4 616 Domare: Jonas Eriksson (Sigtuna) |
| 17:45 UTC+2 | 17:45 UTC+2   |          |                 |                | Gävle Publik: 4 616 Domare: Jonas Eriksson (Sigtuna) | Gävle Publik: 4 616 Domare: Jonas Eriksson (Sigtuna) |

| 61          | 28 april 2008 | Djurgårdens IF                       | 2 – 1           | Ljungskile SK    | Stockholms stadion                                       |                                                          |
| 19:00 UTC+2 | 19:00 UTC+2   | Mattias Jonson 11′ Sölvi Ottesen 87′ | (1 – 0) Rapport | 72′ Andreas Ramm | Stockholm Publik: 8 915 Domare: Michael Lerjéus (Skövde) | Stockholm Publik: 8 915 Domare: Michael Lerjéus (Skövde) |
| 19:00 UTC+2 | 19:00 UTC+2   |                                      |                 |                  | Stockholm Publik: 8 915 Domare: Michael Lerjéus (Skövde) | Stockholm Publik: 8 915 Domare: Michael Lerjéus (Skövde) |
| 19:00 UTC+2 | 19:00 UTC+2   |                                      |                 |                  | Stockholm Publik: 8 915 Domare: Michael Lerjéus (Skövde) | Stockholm Publik: 8 915 Domare: Michael Lerjéus (Skövde) |

| 62          | 28 april 2008 | IFK Göteborg          | 1 – 0           | GIF Sundsvall | Nya Ullevi                                                  |                                                             |
| 19:00 UTC+2 | 19:00 UTC+2   | Ragnar Sigurdsson 59′ | (0 – 0) Rapport |               | Göteborg Publik: 6 332 Domare: Markus Strömbergsson (Gävle) | Göteborg Publik: 6 332 Domare: Markus Strömbergsson (Gävle) |
| 19:00 UTC+2 | 19:00 UTC+2   |                       |                 |               | Göteborg Publik: 6 332 Domare: Markus Strömbergsson (Gävle) | Göteborg Publik: 6 332 Domare: Markus Strömbergsson (Gävle) |
| 19:00 UTC+2 | 19:00 UTC+2   |                       |                 |               | Göteborg Publik: 6 332 Domare: Markus Strömbergsson (Gävle) | Göteborg Publik: 6 332 Domare: Markus Strömbergsson (Gävle) |

| 63          | 28 april 2008 | IFK Norrköping | 0 – 0           | Örebro SK | Idrottsparken                                              |                                                            |
| 19:00 UTC+2 | 19:00 UTC+2   |                | (0 – 0) Rapport |           | Norrköping Publik: 8 705 Domare: Stefan Johannesson (Täby) | Norrköping Publik: 8 705 Domare: Stefan Johannesson (Täby) |
| 19:00 UTC+2 | 19:00 UTC+2   |                |                 |           | Norrköping Publik: 8 705 Domare: Stefan Johannesson (Täby) | Norrköping Publik: 8 705 Domare: Stefan Johannesson (Täby) |
| 19:00 UTC+2 | 19:00 UTC+2   |                |                 |           | Norrköping Publik: 8 705 Domare: Stefan Johannesson (Täby) | Norrköping Publik: 8 705 Domare: Stefan Johannesson (Täby) |

| 64          | 28 april 2008 | Helsingborgs IF                                              | 4 – 2           | Malmö FF                  | Olympia                                                     |                                                             |
| 20:00 UTC+2 | 20:00 UTC+2   | Razak Omotoyossi 1′ Henrik Larsson 24′, 63′ Marcus Lantz 76′ | (2 – 1) Rapport | 9′, 65′ Jonatan Johansson | Helsingborg Publik: 16 704 Domare: Martin Hansson (Holmsjö) | Helsingborg Publik: 16 704 Domare: Martin Hansson (Holmsjö) |
| 20:00 UTC+2 | 20:00 UTC+2   |                                                              |                 |                           | Helsingborg Publik: 16 704 Domare: Martin Hansson (Holmsjö) | Helsingborg Publik: 16 704 Domare: Martin Hansson (Holmsjö) |
| 20:00 UTC+2 | 20:00 UTC+2   |                                                              |                 |                           | Helsingborg Publik: 16 704 Domare: Martin Hansson (Holmsjö) | Helsingborg Publik: 16 704 Domare: Martin Hansson (Holmsjö) |

### Omgång 9
| 65          | 3 maj 2008  | IF Elfsborg        | 1 – 0           | Helsingborgs IF | Borås Arena                                          |                                                      |
| 16:00 UTC+2 | 16:00 UTC+2 | Daniel Mobaeck 32′ | (1 – 0) Rapport |                 | Borås Publik: 9 717 Domare: Jonas Eriksson (Sigtuna) | Borås Publik: 9 717 Domare: Jonas Eriksson (Sigtuna) |
| 16:00 UTC+2 | 16:00 UTC+2 |                    |                 |                 | Borås Publik: 9 717 Domare: Jonas Eriksson (Sigtuna) | Borås Publik: 9 717 Domare: Jonas Eriksson (Sigtuna) |
| 16:00 UTC+2 | 16:00 UTC+2 |                    |                 |                 | Borås Publik: 9 717 Domare: Jonas Eriksson (Sigtuna) | Borås Publik: 9 717 Domare: Jonas Eriksson (Sigtuna) |

| 66          | 4 maj 2008  | Kalmar FF        | 1 – 0           | Trelleborgs FF | Fredriksskans IP                                        |                                                         |
| 16:00 UTC+2 | 16:00 UTC+2 | César Santin 25′ | (1 – 0) Rapport |                | Kalmar Publik: 4 617 Domare: Tobias Mattsson (Karlstad) | Kalmar Publik: 4 617 Domare: Tobias Mattsson (Karlstad) |
| 16:00 UTC+2 | 16:00 UTC+2 |                  |                 |                | Kalmar Publik: 4 617 Domare: Tobias Mattsson (Karlstad) | Kalmar Publik: 4 617 Domare: Tobias Mattsson (Karlstad) |
| 16:00 UTC+2 | 16:00 UTC+2 |                  |                 |                | Kalmar Publik: 4 617 Domare: Tobias Mattsson (Karlstad) | Kalmar Publik: 4 617 Domare: Tobias Mattsson (Karlstad) |

| 67          | 4 maj 2008  | GIF Sundsvall | 0 – 0           | Djurgårdens IF | Norrporten Arena                                               |                                                                |
| 16:00 UTC+2 | 16:00 UTC+2 |               | (0 – 0) Rapport |                | Sundsvall Publik: 5 047 Domare: Daniel Stålhammar (Landskrona) | Sundsvall Publik: 5 047 Domare: Daniel Stålhammar (Landskrona) |
| 16:00 UTC+2 | 16:00 UTC+2 |               |                 |                | Sundsvall Publik: 5 047 Domare: Daniel Stålhammar (Landskrona) | Sundsvall Publik: 5 047 Domare: Daniel Stålhammar (Landskrona) |
| 16:00 UTC+2 | 16:00 UTC+2 |               |                 |                | Sundsvall Publik: 5 047 Domare: Daniel Stålhammar (Landskrona) | Sundsvall Publik: 5 047 Domare: Daniel Stålhammar (Landskrona) |

| 68          | 4 maj 2008  | Örebro SK | 0 – 3           | Malmö FF                                    | Eyravallen                                                |                                                           |
| 16:00 UTC+2 | 16:00 UTC+2 |           | (0 – 2) Rapport | 29′, 47′ Edward Ofere 40′ Jonatan Johansson | Örebro Publik: 9 445 Domare: Åke Andreasson (Stenungsund) | Örebro Publik: 9 445 Domare: Åke Andreasson (Stenungsund) |
| 16:00 UTC+2 | 16:00 UTC+2 |           |                 |                                             | Örebro Publik: 9 445 Domare: Åke Andreasson (Stenungsund) | Örebro Publik: 9 445 Domare: Åke Andreasson (Stenungsund) |
| 16:00 UTC+2 | 16:00 UTC+2 |           |                 |                                             | Örebro Publik: 9 445 Domare: Åke Andreasson (Stenungsund) | Örebro Publik: 9 445 Domare: Åke Andreasson (Stenungsund) |

| 69          | 4 maj 2008  | Hammarby IF | 0 – 0           | IFK Göteborg | Söderstadion                                                   |                                                                |
| 17:45 UTC+2 | 17:45 UTC+2 |             | (0 – 0) Rapport |              | Stockholm Publik: 12 198 Domare: Peter Fröjdfeldt (Eskilstuna) | Stockholm Publik: 12 198 Domare: Peter Fröjdfeldt (Eskilstuna) |
| 17:45 UTC+2 | 17:45 UTC+2 |             |                 |              | Stockholm Publik: 12 198 Domare: Peter Fröjdfeldt (Eskilstuna) | Stockholm Publik: 12 198 Domare: Peter Fröjdfeldt (Eskilstuna) |
| 17:45 UTC+2 | 17:45 UTC+2 |             |                 |              | Stockholm Publik: 12 198 Domare: Peter Fröjdfeldt (Eskilstuna) | Stockholm Publik: 12 198 Domare: Peter Fröjdfeldt (Eskilstuna) |

| 70          | 5 maj 2008  | Gais | 0 – 0           | IFK Norrköping | Nya Ullevi                                                     |                                                                |
| 19:00 UTC+2 | 19:00 UTC+2 |      | (0 – 0) Rapport |                | Göteborg Publik: 4 035 Domare: Sven-Martin Åkesson (Stockholm) | Göteborg Publik: 4 035 Domare: Sven-Martin Åkesson (Stockholm) |
| 19:00 UTC+2 | 19:00 UTC+2 |      |                 |                | Göteborg Publik: 4 035 Domare: Sven-Martin Åkesson (Stockholm) | Göteborg Publik: 4 035 Domare: Sven-Martin Åkesson (Stockholm) |
| 19:00 UTC+2 | 19:00 UTC+2 |      |                 |                | Göteborg Publik: 4 035 Domare: Sven-Martin Åkesson (Stockholm) | Göteborg Publik: 4 035 Domare: Sven-Martin Åkesson (Stockholm) |

| 71          | 5 maj 2008  | Ljungskile SK | 0 – 0           | Gefle IF | Starke Arvid Arena                                        |                                                           |
| 19:00 UTC+2 | 19:00 UTC+2 |               | (0 – 0) Rapport |          | Ljungskile Publik: 2 503 Domare: Martin Hansson (Holmsjö) | Ljungskile Publik: 2 503 Domare: Martin Hansson (Holmsjö) |
| 19:00 UTC+2 | 19:00 UTC+2 |               |                 |          | Ljungskile Publik: 2 503 Domare: Martin Hansson (Holmsjö) | Ljungskile Publik: 2 503 Domare: Martin Hansson (Holmsjö) |
| 19:00 UTC+2 | 19:00 UTC+2 |               |                 |          | Ljungskile Publik: 2 503 Domare: Martin Hansson (Holmsjö) | Ljungskile Publik: 2 503 Domare: Martin Hansson (Holmsjö) |

| 72          | 5 maj 2008  | AIK             | 1 – 0           | Halmstads BK | Råsunda                                                       |                                                               |
| 20:00 UTC+2 | 20:00 UTC+2 | Kenny Pavey 88′ | (0 – 0) Rapport |              | Stockholm Publik: 14 051 Domare: Markus Strömbergsson (Gävle) | Stockholm Publik: 14 051 Domare: Markus Strömbergsson (Gävle) |
| 20:00 UTC+2 | 20:00 UTC+2 |                 |                 |              | Stockholm Publik: 14 051 Domare: Markus Strömbergsson (Gävle) | Stockholm Publik: 14 051 Domare: Markus Strömbergsson (Gävle) |
| 20:00 UTC+2 | 20:00 UTC+2 |                 |                 |              | Stockholm Publik: 14 051 Domare: Markus Strömbergsson (Gävle) | Stockholm Publik: 14 051 Domare: Markus Strömbergsson (Gävle) |

### Omgång 10
| 73          | 7 maj 2008  | IFK Göteborg                                   | 3 – 2           | Kalmar FF                            | Nya Ullevi                                                |                                                           |
| 19:00 UTC+2 | 19:00 UTC+2 | Jonas Wallerstedt 52′, 55′ Gustav Svensson 60′ | (0 – 2) Rapport | 6′ Patrik Ingelsten 38′ César Santin | Göteborg Publik: 12 473 Domare: Stefan Johannesson (Täby) | Göteborg Publik: 12 473 Domare: Stefan Johannesson (Täby) |
| 19:00 UTC+2 | 19:00 UTC+2 |                                                |                 |                                      | Göteborg Publik: 12 473 Domare: Stefan Johannesson (Täby) | Göteborg Publik: 12 473 Domare: Stefan Johannesson (Täby) |
| 19:00 UTC+2 | 19:00 UTC+2 |                                                |                 |                                      | Göteborg Publik: 12 473 Domare: Stefan Johannesson (Täby) | Göteborg Publik: 12 473 Domare: Stefan Johannesson (Täby) |

| 74          | 7 maj 2008  | Helsingborgs IF    | 1 – 0           | Örebro | Olympia                                                      |                                                              |
| 19:00 UTC+2 | 19:00 UTC+2 | Henrik Larsson 36′ | (1 – 0) Rapport |        | Helsingborg Publik: 9 457 Domare: Tobias Mattsson (Karlstad) | Helsingborg Publik: 9 457 Domare: Tobias Mattsson (Karlstad) |
| 19:00 UTC+2 | 19:00 UTC+2 |                    |                 |        | Helsingborg Publik: 9 457 Domare: Tobias Mattsson (Karlstad) | Helsingborg Publik: 9 457 Domare: Tobias Mattsson (Karlstad) |
| 19:00 UTC+2 | 19:00 UTC+2 |                    |                 |        | Helsingborg Publik: 9 457 Domare: Tobias Mattsson (Karlstad) | Helsingborg Publik: 9 457 Domare: Tobias Mattsson (Karlstad) |

| 75          | 7 maj 2008  | Trelleborgs FF | 0 – 2           | IF Elfsborg                                           | Vångavallen                                                   |                                                               |
| 19:00 UTC+2 | 19:00 UTC+2 |                | (0 – 2) Rapport | 12′ (sjm.) Mathias Thylander 29′ (sjm.) Yousef Fahkro | Trelleborg Publik: 2 560 Domare: Åke Andreasson (Stenungsund) | Trelleborg Publik: 2 560 Domare: Åke Andreasson (Stenungsund) |
| 19:00 UTC+2 | 19:00 UTC+2 |                |                 |                                                       | Trelleborg Publik: 2 560 Domare: Åke Andreasson (Stenungsund) | Trelleborg Publik: 2 560 Domare: Åke Andreasson (Stenungsund) |
| 19:00 UTC+2 | 19:00 UTC+2 |                |                 |                                                       | Trelleborg Publik: 2 560 Domare: Åke Andreasson (Stenungsund) | Trelleborg Publik: 2 560 Domare: Åke Andreasson (Stenungsund) |

| 76          | 7 maj 2008  | Djurgårdens IF | 0 – 2           | Hammarby IF                           | Råsunda                                                   |                                                           |
| 20:00 UTC+2 | 20:00 UTC+2 |                | (0 – 0) Rapport | 57′ Paulinho Guará 89′ Charlie Davies | Stockholm Publik: 20 346 Domare: Jonas Eriksson (Sigtuna) | Stockholm Publik: 20 346 Domare: Jonas Eriksson (Sigtuna) |
| 20:00 UTC+2 | 20:00 UTC+2 |                |                 |                                       | Stockholm Publik: 20 346 Domare: Jonas Eriksson (Sigtuna) | Stockholm Publik: 20 346 Domare: Jonas Eriksson (Sigtuna) |
| 20:00 UTC+2 | 20:00 UTC+2 |                |                 |                                       | Stockholm Publik: 20 346 Domare: Jonas Eriksson (Sigtuna) | Stockholm Publik: 20 346 Domare: Jonas Eriksson (Sigtuna) |

| 77          | 8 maj 2008  | Malmö FF                       | 1 – 1           | Gais                 | Malmö Stadion                                         |                                                       |
| 19:00 UTC+2 | 19:00 UTC+2 | Andreas Tobiasson 90+3′ (sjm.) | (0 – 0) Rapport | 47′ Lewon Patjadzjan | Malmö Publik: 13 337 Domare: Martin Hansson (Holmsjö) | Malmö Publik: 13 337 Domare: Martin Hansson (Holmsjö) |
| 19:00 UTC+2 | 19:00 UTC+2 |                                |                 |                      | Malmö Publik: 13 337 Domare: Martin Hansson (Holmsjö) | Malmö Publik: 13 337 Domare: Martin Hansson (Holmsjö) |
| 19:00 UTC+2 | 19:00 UTC+2 |                                |                 |                      | Malmö Publik: 13 337 Domare: Martin Hansson (Holmsjö) | Malmö Publik: 13 337 Domare: Martin Hansson (Holmsjö) |

| 78          | 8 maj 2008  | Gefle IF                           | 2 – 0           | GIF Sundsvall | Strömvallen                                              |                                                          |
| 19:00 UTC+2 | 19:00 UTC+2 | Johan Oremo 12′ Yannick Bapupa 52′ | (1 – 0) Rapport |               | Gävle Publik: 4 425 Domare: Håkan Jonasson (Helsingborg) | Gävle Publik: 4 425 Domare: Håkan Jonasson (Helsingborg) |
| 19:00 UTC+2 | 19:00 UTC+2 |                                    |                 |               | Gävle Publik: 4 425 Domare: Håkan Jonasson (Helsingborg) | Gävle Publik: 4 425 Domare: Håkan Jonasson (Helsingborg) |
| 19:00 UTC+2 | 19:00 UTC+2 |                                    |                 |               | Gävle Publik: 4 425 Domare: Håkan Jonasson (Helsingborg) | Gävle Publik: 4 425 Domare: Håkan Jonasson (Helsingborg) |

| 79          | 8 maj 2008  | Halmstads BK                                  | 3 – 2           | Ljungskile SK         | Örjans vall                                                   |                                                               |
| 19:00 UTC+2 | 19:00 UTC+2 | Anselmo 3′ Emir Kujović 56′ Marcus Olsson 66′ | (1 – 0) Rapport | 79′, 87′ Andreas Ramm | Halmstad Publik: 4 493 Domare: Martin Ingvarsson (Hässleholm) | Halmstad Publik: 4 493 Domare: Martin Ingvarsson (Hässleholm) |
| 19:00 UTC+2 | 19:00 UTC+2 |                                               |                 |                       | Halmstad Publik: 4 493 Domare: Martin Ingvarsson (Hässleholm) | Halmstad Publik: 4 493 Domare: Martin Ingvarsson (Hässleholm) |
| 19:00 UTC+2 | 19:00 UTC+2 |                                               |                 |                       | Halmstad Publik: 4 493 Domare: Martin Ingvarsson (Hässleholm) | Halmstad Publik: 4 493 Domare: Martin Ingvarsson (Hässleholm) |

| 80          | 8 maj 2008  | IFK Norrköping    | 1 – 2           | AIK                                 | Idrottsparken                                                   |                                                                 |
| 19:45 UTC+2 | 19:45 UTC+2 | Kevin Amuneke 75′ | (0 – 0) Rapport | 46′ Dulee Johnson 56′ Daniel Mendes | Norrköping Publik: 13 784 Domare: Peter Fröjdfeldt (Eskilstuna) | Norrköping Publik: 13 784 Domare: Peter Fröjdfeldt (Eskilstuna) |
| 19:45 UTC+2 | 19:45 UTC+2 |                   |                 |                                     | Norrköping Publik: 13 784 Domare: Peter Fröjdfeldt (Eskilstuna) | Norrköping Publik: 13 784 Domare: Peter Fröjdfeldt (Eskilstuna) |
| 19:45 UTC+2 | 19:45 UTC+2 |                   |                 |                                     | Norrköping Publik: 13 784 Domare: Peter Fröjdfeldt (Eskilstuna) | Norrköping Publik: 13 784 Domare: Peter Fröjdfeldt (Eskilstuna) |

### Omgång 11
| 81          | 10 maj 2008 | Kalmar FF                                                                            | 5 – 1           | Djurgårdens IF       | Fredriksskans IP                                          |                                                           |
| 16:00 UTC+2 | 16:00 UTC+2 | César Santin 7′ Patrik Ingelsten 14′ Viktor Elm 56′ David Elm 82′ Abiola Dauda 90+4′ | (2 – 1) Rapport | 13′ Jones Kusi-Asare | Kalmar Publik: 7 668 Domare: Markus Strömbergsson (Gävle) | Kalmar Publik: 7 668 Domare: Markus Strömbergsson (Gävle) |
| 16:00 UTC+2 | 16:00 UTC+2 |                                                                                      |                 |                      | Kalmar Publik: 7 668 Domare: Markus Strömbergsson (Gävle) | Kalmar Publik: 7 668 Domare: Markus Strömbergsson (Gävle) |
| 16:00 UTC+2 | 16:00 UTC+2 |                                                                                      |                 |                      | Kalmar Publik: 7 668 Domare: Markus Strömbergsson (Gävle) | Kalmar Publik: 7 668 Domare: Markus Strömbergsson (Gävle) |

| 82          | 11 maj 2008 | Ljungskile SK | 0 – 2           | IFK Norrköping                     | Starke Arvid Arena                                          |                                                             |
| 16:00 UTC+2 | 16:00 UTC+2 |               | (0 – 1) Rapport | 16′ Kevin Amuneke 49′ Imad Khalili | Ljungskile Publik: 2 640 Domare: Tobias Mattsson (Karlstad) | Ljungskile Publik: 2 640 Domare: Tobias Mattsson (Karlstad) |
| 16:00 UTC+2 | 16:00 UTC+2 |               |                 |                                    | Ljungskile Publik: 2 640 Domare: Tobias Mattsson (Karlstad) | Ljungskile Publik: 2 640 Domare: Tobias Mattsson (Karlstad) |
| 16:00 UTC+2 | 16:00 UTC+2 |               |                 |                                    | Ljungskile Publik: 2 640 Domare: Tobias Mattsson (Karlstad) | Ljungskile Publik: 2 640 Domare: Tobias Mattsson (Karlstad) |

| 83          | 11 maj 2008 | Trelleborgs FF    | 1 – 3           | Helsingborgs IF                                       | Vångavallen                                                     |                                                                 |
| 16:00 UTC+2 | 16:00 UTC+2 | Andreas Drugge 6′ | (1 – 2) Rapport | 4′ Henrik Larsson 24′ René Makondele 72′ Marcus Lantz | Trelleborg Publik: 3 279 Domare: Daniel Stålhammar (Landskrona) | Trelleborg Publik: 3 279 Domare: Daniel Stålhammar (Landskrona) |
| 16:00 UTC+2 | 16:00 UTC+2 |                   |                 |                                                       | Trelleborg Publik: 3 279 Domare: Daniel Stålhammar (Landskrona) | Trelleborg Publik: 3 279 Domare: Daniel Stålhammar (Landskrona) |
| 16:00 UTC+2 | 16:00 UTC+2 |                   |                 |                                                       | Trelleborg Publik: 3 279 Domare: Daniel Stålhammar (Landskrona) | Trelleborg Publik: 3 279 Domare: Daniel Stålhammar (Landskrona) |

| 84          | 11 maj 2008 | AIK                                    | 2 – 0           | Malmö FF | Råsunda                                                   |                                                           |
| 17:45 UTC+2 | 17:45 UTC+2 | Khari Stephenson 86′ Daniel Mendes 89′ | (0 – 0) Rapport |          | Stockholm Publik: 19 569 Domare: Jonas Eriksson (Sigtuna) | Stockholm Publik: 19 569 Domare: Jonas Eriksson (Sigtuna) |
| 17:45 UTC+2 | 17:45 UTC+2 |                                        |                 |          | Stockholm Publik: 19 569 Domare: Jonas Eriksson (Sigtuna) | Stockholm Publik: 19 569 Domare: Jonas Eriksson (Sigtuna) |
| 17:45 UTC+2 | 17:45 UTC+2 |                                        |                 |          | Stockholm Publik: 19 569 Domare: Jonas Eriksson (Sigtuna) | Stockholm Publik: 19 569 Domare: Jonas Eriksson (Sigtuna) |

| 85          | 12 maj 2008 | Gais                                               | 3 – 0           | Örebro SK | Nya Ullevi                                              |                                                         |
| 19:00 UTC+2 | 19:00 UTC+2 | Wanderson do Carmo 18′ Daniel Morais Reis 45′, 46′ | (2 – 0) Rapport |           | Göteborg Publik: 3 698 Domare: Michael Lerjéus (Skövde) | Göteborg Publik: 3 698 Domare: Michael Lerjéus (Skövde) |
| 19:00 UTC+2 | 19:00 UTC+2 |                                                    |                 |           | Göteborg Publik: 3 698 Domare: Michael Lerjéus (Skövde) | Göteborg Publik: 3 698 Domare: Michael Lerjéus (Skövde) |
| 19:00 UTC+2 | 19:00 UTC+2 |                                                    |                 |           | Göteborg Publik: 3 698 Domare: Michael Lerjéus (Skövde) | Göteborg Publik: 3 698 Domare: Michael Lerjéus (Skövde) |

| 86          | 12 maj 2008 | Hammarby IF                             | 2 – 1           | Gefle IF                  | Söderstadion                                                  |                                                               |
| 19:00 UTC+2 | 19:00 UTC+2 | Charlie Davies 80′ Claudio Dadómo 90+3′ | (0 – 1) Rapport | 40′ (str.) Mathias Voxlin | Stockholm Publik: 11 203 Domare: Håkan Jonasson (Helsingborg) | Stockholm Publik: 11 203 Domare: Håkan Jonasson (Helsingborg) |
| 19:00 UTC+2 | 19:00 UTC+2 |                                         |                 |                           | Stockholm Publik: 11 203 Domare: Håkan Jonasson (Helsingborg) | Stockholm Publik: 11 203 Domare: Håkan Jonasson (Helsingborg) |
| 19:00 UTC+2 | 19:00 UTC+2 |                                         |                 |                           | Stockholm Publik: 11 203 Domare: Håkan Jonasson (Helsingborg) | Stockholm Publik: 11 203 Domare: Håkan Jonasson (Helsingborg) |

| 87          | 12 maj 2008 | GIF Sundsvall            | 2 – 1           | Halmstads BK | Norrporten Arena                                          |                                                           |
| 19:00 UTC+2 | 19:00 UTC+2 | Tobias Eriksson 19′, 74′ | (1 – 0) Rapport | 53′ Anselmo  | Sundsvall Publik: 4 519 Domare: Stefan Johannesson (Täby) | Sundsvall Publik: 4 519 Domare: Stefan Johannesson (Täby) |
| 19:00 UTC+2 | 19:00 UTC+2 |                          |                 |              | Sundsvall Publik: 4 519 Domare: Stefan Johannesson (Täby) | Sundsvall Publik: 4 519 Domare: Stefan Johannesson (Täby) |
| 19:00 UTC+2 | 19:00 UTC+2 |                          |                 |              | Sundsvall Publik: 4 519 Domare: Stefan Johannesson (Täby) | Sundsvall Publik: 4 519 Domare: Stefan Johannesson (Täby) |

| 88          | 12 maj 2008 | IF Elfsborg                                   | 3 – 0           | IFK Göteborg | Borås Arena                                           |                                                       |
| 20:00 UTC+2 | 20:00 UTC+2 | Fredrik Berglund 68′, 75′ Stefan Ishizaki 90′ | (0 – 0) Rapport |              | Borås Publik: 16 599 Domare: Martin Hansson (Holmsjö) | Borås Publik: 16 599 Domare: Martin Hansson (Holmsjö) |
| 20:00 UTC+2 | 20:00 UTC+2 |                                               |                 |              | Borås Publik: 16 599 Domare: Martin Hansson (Holmsjö) | Borås Publik: 16 599 Domare: Martin Hansson (Holmsjö) |
| 20:00 UTC+2 | 20:00 UTC+2 |                                               |                 |              | Borås Publik: 16 599 Domare: Martin Hansson (Holmsjö) | Borås Publik: 16 599 Domare: Martin Hansson (Holmsjö) |

### Omgång 12
| 89          | 1 juli 2008 | IFK Göteborg | 0 – 2           | Trelleborgs FF                               | Nya Ullevi                                                     |                                                                |
| 19:00 UTC+2 | 19:00 UTC+2 |              | (0 – 1) Rapport | 29′ Paulino Lopes Tavares 75′ Fredrik Jensen | Göteborg Publik: 7 226 Domare: Sven-Martin Åkesson (Stockholm) | Göteborg Publik: 7 226 Domare: Sven-Martin Åkesson (Stockholm) |
| 19:00 UTC+2 | 19:00 UTC+2 |              |                 |                                              | Göteborg Publik: 7 226 Domare: Sven-Martin Åkesson (Stockholm) | Göteborg Publik: 7 226 Domare: Sven-Martin Åkesson (Stockholm) |
| 19:00 UTC+2 | 19:00 UTC+2 |              |                 |                                              | Göteborg Publik: 7 226 Domare: Sven-Martin Åkesson (Stockholm) | Göteborg Publik: 7 226 Domare: Sven-Martin Åkesson (Stockholm) |

| 90          | 2 juli 2008 | Halmstads BK | 1 – 1           | Hammarby IF        | Örjans vall                                                  |                                                              |
| 19:00 UTC+2 | 19:00 UTC+2 | Anselmo 14′  | (1 – 0) Rapport | 80′ Charlie Davies | Halmstad Publik: 10 309 Domare: Markus Strömbergsson (Gävle) | Halmstad Publik: 10 309 Domare: Markus Strömbergsson (Gävle) |
| 19:00 UTC+2 | 19:00 UTC+2 |              |                 |                    | Halmstad Publik: 10 309 Domare: Markus Strömbergsson (Gävle) | Halmstad Publik: 10 309 Domare: Markus Strömbergsson (Gävle) |
| 19:00 UTC+2 | 19:00 UTC+2 |              |                 |                    | Halmstad Publik: 10 309 Domare: Markus Strömbergsson (Gävle) | Halmstad Publik: 10 309 Domare: Markus Strömbergsson (Gävle) |

| 91          | 2 juli 2008 | Gefle IF           | 1 – 5           | Kalmar FF                                                     | Strömvallen                                            |                                                        |
| 19:00 UTC+2 | 19:00 UTC+2 | Yannick Bapupa 31′ | (1 – 3) Rapport | 27′, 40′ César Santin 37′, 55′ David Elm 88′ Patrik Ingelsten | Gävle Publik: 5 019 Domare: Tobias Mattsson (Karlstad) | Gävle Publik: 5 019 Domare: Tobias Mattsson (Karlstad) |
| 19:00 UTC+2 | 19:00 UTC+2 |                    |                 |                                                               | Gävle Publik: 5 019 Domare: Tobias Mattsson (Karlstad) | Gävle Publik: 5 019 Domare: Tobias Mattsson (Karlstad) |
| 19:00 UTC+2 | 19:00 UTC+2 |                    |                 |                                                               | Gävle Publik: 5 019 Domare: Tobias Mattsson (Karlstad) | Gävle Publik: 5 019 Domare: Tobias Mattsson (Karlstad) |

| 92          | 2 juli 2008 | IFK Norrköping | 0 – 2           | GIF Sundsvall                         | Idrottsparken                                                   |                                                                 |
| 19:00 UTC+2 | 19:00 UTC+2 |                | (0 – 0) Rapport | 88′ Linus Hallenius 90′ Benny Matsson | Norrköping Publik: 6 812 Domare: Martin Ingvarsson (Hässleholm) | Norrköping Publik: 6 812 Domare: Martin Ingvarsson (Hässleholm) |
| 19:00 UTC+2 | 19:00 UTC+2 |                |                 |                                       | Norrköping Publik: 6 812 Domare: Martin Ingvarsson (Hässleholm) | Norrköping Publik: 6 812 Domare: Martin Ingvarsson (Hässleholm) |
| 19:00 UTC+2 | 19:00 UTC+2 |                |                 |                                       | Norrköping Publik: 6 812 Domare: Martin Ingvarsson (Hässleholm) | Norrköping Publik: 6 812 Domare: Martin Ingvarsson (Hässleholm) |

| 93          | 2 juli 2008 | Djurgårdens IF | 0 – 2           | IF Elfsborg                            | Stockholms stadion                                        |                                                           |
| 20:00 UTC+2 | 20:00 UTC+2 |                | (0 – 2) Rapport | 2′ Anders Svensson 14′ Stefan Ishizaki | Stockholm Publik: 10 241 Domare: Martin Hansson (Holmsjö) | Stockholm Publik: 10 241 Domare: Martin Hansson (Holmsjö) |
| 20:00 UTC+2 | 20:00 UTC+2 |                |                 |                                        | Stockholm Publik: 10 241 Domare: Martin Hansson (Holmsjö) | Stockholm Publik: 10 241 Domare: Martin Hansson (Holmsjö) |
| 20:00 UTC+2 | 20:00 UTC+2 |                |                 |                                        | Stockholm Publik: 10 241 Domare: Martin Hansson (Holmsjö) | Stockholm Publik: 10 241 Domare: Martin Hansson (Holmsjö) |

| 94          | 3 juli 2008 | Malmö FF              | 2 – 1           | Ljungskile SK    | Malmö Stadion                                        |                                                      |
| 19:00 UTC+2 | 19:00 UTC+2 | Ola Toivonen 26′, 74′ | (1 – 1) Rapport | 16′ Andreas Ramm | Malmö Publik: 9 095 Domare: Michael Lerjéus (Skövde) | Malmö Publik: 9 095 Domare: Michael Lerjéus (Skövde) |
| 19:00 UTC+2 | 19:00 UTC+2 |                       |                 |                  | Malmö Publik: 9 095 Domare: Michael Lerjéus (Skövde) | Malmö Publik: 9 095 Domare: Michael Lerjéus (Skövde) |
| 19:00 UTC+2 | 19:00 UTC+2 |                       |                 |                  | Malmö Publik: 9 095 Domare: Michael Lerjéus (Skövde) | Malmö Publik: 9 095 Domare: Michael Lerjéus (Skövde) |

| 95          | 3 juli 2008 | Örebro SK         | 1 – 4           | AIK                                                  | Eyravallen                                                  |                                                             |
| 19:00 UTC+2 | 19:00 UTC+2 | Samuel Wowoah 85′ | (0 – 3) Rapport | 2′, 34′ Iván Óbolo 30′ Miran Burgic 63′ Jorge Anchén | Örebro Publik: 9 701 Domare: Daniel Stålhammar (Landskrona) | Örebro Publik: 9 701 Domare: Daniel Stålhammar (Landskrona) |
| 19:00 UTC+2 | 19:00 UTC+2 |                   |                 |                                                      | Örebro Publik: 9 701 Domare: Daniel Stålhammar (Landskrona) | Örebro Publik: 9 701 Domare: Daniel Stålhammar (Landskrona) |
| 19:00 UTC+2 | 19:00 UTC+2 |                   |                 |                                                      | Örebro Publik: 9 701 Domare: Daniel Stålhammar (Landskrona) | Örebro Publik: 9 701 Domare: Daniel Stålhammar (Landskrona) |

| 96          | 3 juli 2008 | Helsingborgs IF    | 1 – 0           | Gais | Olympia                                                     |                                                             |
| 19:45 UTC+2 | 19:45 UTC+2 | René Makondele 44′ | (1 – 0) Rapport |      | Helsingborg Publik: 9 110 Domare: Stefan Johannesson (Täby) | Helsingborg Publik: 9 110 Domare: Stefan Johannesson (Täby) |
| 19:45 UTC+2 | 19:45 UTC+2 |                    |                 |      | Helsingborg Publik: 9 110 Domare: Stefan Johannesson (Täby) | Helsingborg Publik: 9 110 Domare: Stefan Johannesson (Täby) |
| 19:45 UTC+2 | 19:45 UTC+2 |                    |                 |      | Helsingborg Publik: 9 110 Domare: Stefan Johannesson (Täby) | Helsingborg Publik: 9 110 Domare: Stefan Johannesson (Täby) |

### Omgång 13
| 97          | 5 juli 2008 | Kalmar FF     | 1 – 1           | Halmstads BK         | Fredriksskans IP                                          |                                                           |
| 16:00 UTC+2 | 16:00 UTC+2 | David Elm 90′ | (0 – 0) Rapport | 70′ Magnus Arvidsson | Kalmar Publik: 5 078 Domare: Håkan Jonasson (Helsingborg) | Kalmar Publik: 5 078 Domare: Håkan Jonasson (Helsingborg) |
| 16:00 UTC+2 | 16:00 UTC+2 |               |                 |                      | Kalmar Publik: 5 078 Domare: Håkan Jonasson (Helsingborg) | Kalmar Publik: 5 078 Domare: Håkan Jonasson (Helsingborg) |
| 16:00 UTC+2 | 16:00 UTC+2 |               |                 |                      | Kalmar Publik: 5 078 Domare: Håkan Jonasson (Helsingborg) | Kalmar Publik: 5 078 Domare: Håkan Jonasson (Helsingborg) |

| 98          | 6 juli 2008 | AIK                             | 2 – 2           | Gais                                     | Råsunda                                                         |                                                                 |
| 17:45 UTC+2 | 17:45 UTC+2 | Iván Óbolo 49′ Miran Burgic 57′ | (0 – 1) Rapport | 37′ Lewon Patjadzjan 71′ Björn Andersson | Stockholm Publik: 15 886 Domare: Martin Ingvarsson (Hässleholm) | Stockholm Publik: 15 886 Domare: Martin Ingvarsson (Hässleholm) |
| 17:45 UTC+2 | 17:45 UTC+2 |                                 |                 |                                          | Stockholm Publik: 15 886 Domare: Martin Ingvarsson (Hässleholm) | Stockholm Publik: 15 886 Domare: Martin Ingvarsson (Hässleholm) |
| 17:45 UTC+2 | 17:45 UTC+2 |                                 |                 |                                          | Stockholm Publik: 15 886 Domare: Martin Ingvarsson (Hässleholm) | Stockholm Publik: 15 886 Domare: Martin Ingvarsson (Hässleholm) |

| 99          | 6 juli 2008 | Ljungskile SK | 0 – 1           | Örebro SK       | Starke Arvid Arena                                         |                                                            |
| 18:00 UTC+2 | 18:00 UTC+2 |               | (0 – 1) Rapport | 89′ Robin Staaf | Ljungskile Publik: 2 010 Domare: Stefan Johannesson (Täby) | Ljungskile Publik: 2 010 Domare: Stefan Johannesson (Täby) |
| 18:00 UTC+2 | 18:00 UTC+2 |               |                 |                 | Ljungskile Publik: 2 010 Domare: Stefan Johannesson (Täby) | Ljungskile Publik: 2 010 Domare: Stefan Johannesson (Täby) |
| 18:00 UTC+2 | 18:00 UTC+2 |               |                 |                 | Ljungskile Publik: 2 010 Domare: Stefan Johannesson (Täby) | Ljungskile Publik: 2 010 Domare: Stefan Johannesson (Täby) |

| 100         | 6 juli 2008 | Trelleborgs FF       | 1 – 1           | Djurgårdens IF     | Vångavallen                                               |                                                           |
| 18:00 UTC+2 | 18:00 UTC+2 | Magnus Andersson 90′ | (0 – 1) Rapport | 37′ Mattias Jonson | Trelleborg Publik: 4 128 Domare: Michael Lerjéus (Skövde) | Trelleborg Publik: 4 128 Domare: Michael Lerjéus (Skövde) |
| 18:00 UTC+2 | 18:00 UTC+2 |                      |                 |                    | Trelleborg Publik: 4 128 Domare: Michael Lerjéus (Skövde) | Trelleborg Publik: 4 128 Domare: Michael Lerjéus (Skövde) |
| 18:00 UTC+2 | 18:00 UTC+2 |                      |                 |                    | Trelleborg Publik: 4 128 Domare: Michael Lerjéus (Skövde) | Trelleborg Publik: 4 128 Domare: Michael Lerjéus (Skövde) |

| 101         | 6 juli 2008 | GIF Sundsvall | 0 – 0           | Malmö FF | Norrporten Arena                                             |                                                              |
| 18:00 UTC+2 | 18:00 UTC+2 |               | (0 – 0) Rapport |          | Sundsvall Publik: 5 269 Domare: Åke Andreasson (Stenungsund) | Sundsvall Publik: 5 269 Domare: Åke Andreasson (Stenungsund) |
| 18:00 UTC+2 | 18:00 UTC+2 |               |                 |          | Sundsvall Publik: 5 269 Domare: Åke Andreasson (Stenungsund) | Sundsvall Publik: 5 269 Domare: Åke Andreasson (Stenungsund) |
| 18:00 UTC+2 | 18:00 UTC+2 |               |                 |          | Sundsvall Publik: 5 269 Domare: Åke Andreasson (Stenungsund) | Sundsvall Publik: 5 269 Domare: Åke Andreasson (Stenungsund) |

| 102         | 7 juli 2008 | Hammarby IF                                                     | 4 – 3           | IFK Norrköping                                             | Söderstadion                                              |                                                           |
| 19:00 UTC+2 | 19:00 UTC+2 | Petter Andersson 10′, 73′ Paulinho Guará 17′ Charlie Davies 45′ | (3 – 0) Rapport | 51′ Gardar Gunnlaugsson 78′ Daniel Bamberg 83′ Mikael Roth | Stockholm Publik: 11 128 Domare: Jonas Eriksson (Sigtuna) | Stockholm Publik: 11 128 Domare: Jonas Eriksson (Sigtuna) |
| 19:00 UTC+2 | 19:00 UTC+2 |                                                                 |                 |                                                            | Stockholm Publik: 11 128 Domare: Jonas Eriksson (Sigtuna) | Stockholm Publik: 11 128 Domare: Jonas Eriksson (Sigtuna) |
| 19:00 UTC+2 | 19:00 UTC+2 |                                                                 |                 |                                                            | Stockholm Publik: 11 128 Domare: Jonas Eriksson (Sigtuna) | Stockholm Publik: 11 128 Domare: Jonas Eriksson (Sigtuna) |

| 103         | 7 juli 2008 | IFK Göteborg          | 1 – 1           | Helsingborgs IF           | Nya Ullevi                                              |                                                         |
| 20:00 UTC+2 | 20:00 UTC+2 | Jonas Wallerstedt 25′ | (1 – 0) Rapport | 73′ Christoffer Andersson | Göteborg Publik: 8 246 Domare: Martin Hansson (Holmsjö) | Göteborg Publik: 8 246 Domare: Martin Hansson (Holmsjö) |
| 20:00 UTC+2 | 20:00 UTC+2 |                       |                 |                           | Göteborg Publik: 8 246 Domare: Martin Hansson (Holmsjö) | Göteborg Publik: 8 246 Domare: Martin Hansson (Holmsjö) |
| 20:00 UTC+2 | 20:00 UTC+2 |                       |                 |                           | Göteborg Publik: 8 246 Domare: Martin Hansson (Holmsjö) | Göteborg Publik: 8 246 Domare: Martin Hansson (Holmsjö) |

| 104         | 9 juli 2008 | IF Elfsborg | 0 – 1           | Gefle IF          | Borås Arena                                                 |                                                             |
| 19:00 UTC+2 | 19:00 UTC+2 |             | (0 – 0) Rapport | 67′ Hans Berggren | Borås Publik: 10 359 Domare: Daniel Stålhammar (Landskrona) | Borås Publik: 10 359 Domare: Daniel Stålhammar (Landskrona) |
| 19:00 UTC+2 | 19:00 UTC+2 |             |                 |                   | Borås Publik: 10 359 Domare: Daniel Stålhammar (Landskrona) | Borås Publik: 10 359 Domare: Daniel Stålhammar (Landskrona) |
| 19:00 UTC+2 | 19:00 UTC+2 |             |                 |                   | Borås Publik: 10 359 Domare: Daniel Stålhammar (Landskrona) | Borås Publik: 10 359 Domare: Daniel Stålhammar (Landskrona) |

### Omgång 14
| 105         | 12 juli 2008 | Djurgårdens IF | 1 – 2           | IFK Göteborg                             | Råsunda                                                         |                                                                 |
| 16:00 UTC+2 | 16:00 UTC+2  | Jan Tauer 37′  | (1 – 1) Rapport | 39′ Niclas Alexandersson 90′ Robin Söder | Stockholm Publik: 10 713 Domare: Martin Ingvarsson (Hässleholm) | Stockholm Publik: 10 713 Domare: Martin Ingvarsson (Hässleholm) |
| 16:00 UTC+2 | 16:00 UTC+2  |                |                 |                                          | Stockholm Publik: 10 713 Domare: Martin Ingvarsson (Hässleholm) | Stockholm Publik: 10 713 Domare: Martin Ingvarsson (Hässleholm) |
| 16:00 UTC+2 | 16:00 UTC+2  |                |                 |                                          | Stockholm Publik: 10 713 Domare: Martin Ingvarsson (Hässleholm) | Stockholm Publik: 10 713 Domare: Martin Ingvarsson (Hässleholm) |

| 106         | 13 juli 2008 | Gefle IF | 0 – 1           | Trelleborgs FF    | Strömvallen                                          |                                                      |
| 18:00 UTC+2 | 18:00 UTC+2  |          | (0 – 0) Rapport | 59′ Yousef Fakhro | Gävle Publik: 3 441 Domare: Michael Lerjéus (Skövde) | Gävle Publik: 3 441 Domare: Michael Lerjéus (Skövde) |
| 18:00 UTC+2 | 18:00 UTC+2  |          |                 |                   | Gävle Publik: 3 441 Domare: Michael Lerjéus (Skövde) | Gävle Publik: 3 441 Domare: Michael Lerjéus (Skövde) |
| 18:00 UTC+2 | 18:00 UTC+2  |          |                 |                   | Gävle Publik: 3 441 Domare: Michael Lerjéus (Skövde) | Gävle Publik: 3 441 Domare: Michael Lerjéus (Skövde) |

| 107         | 13 juli 2008 | IFK Norrköping     | 1 – 3           | Kalmar FF                           | Idrottsparken                                                   |                                                                 |
| 18:00 UTC+2 | 18:00 UTC+2  | Daniel Bamberg 63′ | (0 – 3) Rapport | 8′, 45′ César Santin 30′ Viktor Elm | Norrköping Publik: 6 541 Domare: Daniel Stålhammar (Landskrona) | Norrköping Publik: 6 541 Domare: Daniel Stålhammar (Landskrona) |
| 18:00 UTC+2 | 18:00 UTC+2  |                    |                 |                                     | Norrköping Publik: 6 541 Domare: Daniel Stålhammar (Landskrona) | Norrköping Publik: 6 541 Domare: Daniel Stålhammar (Landskrona) |
| 18:00 UTC+2 | 18:00 UTC+2  |                    |                 |                                     | Norrköping Publik: 6 541 Domare: Daniel Stålhammar (Landskrona) | Norrköping Publik: 6 541 Domare: Daniel Stålhammar (Landskrona) |

| 108         | 14 juli 2008 | Örebro SK                             | 2 – 1           | GIF Sundsvall         | Eyravallen                                                   |                                                              |
| 19:00 UTC+2 | 19:00 UTC+2  | Nordin Gerzic 32′ Eric Bassombeng 55′ | (1 – 1) Rapport | 3′ Robert Mambo Mumba | Örebro Publik: 7 535 Domare: Sven-Martin Åkesson (Stockholm) | Örebro Publik: 7 535 Domare: Sven-Martin Åkesson (Stockholm) |
| 19:00 UTC+2 | 19:00 UTC+2  |                                       |                 |                       | Örebro Publik: 7 535 Domare: Sven-Martin Åkesson (Stockholm) | Örebro Publik: 7 535 Domare: Sven-Martin Åkesson (Stockholm) |
| 19:00 UTC+2 | 19:00 UTC+2  |                                       |                 |                       | Örebro Publik: 7 535 Domare: Sven-Martin Åkesson (Stockholm) | Örebro Publik: 7 535 Domare: Sven-Martin Åkesson (Stockholm) |

| 109         | 14 juli 2008 | Malmö FF                               | 2 – 4           | Hammarby IF                                                  | Malmö Stadion                                         |                                                       |
| 20:00 UTC+2 | 20:00 UTC+2  | Jonatan Johansson 35′ Ola Toivonen 78′ | (1 – 3) Rapport | 13′, 43′ Charlie Davies 36′ Carlos Gaete 69′ David Johansson | Malmö Publik: 13 196 Domare: Martin Hansson (Holmsjö) | Malmö Publik: 13 196 Domare: Martin Hansson (Holmsjö) |
| 20:00 UTC+2 | 20:00 UTC+2  |                                        |                 |                                                              | Malmö Publik: 13 196 Domare: Martin Hansson (Holmsjö) | Malmö Publik: 13 196 Domare: Martin Hansson (Holmsjö) |
| 20:00 UTC+2 | 20:00 UTC+2  |                                        |                 |                                                              | Malmö Publik: 13 196 Domare: Martin Hansson (Holmsjö) | Malmö Publik: 13 196 Domare: Martin Hansson (Holmsjö) |

| 110         | 15 juli 2008 | Gais                                                                | 3 – 1           | Ljungskile SK      | Nya Ullevi                                                |                                                           |
| 19:00 UTC+2 | 19:00 UTC+2  | Andreas Tobiasson 47′ Daniel Morais Reis 54′ Kenneth Gustafsson 78′ | (0 – 0) Rapport | 73′ Niklas Löfgren | Göteborg Publik: 4 788 Domare: Tobias Mattsson (Karlstad) | Göteborg Publik: 4 788 Domare: Tobias Mattsson (Karlstad) |
| 19:00 UTC+2 | 19:00 UTC+2  |                                                                     |                 |                    | Göteborg Publik: 4 788 Domare: Tobias Mattsson (Karlstad) | Göteborg Publik: 4 788 Domare: Tobias Mattsson (Karlstad) |
| 19:00 UTC+2 | 19:00 UTC+2  |                                                                     |                 |                    | Göteborg Publik: 4 788 Domare: Tobias Mattsson (Karlstad) | Göteborg Publik: 4 788 Domare: Tobias Mattsson (Karlstad) |

| 111         | 15 juli 2008 | Helsingborgs IF                              | 2 – 1           | AIK              | Olympia                                                          |                                                                  |
| 19:45 UTC+2 | 19:45 UTC+2  | Christoffer Andersson 39′ Henrik Larsson 62′ | (1 – 1) Rapport | 11′ Miran Burgič | Helsingborg Publik: 11 703 Domare: Peter Fröjdfeldt (Eskilstuna) | Helsingborg Publik: 11 703 Domare: Peter Fröjdfeldt (Eskilstuna) |
| 19:45 UTC+2 | 19:45 UTC+2  |                                              |                 |                  | Helsingborg Publik: 11 703 Domare: Peter Fröjdfeldt (Eskilstuna) | Helsingborg Publik: 11 703 Domare: Peter Fröjdfeldt (Eskilstuna) |
| 19:45 UTC+2 | 19:45 UTC+2  |                                              |                 |                  | Helsingborg Publik: 11 703 Domare: Peter Fröjdfeldt (Eskilstuna) | Helsingborg Publik: 11 703 Domare: Peter Fröjdfeldt (Eskilstuna) |

| 112         | 16 juli 2008 | Halmstads BK            | 1 – 2           | IF Elfsborg                           | Örjans vall                                             |                                                         |
| 19:00 UTC+2 | 19:00 UTC+2  | Sebastian Johansson 90′ | (0 – 1) Rapport | 31′ Emir Bajrami 49′ Fredrik Berglund | Halmstad Publik: 9 412 Domare: Jonas Eriksson (Sigtuna) | Halmstad Publik: 9 412 Domare: Jonas Eriksson (Sigtuna) |
| 19:00 UTC+2 | 19:00 UTC+2  |                         |                 |                                       | Halmstad Publik: 9 412 Domare: Jonas Eriksson (Sigtuna) | Halmstad Publik: 9 412 Domare: Jonas Eriksson (Sigtuna) |
| 19:00 UTC+2 | 19:00 UTC+2  |                         |                 |                                       | Halmstad Publik: 9 412 Domare: Jonas Eriksson (Sigtuna) | Halmstad Publik: 9 412 Domare: Jonas Eriksson (Sigtuna) |

### Omgång 15
| 113         | 19 juli 2008 | IFK Göteborg                                                 | 3 – 0           | Gefle IF | Nya Ullevi                                                  |                                                             |
| 20:00 UTC+2 | 20:00 UTC+2  | Robin Söder 18′ Sebastian Eriksson 33′ Jonas Wallerstedt 87′ | (2 – 0) Rapport |          | Göteborg Publik: 5 101 Domare: Åke Andreasson (Stenungsund) | Göteborg Publik: 5 101 Domare: Åke Andreasson (Stenungsund) |
| 20:00 UTC+2 | 20:00 UTC+2  |                                                              |                 |          | Göteborg Publik: 5 101 Domare: Åke Andreasson (Stenungsund) | Göteborg Publik: 5 101 Domare: Åke Andreasson (Stenungsund) |
| 20:00 UTC+2 | 20:00 UTC+2  |                                                              |                 |          | Göteborg Publik: 5 101 Domare: Åke Andreasson (Stenungsund) | Göteborg Publik: 5 101 Domare: Åke Andreasson (Stenungsund) |

| 114         | 20 juli 2008 | Hammarby IF         | 1 – 0           | Örebro SK | Söderstadion                                                    |                                                                 |
| 18:00 UTC+2 | 18:00 UTC+2  | Petter Andersson 6′ | (1 – 0) Rapport |           | Stockholm Publik: 11 858 Domare: Daniel Stålhammar (Landskrona) | Stockholm Publik: 11 858 Domare: Daniel Stålhammar (Landskrona) |
| 18:00 UTC+2 | 18:00 UTC+2  |                     |                 |           | Stockholm Publik: 11 858 Domare: Daniel Stålhammar (Landskrona) | Stockholm Publik: 11 858 Domare: Daniel Stålhammar (Landskrona) |
| 18:00 UTC+2 | 18:00 UTC+2  |                     |                 |           | Stockholm Publik: 11 858 Domare: Daniel Stålhammar (Landskrona) | Stockholm Publik: 11 858 Domare: Daniel Stålhammar (Landskrona) |

| 115         | 20 juli 2008 | Trelleborgs FF    | 1 – 2           | Halmstads BK                            | Vångavallen                                                      |                                                                  |
| 18:00 UTC+2 | 18:00 UTC+2  | Andreas Drugge 6′ | (1 – 0) Rapport | 56′ Ajsel Kujović 80′ Jesper Westerberg | Trelleborg Publik: 2 845 Domare: Sven-Martin Åkesson (Stockholm) | Trelleborg Publik: 2 845 Domare: Sven-Martin Åkesson (Stockholm) |
| 18:00 UTC+2 | 18:00 UTC+2  |                   |                 |                                         | Trelleborg Publik: 2 845 Domare: Sven-Martin Åkesson (Stockholm) | Trelleborg Publik: 2 845 Domare: Sven-Martin Åkesson (Stockholm) |
| 18:00 UTC+2 | 18:00 UTC+2  |                   |                 |                                         | Trelleborg Publik: 2 845 Domare: Sven-Martin Åkesson (Stockholm) | Trelleborg Publik: 2 845 Domare: Sven-Martin Åkesson (Stockholm) |

| 116         | 20 juli 2008 | GIF Sundsvall          | 1 – 1           | Gais            | Norrporten Arena                                              |                                                               |
| 18:00 UTC+2 | 18:00 UTC+2  | Robert Mambo Mumba 90′ | (0 – 0) Rapport | 90′ Tommy Lycén | Sundsvall Publik: 5 443 Domare: Peter Fröjdfeldt (Eskilstuna) | Sundsvall Publik: 5 443 Domare: Peter Fröjdfeldt (Eskilstuna) |
| 18:00 UTC+2 | 18:00 UTC+2  |                        |                 |                 | Sundsvall Publik: 5 443 Domare: Peter Fröjdfeldt (Eskilstuna) | Sundsvall Publik: 5 443 Domare: Peter Fröjdfeldt (Eskilstuna) |
| 18:00 UTC+2 | 18:00 UTC+2  |                        |                 |                 | Sundsvall Publik: 5 443 Domare: Peter Fröjdfeldt (Eskilstuna) | Sundsvall Publik: 5 443 Domare: Peter Fröjdfeldt (Eskilstuna) |

| 117         | 21 juli 2008 | Ljungskile SK                          | 2 – 1           | AIK              | Starke Arvid Arena                                            |                                                               |
| 19:00 UTC+2 | 19:00 UTC+2  | Niklas Löfgren 48′ Richard Jansson 90′ | (0 – 1) Rapport | 25′ Jorge Anchén | Ljungskile Publik: 4 219 Domare: Markus Strömbergsson (Gävle) | Ljungskile Publik: 4 219 Domare: Markus Strömbergsson (Gävle) |
| 19:00 UTC+2 | 19:00 UTC+2  |                                        |                 |                  | Ljungskile Publik: 4 219 Domare: Markus Strömbergsson (Gävle) | Ljungskile Publik: 4 219 Domare: Markus Strömbergsson (Gävle) |
| 19:00 UTC+2 | 19:00 UTC+2  |                                        |                 |                  | Ljungskile Publik: 4 219 Domare: Markus Strömbergsson (Gävle) | Ljungskile Publik: 4 219 Domare: Markus Strömbergsson (Gävle) |

| 118         | 21 juli 2008 | Kalmar FF                                  | 3 – 2           | Malmö FF                               | Fredriksskans IP                                       |                                                        |
| 19:00 UTC+2 | 19:00 UTC+2  | César Santin 16′ Patrik Ingelsten 30′, 43′ | (3 – 0) Rapport | 49′ Ola Toivonen 68′ Jonatan Johansson | Kalmar Publik: 9 689 Domare: Stefan Johannesson (Täby) | Kalmar Publik: 9 689 Domare: Stefan Johannesson (Täby) |
| 19:00 UTC+2 | 19:00 UTC+2  |                                            |                 |                                        | Kalmar Publik: 9 689 Domare: Stefan Johannesson (Täby) | Kalmar Publik: 9 689 Domare: Stefan Johannesson (Täby) |
| 19:00 UTC+2 | 19:00 UTC+2  |                                            |                 |                                        | Kalmar Publik: 9 689 Domare: Stefan Johannesson (Täby) | Kalmar Publik: 9 689 Domare: Stefan Johannesson (Täby) |

| 119         | 21 juli 2008 | Helsingborgs IF                              | 2 – 0           | Djurgårdens IF | Olympia                                                     |                                                             |
| 20:00 UTC+2 | 20:00 UTC+2  | Christoffer Andersson 40′ René Makondele 44′ | (2 – 0) Rapport |                | Helsingborg Publik: 12 737 Domare: Martin Hansson (Holmsjö) | Helsingborg Publik: 12 737 Domare: Martin Hansson (Holmsjö) |
| 20:00 UTC+2 | 20:00 UTC+2  |                                              |                 |                | Helsingborg Publik: 12 737 Domare: Martin Hansson (Holmsjö) | Helsingborg Publik: 12 737 Domare: Martin Hansson (Holmsjö) |
| 20:00 UTC+2 | 20:00 UTC+2  |                                              |                 |                | Helsingborg Publik: 12 737 Domare: Martin Hansson (Holmsjö) | Helsingborg Publik: 12 737 Domare: Martin Hansson (Holmsjö) |

| 120         | 23 juli 2008 | IF Elfsborg                                          | 3 – 0           | IFK Norrköping | Borås Arena                                              |                                                          |
| 19:00 UTC+2 | 19:00 UTC+2  | Emir Bajrami 2′ Denni Avdić 39′ Elmin Kurbegović 72′ | (2 – 0) Rapport |                | Borås Publik: 9 093 Domare: Håkan Jonasson (Helsingborg) | Borås Publik: 9 093 Domare: Håkan Jonasson (Helsingborg) |
| 19:00 UTC+2 | 19:00 UTC+2  |                                                      |                 |                | Borås Publik: 9 093 Domare: Håkan Jonasson (Helsingborg) | Borås Publik: 9 093 Domare: Håkan Jonasson (Helsingborg) |
| 19:00 UTC+2 | 19:00 UTC+2  |                                                      |                 |                | Borås Publik: 9 093 Domare: Håkan Jonasson (Helsingborg) | Borås Publik: 9 093 Domare: Håkan Jonasson (Helsingborg) |

### Omgång 16
| 121         | 26 juli 2008 | Gefle IF | 0 – 1           | IFK Göteborg   | Strömvallen                                            |                                                        |
| 16:00 UTC+2 | 16:00 UTC+2  |          | (0 – 1) Rapport | 7′ Robin Söder | Gävle Publik: 3 930 Domare: Tobias Mattsson (Karlstad) | Gävle Publik: 3 930 Domare: Tobias Mattsson (Karlstad) |
| 16:00 UTC+2 | 16:00 UTC+2  |          |                 |                | Gävle Publik: 3 930 Domare: Tobias Mattsson (Karlstad) | Gävle Publik: 3 930 Domare: Tobias Mattsson (Karlstad) |
| 16:00 UTC+2 | 16:00 UTC+2  |          |                 |                | Gävle Publik: 3 930 Domare: Tobias Mattsson (Karlstad) | Gävle Publik: 3 930 Domare: Tobias Mattsson (Karlstad) |

| 122         | 26 juli 2008 | Halmstads BK | 0 – 0           | Trelleborgs FF | Örjans vall                                                     |                                                                 |
| 17:00 UTC+2 | 17:00 UTC+2  |              | (0 – 0) Rapport |                | Halmstads BK Publik: 6 229 Domare: Åke Andreasson (Stenungsund) | Halmstads BK Publik: 6 229 Domare: Åke Andreasson (Stenungsund) |
| 17:00 UTC+2 | 17:00 UTC+2  |              |                 |                | Halmstads BK Publik: 6 229 Domare: Åke Andreasson (Stenungsund) | Halmstads BK Publik: 6 229 Domare: Åke Andreasson (Stenungsund) |
| 17:00 UTC+2 | 17:00 UTC+2  |              |                 |                | Halmstads BK Publik: 6 229 Domare: Åke Andreasson (Stenungsund) | Halmstads BK Publik: 6 229 Domare: Åke Andreasson (Stenungsund) |

| 123         | 27 juli 2008 | Malmö FF                                    | 3 – 2           | Kalmar FF                          | Malmö Stadion                                              |                                                            |
| 18:00 UTC+2 | 18:00 UTC+2  | Christian Järdler 35′ Agon Mehmeti 84′, 88′ | (1 – 0) Rapport | 63′ David Elm 78′ Patrik Rosengren | Malmö Publik: 13 130 Domare: Peter Fröjdfeldt (Eskilstuna) | Malmö Publik: 13 130 Domare: Peter Fröjdfeldt (Eskilstuna) |
| 18:00 UTC+2 | 18:00 UTC+2  |                                             |                 |                                    | Malmö Publik: 13 130 Domare: Peter Fröjdfeldt (Eskilstuna) | Malmö Publik: 13 130 Domare: Peter Fröjdfeldt (Eskilstuna) |
| 18:00 UTC+2 | 18:00 UTC+2  |                                             |                 |                                    | Malmö Publik: 13 130 Domare: Peter Fröjdfeldt (Eskilstuna) | Malmö Publik: 13 130 Domare: Peter Fröjdfeldt (Eskilstuna) |

| 124         | 27 juli 2008 | Djurgårdens IF  | 1 – 2           | Helsingborgs IF                       | Råsunda                                                     |                                                             |
| 18:00 UTC+2 | 18:00 UTC+2  | Johan Oremo 36′ | (1 – 0) Rapport | 78′ Isaac Chansa 87′ Andreas Landgren | Stockholm Publik: 10 114 Domare: Jonas Eriksson (Stockholm) | Stockholm Publik: 10 114 Domare: Jonas Eriksson (Stockholm) |
| 18:00 UTC+2 | 18:00 UTC+2  |                 |                 |                                       | Stockholm Publik: 10 114 Domare: Jonas Eriksson (Stockholm) | Stockholm Publik: 10 114 Domare: Jonas Eriksson (Stockholm) |
| 18:00 UTC+2 | 18:00 UTC+2  |                 |                 |                                       | Stockholm Publik: 10 114 Domare: Jonas Eriksson (Stockholm) | Stockholm Publik: 10 114 Domare: Jonas Eriksson (Stockholm) |

| 125         | 28 juli 2008 | AIK               | 1 – 0           | Ljungskile SK | Råsunda                                                         |                                                                 |
| 19:00 UTC+2 | 19:00 UTC+2  | Daniel Mendes 87′ | (0 – 0) Rapport |               | Stockholm Publik: 13 500 Domare: Daniel Stålhammar (Landskrona) | Stockholm Publik: 13 500 Domare: Daniel Stålhammar (Landskrona) |
| 19:00 UTC+2 | 19:00 UTC+2  |                   |                 |               | Stockholm Publik: 13 500 Domare: Daniel Stålhammar (Landskrona) | Stockholm Publik: 13 500 Domare: Daniel Stålhammar (Landskrona) |
| 19:00 UTC+2 | 19:00 UTC+2  |                   |                 |               | Stockholm Publik: 13 500 Domare: Daniel Stålhammar (Landskrona) | Stockholm Publik: 13 500 Domare: Daniel Stålhammar (Landskrona) |

| 126         | 28 juli 2008 | Gais | 0 – 2           | GIF Sundsvall                            | Nya Ullevi                                                  |                                                             |
| 19:00 UTC+2 | 19:00 UTC+2  |      | (0 – 2) Rapport | 5′ Linus Hallenius 29′ Hannes Sigurdsson | Göteborg Publik: 3 580 Domare: Håkan Jonasson (Helsingborg) | Göteborg Publik: 3 580 Domare: Håkan Jonasson (Helsingborg) |
| 19:00 UTC+2 | 19:00 UTC+2  |      |                 |                                          | Göteborg Publik: 3 580 Domare: Håkan Jonasson (Helsingborg) | Göteborg Publik: 3 580 Domare: Håkan Jonasson (Helsingborg) |
| 19:00 UTC+2 | 19:00 UTC+2  |      |                 |                                          | Göteborg Publik: 3 580 Domare: Håkan Jonasson (Helsingborg) | Göteborg Publik: 3 580 Domare: Håkan Jonasson (Helsingborg) |

| 127         | 28 juli 2008 | Örebro SK     | 1 – 1           | Hammarby IF          | Eyravallen                                            |                                                       |
| 20:00 UTC+2 | 20:00 UTC+2  | Kim Olsen 17′ | (1 – 0) Rapport | 56′ Petter Andersson | Örebro Publik: 9 667 Domare: Michael Lerjéus (Skövde) | Örebro Publik: 9 667 Domare: Michael Lerjéus (Skövde) |
| 20:00 UTC+2 | 20:00 UTC+2  |               |                 |                      | Örebro Publik: 9 667 Domare: Michael Lerjéus (Skövde) | Örebro Publik: 9 667 Domare: Michael Lerjéus (Skövde) |
| 20:00 UTC+2 | 20:00 UTC+2  |               |                 |                      | Örebro Publik: 9 667 Domare: Michael Lerjéus (Skövde) | Örebro Publik: 9 667 Domare: Michael Lerjéus (Skövde) |

| 128         | 30 juli 2008 | IFK Norrköping | 0 – 1           | IF Elfsborg     | Idrottsparken                                                   |                                                                 |
| 19:45 UTC+2 | 19:45 UTC+2  |                | (0 – 0) Rapport | 84′ Denni Avdić | Norrköping Publik: 5 980 Domare: Martin Ingvarsson (Hässleholm) | Norrköping Publik: 5 980 Domare: Martin Ingvarsson (Hässleholm) |
| 19:45 UTC+2 | 19:45 UTC+2  |                |                 |                 | Norrköping Publik: 5 980 Domare: Martin Ingvarsson (Hässleholm) | Norrköping Publik: 5 980 Domare: Martin Ingvarsson (Hässleholm) |
| 19:45 UTC+2 | 19:45 UTC+2  |                |                 |                 | Norrköping Publik: 5 980 Domare: Martin Ingvarsson (Hässleholm) | Norrköping Publik: 5 980 Domare: Martin Ingvarsson (Hässleholm) |

### Omgång 17
| 129         | 2 augusti 2008 | IFK Göteborg                         | 2 – 0           | Malmö FF | Nya Ullevi                                              |                                                         |
| 16:00 UTC+2 | 16:00 UTC+2    | Robin Söder 1′ Jonas Wallerstedt 43′ | (2 – 0) Rapport |          | Göteborg Publik: 8 015 Domare: Martin Hansson (Holmsjö) | Göteborg Publik: 8 015 Domare: Martin Hansson (Holmsjö) |
| 16:00 UTC+2 | 16:00 UTC+2    |                                      |                 |          | Göteborg Publik: 8 015 Domare: Martin Hansson (Holmsjö) | Göteborg Publik: 8 015 Domare: Martin Hansson (Holmsjö) |
| 16:00 UTC+2 | 16:00 UTC+2    |                                      |                 |          | Göteborg Publik: 8 015 Domare: Martin Hansson (Holmsjö) | Göteborg Publik: 8 015 Domare: Martin Hansson (Holmsjö) |

| 130         | 3 augusti 2008 | Gefle IF                                                        | 4 – 0           | Halmstads BK | Strömvallen                                                |                                                            |
| 18:00 UTC+2 | 18:00 UTC+2    | Mathias Woxlin 53′ Johannes Ericsson 71′ Hans Berggren 77′, 80′ | (0 – 0) Rapport |              | Gävle Publik: 2 448 Domare: Daniel Stålhammar (Landskrona) | Gävle Publik: 2 448 Domare: Daniel Stålhammar (Landskrona) |
| 18:00 UTC+2 | 18:00 UTC+2    |                                                                 |                 |              | Gävle Publik: 2 448 Domare: Daniel Stålhammar (Landskrona) | Gävle Publik: 2 448 Domare: Daniel Stålhammar (Landskrona) |
| 18:00 UTC+2 | 18:00 UTC+2    |                                                                 |                 |              | Gävle Publik: 2 448 Domare: Daniel Stålhammar (Landskrona) | Gävle Publik: 2 448 Domare: Daniel Stålhammar (Landskrona) |

| 131         | 3 augusti 2008 | Hammarby IF                 | 2 – 2           | Ljungskile SK                       | Söderstadion                                                 |                                                              |
| 18:00 UTC+2 | 18:00 UTC+2    | Freddy Söderberg 42′, 90+4′ | (1 – 1) Rapport | 16′ Niklas Löfgren 81′ Daryl Smylie | Stockholm Publik: 9 962 Domare: Håkan Jonasson (Helsingborg) | Stockholm Publik: 9 962 Domare: Håkan Jonasson (Helsingborg) |
| 18:00 UTC+2 | 18:00 UTC+2    |                             |                 |                                     | Stockholm Publik: 9 962 Domare: Håkan Jonasson (Helsingborg) | Stockholm Publik: 9 962 Domare: Håkan Jonasson (Helsingborg) |
| 18:00 UTC+2 | 18:00 UTC+2    |                             |                 |                                     | Stockholm Publik: 9 962 Domare: Håkan Jonasson (Helsingborg) | Stockholm Publik: 9 962 Domare: Håkan Jonasson (Helsingborg) |

| 132         | 3 augusti 2008 | Trelleborgs FF                                              | 3 – 3           | Örebro SK                                              | Vångavallen                                               |                                                           |
| 18:00 UTC+2 | 18:00 UTC+2    | Thommie Persson 19′ Fredrik Jensen 74′ Andreas Drugge 90+6′ | (1 – 0) Rapport | 64′ Fredrik Nordback 66′ Nordin Gerzic 79′ Robin Staaf | Trelleborg Publik: 2 164 Domare: Jonas Eriksson (Sigtuna) | Trelleborg Publik: 2 164 Domare: Jonas Eriksson (Sigtuna) |
| 18:00 UTC+2 | 18:00 UTC+2    |                                                             |                 |                                                        | Trelleborg Publik: 2 164 Domare: Jonas Eriksson (Sigtuna) | Trelleborg Publik: 2 164 Domare: Jonas Eriksson (Sigtuna) |
| 18:00 UTC+2 | 18:00 UTC+2    |                                                             |                 |                                                        | Trelleborg Publik: 2 164 Domare: Jonas Eriksson (Sigtuna) | Trelleborg Publik: 2 164 Domare: Jonas Eriksson (Sigtuna) |

| 133         | 4 augusti 2008 | IF Elfsborg     | 1 – 0           | Gais | Borås Arena                                              |                                                          |
| 19:00 UTC+2 | 19:00 UTC+2    | Teddy Lučić 43′ | (1 – 0) Rapport |      | Borås Publik: 9 688 Domare: Markus Strömbergsson (Gävle) | Borås Publik: 9 688 Domare: Markus Strömbergsson (Gävle) |
| 19:00 UTC+2 | 19:00 UTC+2    |                 |                 |      | Borås Publik: 9 688 Domare: Markus Strömbergsson (Gävle) | Borås Publik: 9 688 Domare: Markus Strömbergsson (Gävle) |
| 19:00 UTC+2 | 19:00 UTC+2    |                 |                 |      | Borås Publik: 9 688 Domare: Markus Strömbergsson (Gävle) | Borås Publik: 9 688 Domare: Markus Strömbergsson (Gävle) |

| 134         | 4 augusti 2008 | Helsingborgs IF                     | 2 – 1           | GIF Sundsvall          | Olympia                                                           |                                                                   |
| 19:00 UTC+2 | 19:00 UTC+2    | René Makondele 28′ Marcus Lantz 75′ | (1 – 0) Rapport | 61′ Ari Freyr Skúlason | Helsingborg Publik: 7 579 Domare: Sven-Martin Åkesson (Stockholm) | Helsingborg Publik: 7 579 Domare: Sven-Martin Åkesson (Stockholm) |
| 19:00 UTC+2 | 19:00 UTC+2    |                                     |                 |                        | Helsingborg Publik: 7 579 Domare: Sven-Martin Åkesson (Stockholm) | Helsingborg Publik: 7 579 Domare: Sven-Martin Åkesson (Stockholm) |
| 19:00 UTC+2 | 19:00 UTC+2    |                                     |                 |                        | Helsingborg Publik: 7 579 Domare: Sven-Martin Åkesson (Stockholm) | Helsingborg Publik: 7 579 Domare: Sven-Martin Åkesson (Stockholm) |

| 135         | 4 augusti 2008 | Kalmar FF                                        | 3 – 2           | AIK                  | Fredriksskans IP                                            |                                                             |
| 20:00 UTC+2 | 20:00 UTC+2    | David Elm 2′ Patrik Ingelsten 39′ Rasmus Elm 51′ | (2 – 2) Rapport | 7′, 15′ Saihou Jagne | Kalmar Publik: 6 510 Domare: Martin Ingvarsson (Hässleholm) | Kalmar Publik: 6 510 Domare: Martin Ingvarsson (Hässleholm) |
| 20:00 UTC+2 | 20:00 UTC+2    |                                                  |                 |                      | Kalmar Publik: 6 510 Domare: Martin Ingvarsson (Hässleholm) | Kalmar Publik: 6 510 Domare: Martin Ingvarsson (Hässleholm) |
| 20:00 UTC+2 | 20:00 UTC+2    |                                                  |                 |                      | Kalmar Publik: 6 510 Domare: Martin Ingvarsson (Hässleholm) | Kalmar Publik: 6 510 Domare: Martin Ingvarsson (Hässleholm) |

| 136         | 2 oktober 2008 | Djurgårdens IF            | 1 – 1           | IFK Norrköping    | Stockholms stadion                                         |                                                            |
| 20:30 UTC+2 | 20:30 UTC+2    | Enrico Cardoso Nazaré 75′ | (0 – 0) Rapport | 49′ Richard Spong | Stockholm Publik: 5 332 Domare: Tobias Mattsson (Karlstad) | Stockholm Publik: 5 332 Domare: Tobias Mattsson (Karlstad) |
| 20:30 UTC+2 | 20:30 UTC+2    |                           |                 |                   | Stockholm Publik: 5 332 Domare: Tobias Mattsson (Karlstad) | Stockholm Publik: 5 332 Domare: Tobias Mattsson (Karlstad) |
| 20:30 UTC+2 | 20:30 UTC+2    |                           |                 |                   | Stockholm Publik: 5 332 Domare: Tobias Mattsson (Karlstad) | Stockholm Publik: 5 332 Domare: Tobias Mattsson (Karlstad) |

### Omgång 18
| 137         | 9 augusti 2008 | Örebro SK                                    | 4 – 2           | IFK Göteborg                                    | Eyravallen                                                |                                                           |
| 16:00 UTC+2 | 16:00 UTC+2    | 1′ (sjm.) Kim Olsen 30′, 69′ Robin Staaf 73′ | (2 – 2) Rapport | 18′ (sjm.) Oskar Johansson 44′ Stefan Selakovic | Örebro Publik: 7 873 Domare: Åke Andreasson (Stenungsund) | Örebro Publik: 7 873 Domare: Åke Andreasson (Stenungsund) |
| 16:00 UTC+2 | 16:00 UTC+2    |                                              |                 |                                                 | Örebro Publik: 7 873 Domare: Åke Andreasson (Stenungsund) | Örebro Publik: 7 873 Domare: Åke Andreasson (Stenungsund) |
| 16:00 UTC+2 | 16:00 UTC+2    |                                              |                 |                                                 | Örebro Publik: 7 873 Domare: Åke Andreasson (Stenungsund) | Örebro Publik: 7 873 Domare: Åke Andreasson (Stenungsund) |

| 138         | 10 augusti 2008 | AIK | 0 – 2           | IF Elfsborg                              | Råsunda                                                   |                                                           |
| 18:00 UTC+2 | 18:00 UTC+2     |     | (0 – 2) Rapport | 24′ Stefan Ishizaki 32′ Fredrik Berglund | Stockholm Publik: 14 881 Domare: Jonas Eriksson (Sigtuna) | Stockholm Publik: 14 881 Domare: Jonas Eriksson (Sigtuna) |
| 18:00 UTC+2 | 18:00 UTC+2     |     |                 |                                          | Stockholm Publik: 14 881 Domare: Jonas Eriksson (Sigtuna) | Stockholm Publik: 14 881 Domare: Jonas Eriksson (Sigtuna) |
| 18:00 UTC+2 | 18:00 UTC+2     |     |                 |                                          | Stockholm Publik: 14 881 Domare: Jonas Eriksson (Sigtuna) | Stockholm Publik: 14 881 Domare: Jonas Eriksson (Sigtuna) |

| 139         | 10 augusti 2008 | Gais | 0 – 0           | Trelleborgs FF | Nya Ullevi                                                   |                                                              |
| 18:00 UTC+2 | 18:00 UTC+2     |      | (0 – 0) Rapport |                | Göteborg Publik: 2 508 Domare: Peter Fröjdfeldt (Eskilstuna) | Göteborg Publik: 2 508 Domare: Peter Fröjdfeldt (Eskilstuna) |
| 18:00 UTC+2 | 18:00 UTC+2     |      |                 |                | Göteborg Publik: 2 508 Domare: Peter Fröjdfeldt (Eskilstuna) | Göteborg Publik: 2 508 Domare: Peter Fröjdfeldt (Eskilstuna) |
| 18:00 UTC+2 | 18:00 UTC+2     |      |                 |                | Göteborg Publik: 2 508 Domare: Peter Fröjdfeldt (Eskilstuna) | Göteborg Publik: 2 508 Domare: Peter Fröjdfeldt (Eskilstuna) |

| 140         | 10 augusti 2008 | Ljungskile SK                       | 2 – 4           | Kalmar FF                                                     | Starke Arvid Arena                                        |                                                           |
| 18:00 UTC+2 | 18:00 UTC+2     | Daryl Smylie 43′ Niklas Löfgren 90′ | (1 – 2) Rapport | 5′, 76′ Patrik Ingelsten 43′ Daniel Sobralense 67′ Rasmus Elm | Ljungskile Publik: 2 085 Domare: Michael Lerjéus (Skövde) | Ljungskile Publik: 2 085 Domare: Michael Lerjéus (Skövde) |
| 18:00 UTC+2 | 18:00 UTC+2     |                                     |                 |                                                               | Ljungskile Publik: 2 085 Domare: Michael Lerjéus (Skövde) | Ljungskile Publik: 2 085 Domare: Michael Lerjéus (Skövde) |
| 18:00 UTC+2 | 18:00 UTC+2     |                                     |                 |                                                               | Ljungskile Publik: 2 085 Domare: Michael Lerjéus (Skövde) | Ljungskile Publik: 2 085 Domare: Michael Lerjéus (Skövde) |

| 141         | 10 augusti 2008 | Malmö FF         | 1 – 2           | Djurgårdens IF                          | Malmö Stadion                                         |                                                       |
| 18:00 UTC+2 | 18:00 UTC+2     | Ola Toivonen 45′ | (1 – 1) Rapport | 19′ Jones Kusi-Asare 72′ Daniel Sjölund | Malmö Publik: 10 052 Domare: Martin Hansson (Holmsjö) | Malmö Publik: 10 052 Domare: Martin Hansson (Holmsjö) |
| 18:00 UTC+2 | 18:00 UTC+2     |                  |                 |                                         | Malmö Publik: 10 052 Domare: Martin Hansson (Holmsjö) | Malmö Publik: 10 052 Domare: Martin Hansson (Holmsjö) |
| 18:00 UTC+2 | 18:00 UTC+2     |                  |                 |                                         | Malmö Publik: 10 052 Domare: Martin Hansson (Holmsjö) | Malmö Publik: 10 052 Domare: Martin Hansson (Holmsjö) |

| 142         | 11 augusti 2008 | GIF Sundsvall | 1 – 2           | Hammarby IF                             | Norrporten Arena                                           |                                                            |
| 19:00 UTC+2 | 19:00 UTC+2     | 58′ (sjm.)    | (0 – 1) Rapport | 45′ Louay Chanko 90+4′ Christian Traore | Sundsvall Publik: 6 269 Domare: Tobias Mattsson (Karlstad) | Sundsvall Publik: 6 269 Domare: Tobias Mattsson (Karlstad) |
| 19:00 UTC+2 | 19:00 UTC+2     |               |                 |                                         | Sundsvall Publik: 6 269 Domare: Tobias Mattsson (Karlstad) | Sundsvall Publik: 6 269 Domare: Tobias Mattsson (Karlstad) |
| 19:00 UTC+2 | 19:00 UTC+2     |               |                 |                                         | Sundsvall Publik: 6 269 Domare: Tobias Mattsson (Karlstad) | Sundsvall Publik: 6 269 Domare: Tobias Mattsson (Karlstad) |

| 143         | 11 augusti 2008 | Halmstads BK                                     | 3 – 1           | Helsingborgs IF    | Örjans vall                                              |                                                          |
| 20:00 UTC+2 | 20:00 UTC+2     | Ajsel Kujović 5′ Michael Görlitz 10′ Anselmo 65′ | (2 – 0) Rapport | 67′ Henrik Larsson | Halmstad Publik: 6 899 Domare: Stefan Johannesson (Täby) | Halmstad Publik: 6 899 Domare: Stefan Johannesson (Täby) |
| 20:00 UTC+2 | 20:00 UTC+2     |                                                  |                 |                    | Halmstad Publik: 6 899 Domare: Stefan Johannesson (Täby) | Halmstad Publik: 6 899 Domare: Stefan Johannesson (Täby) |
| 20:00 UTC+2 | 20:00 UTC+2     |                                                  |                 |                    | Halmstad Publik: 6 899 Domare: Stefan Johannesson (Täby) | Halmstad Publik: 6 899 Domare: Stefan Johannesson (Täby) |

| 144         | 12 augusti 2008 | IFK Norrköping                       | 2 – 1           | Gefle IF            | Idrottsparken                                                 |                                                               |
| 19:45 UTC+2 | 19:45 UTC+2     | Daniel Bamberg 15′ Kevin Amuneke 21′ | (2 – 0) Rapport | 90+3′ Hans Berggren | Norrköping Publik: 3 551 Domare: Håkan Jonasson (Helsingborg) | Norrköping Publik: 3 551 Domare: Håkan Jonasson (Helsingborg) |
| 19:45 UTC+2 | 19:45 UTC+2     |                                      |                 |                     | Norrköping Publik: 3 551 Domare: Håkan Jonasson (Helsingborg) | Norrköping Publik: 3 551 Domare: Håkan Jonasson (Helsingborg) |
| 19:45 UTC+2 | 19:45 UTC+2     |                                      |                 |                     | Norrköping Publik: 3 551 Domare: Håkan Jonasson (Helsingborg) | Norrköping Publik: 3 551 Domare: Håkan Jonasson (Helsingborg) |

### Omgång 19
| 145         | 15 augusti 2008 | Hammarby IF                         | 2 – 4           | Gais                                                                            | Söderstadion                                                    |                                                                 |
| 19:00 UTC+2 | 19:00 UTC+2     | Nathan Paulse 8′ Charlie Davies 22′ | (2 – 1) Rapport | 39′ (str.), 64′ Wanderson do Carmo 84′ (sjm.) Louay Chanko 90′ Johan Mårtensson | Stockholm Publik: 11 538 Domare: Martin Ingvarsson (Hässleholm) | Stockholm Publik: 11 538 Domare: Martin Ingvarsson (Hässleholm) |
| 19:00 UTC+2 | 19:00 UTC+2     |                                     |                 |                                                                                 | Stockholm Publik: 11 538 Domare: Martin Ingvarsson (Hässleholm) | Stockholm Publik: 11 538 Domare: Martin Ingvarsson (Hässleholm) |
| 19:00 UTC+2 | 19:00 UTC+2     |                                     |                 |                                                                                 | Stockholm Publik: 11 538 Domare: Martin Ingvarsson (Hässleholm) | Stockholm Publik: 11 538 Domare: Martin Ingvarsson (Hässleholm) |

| 146         | 16 augusti 2008 | GIF Sundsvall      | 1 – 1           | AIK              | Norrporten Arena                                         |                                                          |
| 16:00 UTC+2 | 16:00 UTC+2     | Linus Hallenius 2′ | (1 – 1) Rapport | 21′ Jorge Anchén | Sundsvall Publik: 4 687 Domare: Michael Lerjéus (Skövde) | Sundsvall Publik: 4 687 Domare: Michael Lerjéus (Skövde) |
| 16:00 UTC+2 | 16:00 UTC+2     |                    |                 |                  | Sundsvall Publik: 4 687 Domare: Michael Lerjéus (Skövde) | Sundsvall Publik: 4 687 Domare: Michael Lerjéus (Skövde) |
| 16:00 UTC+2 | 16:00 UTC+2     |                    |                 |                  | Sundsvall Publik: 4 687 Domare: Michael Lerjéus (Skövde) | Sundsvall Publik: 4 687 Domare: Michael Lerjéus (Skövde) |

| 147         | 17 augusti 2008 | Helsingborgs IF | 0 – 1           | Ljungskile SK    | Olympia                                                      |                                                              |
| 17:45 UTC+2 | 17:45 UTC+2     |                 | (0 – 0) Rapport | 56′ Daryl Smylie | Helsingborg Publik: 8 150 Domare: Tobias Mattsson (Karlstad) | Helsingborg Publik: 8 150 Domare: Tobias Mattsson (Karlstad) |
| 17:45 UTC+2 | 17:45 UTC+2     |                 |                 |                  | Helsingborg Publik: 8 150 Domare: Tobias Mattsson (Karlstad) | Helsingborg Publik: 8 150 Domare: Tobias Mattsson (Karlstad) |
| 17:45 UTC+2 | 17:45 UTC+2     |                 |                 |                  | Helsingborg Publik: 8 150 Domare: Tobias Mattsson (Karlstad) | Helsingborg Publik: 8 150 Domare: Tobias Mattsson (Karlstad) |

| 148         | 17 augusti 2008 | Djurgårdens IF                                 | 2 – 0           | Gefle IF | Stockholms stadion                                              |                                                                 |
| 18:00 UTC+2 | 18:00 UTC+2     | Jones Kusi-Asare 51′ Enrico Cardoso Nazaré 56′ | (0 – 0) Rapport |          | Stockholm Publik: 6 712 Domare: Sven-Martin Åkesson (Stockholm) | Stockholm Publik: 6 712 Domare: Sven-Martin Åkesson (Stockholm) |
| 18:00 UTC+2 | 18:00 UTC+2     |                                                |                 |          | Stockholm Publik: 6 712 Domare: Sven-Martin Åkesson (Stockholm) | Stockholm Publik: 6 712 Domare: Sven-Martin Åkesson (Stockholm) |
| 18:00 UTC+2 | 18:00 UTC+2     |                                                |                 |          | Stockholm Publik: 6 712 Domare: Sven-Martin Åkesson (Stockholm) | Stockholm Publik: 6 712 Domare: Sven-Martin Åkesson (Stockholm) |

| 149         | 17 augusti 2008 | Kalmar FF                              | 2 – 2           | Örebro SK                 | Fredriksskans IP                                            |                                                             |
| 18:00 UTC+2 | 18:00 UTC+2     | Abiola Dauda 30′ Daniel Sobralense 47′ | (1 – 1) Rapport | 34′, 54′ (str.) Kim Olsen | Kalmar Publik: 3 730 Domare: Daniel Stålhammar (Landskrona) | Kalmar Publik: 3 730 Domare: Daniel Stålhammar (Landskrona) |
| 18:00 UTC+2 | 18:00 UTC+2     |                                        |                 |                           | Kalmar Publik: 3 730 Domare: Daniel Stålhammar (Landskrona) | Kalmar Publik: 3 730 Domare: Daniel Stålhammar (Landskrona) |
| 18:00 UTC+2 | 18:00 UTC+2     |                                        |                 |                           | Kalmar Publik: 3 730 Domare: Daniel Stålhammar (Landskrona) | Kalmar Publik: 3 730 Domare: Daniel Stålhammar (Landskrona) |

| 150         | 17 augusti 2008 | Trelleborgs FF  | 1 – 0           | IFK Norrköping | Vångavallen                                               |                                                           |
| 18:00 UTC+2 | 18:00 UTC+2     | Erik Sundin 11′ | (1 – 0) Rapport |                | Trelleborg Publik: 2 022 Domare: Martin Hansson (Holmsjö) | Trelleborg Publik: 2 022 Domare: Martin Hansson (Holmsjö) |
| 18:00 UTC+2 | 18:00 UTC+2     |                 |                 |                | Trelleborg Publik: 2 022 Domare: Martin Hansson (Holmsjö) | Trelleborg Publik: 2 022 Domare: Martin Hansson (Holmsjö) |
| 18:00 UTC+2 | 18:00 UTC+2     |                 |                 |                | Trelleborg Publik: 2 022 Domare: Martin Hansson (Holmsjö) | Trelleborg Publik: 2 022 Domare: Martin Hansson (Holmsjö) |

| 151         | 17 september 2008 | IFK Göteborg                                          | 3 – 0           | Halmstads BK | Nya Ullevi                                              |                                                         |
| 19:00 UTC+2 | 19:00 UTC+2       | Tobias Hysén 36′ Robin Söder 50′ Mattias Bjärsmyr 64′ | (1 – 0) Rapport |              | Göteborg Publik: 5 149 Domare: Jonas Eriksson (Sigtuna) | Göteborg Publik: 5 149 Domare: Jonas Eriksson (Sigtuna) |
| 19:00 UTC+2 | 19:00 UTC+2       |                                                       |                 |              | Göteborg Publik: 5 149 Domare: Jonas Eriksson (Sigtuna) | Göteborg Publik: 5 149 Domare: Jonas Eriksson (Sigtuna) |
| 19:00 UTC+2 | 19:00 UTC+2       |                                                       |                 |              | Göteborg Publik: 5 149 Domare: Jonas Eriksson (Sigtuna) | Göteborg Publik: 5 149 Domare: Jonas Eriksson (Sigtuna) |

| 152         | 17 september 2008 | IF Elfsborg                                                             | 4 – 0           | Malmö FF | Borås Arena                                           |                                                       |
| 20:00 UTC+2 | 20:00 UTC+2       | Stefan Ishizaki 11′ Daniel Mobaeck 44′ Emir Bajrami 66′ James Keene 73′ | (2 – 0) Rapport |          | Borås Publik: 7 607 Domare: Stefan Johannesson (Täby) | Borås Publik: 7 607 Domare: Stefan Johannesson (Täby) |
| 20:00 UTC+2 | 20:00 UTC+2       |                                                                         |                 |          | Borås Publik: 7 607 Domare: Stefan Johannesson (Täby) | Borås Publik: 7 607 Domare: Stefan Johannesson (Täby) |
| 20:00 UTC+2 | 20:00 UTC+2       |                                                                         |                 |          | Borås Publik: 7 607 Domare: Stefan Johannesson (Täby) | Borås Publik: 7 607 Domare: Stefan Johannesson (Täby) |

### Omgång 20
| 153         | 23 augusti 2008 | IFK Norrköping                       | 2 – 2           | IFK Göteborg             | Idrottsparken                                                   |                                                                 |
| 16:00 UTC+2 | 16:00 UTC+2     | Djordje Mrdjanin 32′ Felix Magro 81′ | (1 – 2) Rapport | 1′, 13′ Pontus Wernbloom | Norrköping Publik: 4 938 Domare: Daniel Stålhammar (Landskrona) | Norrköping Publik: 4 938 Domare: Daniel Stålhammar (Landskrona) |
| 16:00 UTC+2 | 16:00 UTC+2     |                                      |                 |                          | Norrköping Publik: 4 938 Domare: Daniel Stålhammar (Landskrona) | Norrköping Publik: 4 938 Domare: Daniel Stålhammar (Landskrona) |
| 16:00 UTC+2 | 16:00 UTC+2     |                                      |                 |                          | Norrköping Publik: 4 938 Domare: Daniel Stålhammar (Landskrona) | Norrköping Publik: 4 938 Domare: Daniel Stålhammar (Landskrona) |

| 154         | 24 augusti 2008 | Gais                   | 1 – 4           | Kalmar FF                                                                         | Nya Ullevi                                                  |                                                             |
| 18:00 UTC+2 | 18:00 UTC+2     | Wanderson do Carmo 12′ | (1 – 4) Rapport | 32′ Henrik Rydström 68′ (sjm.) David Durmaz 70′ Patrik Ingelsten 81′ Abiola Dauda | Göteborg Publik: 3 299 Domare: Åke Andreasson (Stenungsund) | Göteborg Publik: 3 299 Domare: Åke Andreasson (Stenungsund) |
| 18:00 UTC+2 | 18:00 UTC+2     |                        |                 |                                                                                   | Göteborg Publik: 3 299 Domare: Åke Andreasson (Stenungsund) | Göteborg Publik: 3 299 Domare: Åke Andreasson (Stenungsund) |
| 18:00 UTC+2 | 18:00 UTC+2     |                        |                 |                                                                                   | Göteborg Publik: 3 299 Domare: Åke Andreasson (Stenungsund) | Göteborg Publik: 3 299 Domare: Åke Andreasson (Stenungsund) |

| 155         | 24 augusti 2008 | Halmstads BK      | 1 – 2           | Djurgårdens IF                       | Örjans vall                                                  |                                                              |
| 18:00 UTC+2 | 18:00 UTC+2     | Marcus Olsson 57′ | (0 – 2) Rapport | 24′ Mikael Dahlberg 38′ Andrej Komac | Halmstad Publik: 5 621 Domare: Peter Fröjdfeldt (Eskilstuna) | Halmstad Publik: 5 621 Domare: Peter Fröjdfeldt (Eskilstuna) |
| 18:00 UTC+2 | 18:00 UTC+2     |                   |                 |                                      | Halmstad Publik: 5 621 Domare: Peter Fröjdfeldt (Eskilstuna) | Halmstad Publik: 5 621 Domare: Peter Fröjdfeldt (Eskilstuna) |
| 18:00 UTC+2 | 18:00 UTC+2     |                   |                 |                                      | Halmstad Publik: 5 621 Domare: Peter Fröjdfeldt (Eskilstuna) | Halmstad Publik: 5 621 Domare: Peter Fröjdfeldt (Eskilstuna) |

| 156         | 24 augusti 2008 | Ljungskile SK                      | 2 – 0           | GIF Sundsvall | Starke Arvid Arena                                        |                                                           |
| 18:00 UTC+2 | 18:00 UTC+2     | Daryl Smylie 2′ Niklas Löfgren 10′ | (2 – 0) Rapport |               | Ljungskile Publik: 2 651 Domare: Michael Lerjéus (Skövde) | Ljungskile Publik: 2 651 Domare: Michael Lerjéus (Skövde) |
| 18:00 UTC+2 | 18:00 UTC+2     |                                    |                 |               | Ljungskile Publik: 2 651 Domare: Michael Lerjéus (Skövde) | Ljungskile Publik: 2 651 Domare: Michael Lerjéus (Skövde) |
| 18:00 UTC+2 | 18:00 UTC+2     |                                    |                 |               | Ljungskile Publik: 2 651 Domare: Michael Lerjéus (Skövde) | Ljungskile Publik: 2 651 Domare: Michael Lerjéus (Skövde) |

| 157         | 24 augusti 2008 | Örebro SK                           | 2 – 0           | IF Elfsborg | Eyravallen                                                |                                                           |
| 18:00 UTC+2 | 18:00 UTC+2     | Robin Staaf 32′ Eric Bassombeng 78′ | (1 – 0) Rapport |             | Örebro Publik: 9 344 Domare: Markus Strömbergsson (Gävle) | Örebro Publik: 9 344 Domare: Markus Strömbergsson (Gävle) |
| 18:00 UTC+2 | 18:00 UTC+2     |                                     |                 |             | Örebro Publik: 9 344 Domare: Markus Strömbergsson (Gävle) | Örebro Publik: 9 344 Domare: Markus Strömbergsson (Gävle) |
| 18:00 UTC+2 | 18:00 UTC+2     |                                     |                 |             | Örebro Publik: 9 344 Domare: Markus Strömbergsson (Gävle) | Örebro Publik: 9 344 Domare: Markus Strömbergsson (Gävle) |

| 158         | 25 augusti 2008 | Malmö FF         | 1 – 1           | Trelleborgs FF    | Malmö Stadion                                         |                                                       |
| 19:00 UTC+2 | 19:00 UTC+2     | Edward Ofere 88′ | (0 – 1) Rapport | 4′ Fredrik Jensen | Malmö Publik: 11 406 Domare: Jonas Eriksson (Sigtuna) | Malmö Publik: 11 406 Domare: Jonas Eriksson (Sigtuna) |
| 19:00 UTC+2 | 19:00 UTC+2     |                  |                 |                   | Malmö Publik: 11 406 Domare: Jonas Eriksson (Sigtuna) | Malmö Publik: 11 406 Domare: Jonas Eriksson (Sigtuna) |
| 19:00 UTC+2 | 19:00 UTC+2     |                  |                 |                   | Malmö Publik: 11 406 Domare: Jonas Eriksson (Sigtuna) | Malmö Publik: 11 406 Domare: Jonas Eriksson (Sigtuna) |

| 159         | 25 augusti 2008 | AIK                                      | 2 – 2           | Hammarby IF                                 | Råsunda                                                   |                                                           |
| 20:00 UTC+2 | 20:00 UTC+2     | Iván Óbolo 23′ Markus Jonsson 84′ (str.) | (1 – 0) Rapport | 49′ Fredrik Söderström 88′ Suleyman Sleyman | Stockholm Publik: 23 011 Domare: Martin Hansson (Holmsjö) | Stockholm Publik: 23 011 Domare: Martin Hansson (Holmsjö) |
| 20:00 UTC+2 | 20:00 UTC+2     |                                          |                 |                                             | Stockholm Publik: 23 011 Domare: Martin Hansson (Holmsjö) | Stockholm Publik: 23 011 Domare: Martin Hansson (Holmsjö) |
| 20:00 UTC+2 | 20:00 UTC+2     |                                          |                 |                                             | Stockholm Publik: 23 011 Domare: Martin Hansson (Holmsjö) | Stockholm Publik: 23 011 Domare: Martin Hansson (Holmsjö) |

| 160         | 26 augusti 2008 | Gefle IF                                | 3 – 0           | Helsingborgs IF | Strömvallen                                           |                                                       |
| 19:45 UTC+2 | 19:45 UTC+2     | Amadou Jawo 13′ Mathias Voxlin 35′, 71′ | (2 – 0) Rapport |                 | Gävle Publik: 3 348 Domare: Stefan Johannesson (Täby) | Gävle Publik: 3 348 Domare: Stefan Johannesson (Täby) |
| 19:45 UTC+2 | 19:45 UTC+2     |                                         |                 |                 | Gävle Publik: 3 348 Domare: Stefan Johannesson (Täby) | Gävle Publik: 3 348 Domare: Stefan Johannesson (Täby) |
| 19:45 UTC+2 | 19:45 UTC+2     |                                         |                 |                 | Gävle Publik: 3 348 Domare: Stefan Johannesson (Täby) | Gävle Publik: 3 348 Domare: Stefan Johannesson (Täby) |

### Omgång 21
| 161         | 30 augusti 2008 | Trelleborgs FF                                 | 2 – 0           | AIK | Vångavallen                                                   |                                                               |
| 16:00 UTC+2 | 16:00 UTC+2     | Rasmus Bengtsson 15′ (str.) Andreas Drugge 86′ | (1 – 0) Rapport |     | Trelleborg Publik: 1 845 Domare: Åke Andreasson (Stenungsund) | Trelleborg Publik: 1 845 Domare: Åke Andreasson (Stenungsund) |
| 16:00 UTC+2 | 16:00 UTC+2     |                                                |                 |     | Trelleborg Publik: 1 845 Domare: Åke Andreasson (Stenungsund) | Trelleborg Publik: 1 845 Domare: Åke Andreasson (Stenungsund) |
| 16:00 UTC+2 | 16:00 UTC+2     |                                                |                 |     | Trelleborg Publik: 1 845 Domare: Åke Andreasson (Stenungsund) | Trelleborg Publik: 1 845 Domare: Åke Andreasson (Stenungsund) |

| 162         | 31 augusti 2008 | Kalmar FF                                     | 3 – 0           | GIF Sundsvall | Fredriksskans IP                                       |                                                        |
| 15:00 UTC+2 | 15:00 UTC+2     | Rasmus Elm 3′ Viktor Elm 28′ Abiola Dauda 71′ | (2 – 0) Rapport |               | Kalmar Publik: 4 383 Domare: Stefan Johannesson (Täby) | Kalmar Publik: 4 383 Domare: Stefan Johannesson (Täby) |
| 15:00 UTC+2 | 15:00 UTC+2     |                                               |                 |               | Kalmar Publik: 4 383 Domare: Stefan Johannesson (Täby) | Kalmar Publik: 4 383 Domare: Stefan Johannesson (Täby) |
| 15:00 UTC+2 | 15:00 UTC+2     |                                               |                 |               | Kalmar Publik: 4 383 Domare: Stefan Johannesson (Täby) | Kalmar Publik: 4 383 Domare: Stefan Johannesson (Täby) |

| 163         | 31 augusti 2008 | Gefle IF        | 1 – 2           | Malmö FF                                  | Strömvallen                                          |                                                      |
| 18:00 UTC+2 | 18:00 UTC+2     | Amadou Jawo 86′ | (0 – 0) Rapport | 75′ Labinot Harbuzi 81′ Jonatan Johansson | Gävle Publik: 4 309 Domare: Martin Hansson (Holmsjö) | Gävle Publik: 4 309 Domare: Martin Hansson (Holmsjö) |
| 18:00 UTC+2 | 18:00 UTC+2     |                 |                 |                                           | Gävle Publik: 4 309 Domare: Martin Hansson (Holmsjö) | Gävle Publik: 4 309 Domare: Martin Hansson (Holmsjö) |
| 18:00 UTC+2 | 18:00 UTC+2     |                 |                 |                                           | Gävle Publik: 4 309 Domare: Martin Hansson (Holmsjö) | Gävle Publik: 4 309 Domare: Martin Hansson (Holmsjö) |

| 164         | 31 augusti 2008 | Halmstads BK                    | 2 – 0           | IFK Norrköping | Örjans vall                                                    |                                                                |
| 18:00 UTC+2 | 18:00 UTC+2     | Anselmo 20′ Michael Görlitz 36′ | (2 – 0) Rapport |                | Halmstad Publik: 4 341 Domare: Sven-Martin Åkesson (Stockholm) | Halmstad Publik: 4 341 Domare: Sven-Martin Åkesson (Stockholm) |
| 18:00 UTC+2 | 18:00 UTC+2     |                                 |                 |                | Halmstad Publik: 4 341 Domare: Sven-Martin Åkesson (Stockholm) | Halmstad Publik: 4 341 Domare: Sven-Martin Åkesson (Stockholm) |
| 18:00 UTC+2 | 18:00 UTC+2     |                                 |                 |                | Halmstad Publik: 4 341 Domare: Sven-Martin Åkesson (Stockholm) | Halmstad Publik: 4 341 Domare: Sven-Martin Åkesson (Stockholm) |

| 165         | 1 september 2008 | Djurgårdens IF | 0 – 0           | Örebro SK | Stockholms stadion                                       |                                                          |
| 19:00 UTC+2 | 19:00 UTC+2      |                | (0 – 0) Rapport |           | Stockholm Publik: 8 114 Domare: Jonas Eriksson (Sigtuna) | Stockholm Publik: 8 114 Domare: Jonas Eriksson (Sigtuna) |
| 19:00 UTC+2 | 19:00 UTC+2      |                |                 |           | Stockholm Publik: 8 114 Domare: Jonas Eriksson (Sigtuna) | Stockholm Publik: 8 114 Domare: Jonas Eriksson (Sigtuna) |
| 19:00 UTC+2 | 19:00 UTC+2      |                |                 |           | Stockholm Publik: 8 114 Domare: Jonas Eriksson (Sigtuna) | Stockholm Publik: 8 114 Domare: Jonas Eriksson (Sigtuna) |

| 166         | 1 september 2008 | IF Elfsborg                                             | 4 – 0           | Ljungskile SK | Borås Arena                                                 |                                                             |
| 19:00 UTC+2 | 19:00 UTC+2      | Denni Avdić 7′, 75′ Stefan Ishizaki 59′ James Keene 88′ | (1 – 0) Rapport |               | Borås Publik: 12 490 Domare: Martin Ingvarsson (Hässleholm) | Borås Publik: 12 490 Domare: Martin Ingvarsson (Hässleholm) |
| 19:00 UTC+2 | 19:00 UTC+2      |                                                         |                 |               | Borås Publik: 12 490 Domare: Martin Ingvarsson (Hässleholm) | Borås Publik: 12 490 Domare: Martin Ingvarsson (Hässleholm) |
| 19:00 UTC+2 | 19:00 UTC+2      |                                                         |                 |               | Borås Publik: 12 490 Domare: Martin Ingvarsson (Hässleholm) | Borås Publik: 12 490 Domare: Martin Ingvarsson (Hässleholm) |

| 167         | 1 september 2008 | Helsingborgs IF                                                                        | 5 – 1           | Hammarby IF        | Olympia                                                     |                                                             |
| 19:00 UTC+2 | 19:00 UTC+2      | Christoffer Andersson 14′ Henrik Larsson 36′, 82′ Hannu Patronen 58′ Roman Kienast 90′ | (2 – 0) Rapport | 60′ Charlie Davies | Helsingborg Publik: 10 526 Domare: Michael Lerjéus (Skövde) | Helsingborg Publik: 10 526 Domare: Michael Lerjéus (Skövde) |
| 19:00 UTC+2 | 19:00 UTC+2      |                                                                                        |                 |                    | Helsingborg Publik: 10 526 Domare: Michael Lerjéus (Skövde) | Helsingborg Publik: 10 526 Domare: Michael Lerjéus (Skövde) |
| 19:00 UTC+2 | 19:00 UTC+2      |                                                                                        |                 |                    | Helsingborg Publik: 10 526 Domare: Michael Lerjéus (Skövde) | Helsingborg Publik: 10 526 Domare: Michael Lerjéus (Skövde) |

| 168         | 1 september 2008 | IFK Göteborg | 0 – 1           | Gais                  | Nya Ullevi                                                   |                                                              |
| 20:00 UTC+2 | 20:00 UTC+2      |              | (0 – 1) Rapport | 6′ Eyjólfur Hédinsson | Göteborg Publik: 29 801 Domare: Markus Strömbergsson (Gävle) | Göteborg Publik: 29 801 Domare: Markus Strömbergsson (Gävle) |
| 20:00 UTC+2 | 20:00 UTC+2      |              |                 |                       | Göteborg Publik: 29 801 Domare: Markus Strömbergsson (Gävle) | Göteborg Publik: 29 801 Domare: Markus Strömbergsson (Gävle) |
| 20:00 UTC+2 | 20:00 UTC+2      |              |                 |                       | Göteborg Publik: 29 801 Domare: Markus Strömbergsson (Gävle) | Göteborg Publik: 29 801 Domare: Markus Strömbergsson (Gävle) |

### Omgång 22
| 169         | 13 september 2008 | AIK | 0 – 0           | IFK Göteborg | Råsunda                                                       |                                                               |
| 12:30 UTC+2 | 12:30 UTC+2       |     | (0 – 0) Rapport |              | Stockholm Publik: 12 417 Domare: Markus Strömbergsson (Gävle) | Stockholm Publik: 12 417 Domare: Markus Strömbergsson (Gävle) |
| 12:30 UTC+2 | 12:30 UTC+2       |     |                 |              | Stockholm Publik: 12 417 Domare: Markus Strömbergsson (Gävle) | Stockholm Publik: 12 417 Domare: Markus Strömbergsson (Gävle) |
| 12:30 UTC+2 | 12:30 UTC+2       |     |                 |              | Stockholm Publik: 12 417 Domare: Markus Strömbergsson (Gävle) | Stockholm Publik: 12 417 Domare: Markus Strömbergsson (Gävle) |

| 170         | 13 september 2008 | Malmö FF | 0 – 3           | Halmstads BK                       | Malmö Stadion                                             |                                                           |
| 16:00 UTC+2 | 16:00 UTC+2       |          | (0 – 1) Rapport | 22′ Per Johansson 67′, 73′ Anselmo | Malmö Publik: 7 486 Domare: Peter Fröjdfeldt (Eskilstuna) | Malmö Publik: 7 486 Domare: Peter Fröjdfeldt (Eskilstuna) |
| 16:00 UTC+2 | 16:00 UTC+2       |          |                 |                                    | Malmö Publik: 7 486 Domare: Peter Fröjdfeldt (Eskilstuna) | Malmö Publik: 7 486 Domare: Peter Fröjdfeldt (Eskilstuna) |
| 16:00 UTC+2 | 16:00 UTC+2       |          |                 |                                    | Malmö Publik: 7 486 Domare: Peter Fröjdfeldt (Eskilstuna) | Malmö Publik: 7 486 Domare: Peter Fröjdfeldt (Eskilstuna) |

| 171         | 14 september 2008 | Hammarby IF          | 1 – 2           | Kalmar FF                                | Söderstadion                                                   |                                                                |
| 17:00 UTC+2 | 17:00 UTC+2       | Charlie Davies 90+2′ | (0 – 1) Rapport | 11′ Daniel Sobralense 73′ Stefan Larsson | Stockholm Publik: 9 871 Domare: Daniel Stålhammar (Landskrona) | Stockholm Publik: 9 871 Domare: Daniel Stålhammar (Landskrona) |
| 17:00 UTC+2 | 17:00 UTC+2       |                      |                 |                                          | Stockholm Publik: 9 871 Domare: Daniel Stålhammar (Landskrona) | Stockholm Publik: 9 871 Domare: Daniel Stålhammar (Landskrona) |
| 17:00 UTC+2 | 17:00 UTC+2       |                      |                 |                                          | Stockholm Publik: 9 871 Domare: Daniel Stålhammar (Landskrona) | Stockholm Publik: 9 871 Domare: Daniel Stålhammar (Landskrona) |

| 172         | 14 september 2008 | IFK Norrköping                                       | 3 – 4           | Helsingborgs IF                                            | Idrottsparken                                                    |                                                                  |
| 17:00 UTC+2 | 17:00 UTC+2       | Kevin Amuneke 57′ Daniel Bamberg 78′ Mikael Roth 89′ | (0 – 3) Rapport | 12′, 19′ Rasmus Jönsson 16′ Isaac Chansa 84′ Roman Kienast | Norrköping Publik: 5 775 Domare: Sven-Martin Åkesson (Stockholm) | Norrköping Publik: 5 775 Domare: Sven-Martin Åkesson (Stockholm) |
| 17:00 UTC+2 | 17:00 UTC+2       |                                                      |                 |                                                            | Norrköping Publik: 5 775 Domare: Sven-Martin Åkesson (Stockholm) | Norrköping Publik: 5 775 Domare: Sven-Martin Åkesson (Stockholm) |
| 17:00 UTC+2 | 17:00 UTC+2       |                                                      |                 |                                                            | Norrköping Publik: 5 775 Domare: Sven-Martin Åkesson (Stockholm) | Norrköping Publik: 5 775 Domare: Sven-Martin Åkesson (Stockholm) |

| 173         | 14 september 2008 | GIF Sundsvall | 0 – 0           | IF Elfsborg | Norrporten Arena                                         |                                                          |
| 17:00 UTC+2 | 17:00 UTC+2       |               | (0 – 0) Rapport |             | Sundsvall Publik: 3 694 Domare: Michael Lerjéus (Skövde) | Sundsvall Publik: 3 694 Domare: Michael Lerjéus (Skövde) |
| 17:00 UTC+2 | 17:00 UTC+2       |               |                 |             | Sundsvall Publik: 3 694 Domare: Michael Lerjéus (Skövde) | Sundsvall Publik: 3 694 Domare: Michael Lerjéus (Skövde) |
| 17:00 UTC+2 | 17:00 UTC+2       |               |                 |             | Sundsvall Publik: 3 694 Domare: Michael Lerjéus (Skövde) | Sundsvall Publik: 3 694 Domare: Michael Lerjéus (Skövde) |

| 174         | 15 september 2008 | Gais                                          | 2 – 1           | Djurgårdens IF  | Nya Ullevi                                                  |                                                             |
| 19:00 UTC+2 | 19:00 UTC+2       | Wanderson do Carmo 28′ Eyjólfur Hédinsson 73′ | (1 – 1) Rapport | 37′ Johan Oremo | Göteborg Publik: 3 060 Domare: Åke Andreasson (Stenungsund) | Göteborg Publik: 3 060 Domare: Åke Andreasson (Stenungsund) |
| 19:00 UTC+2 | 19:00 UTC+2       |                                               |                 |                 | Göteborg Publik: 3 060 Domare: Åke Andreasson (Stenungsund) | Göteborg Publik: 3 060 Domare: Åke Andreasson (Stenungsund) |
| 19:00 UTC+2 | 19:00 UTC+2       |                                               |                 |                 | Göteborg Publik: 3 060 Domare: Åke Andreasson (Stenungsund) | Göteborg Publik: 3 060 Domare: Åke Andreasson (Stenungsund) |

| 175         | 15 september 2008 | Ljungskile SK | 0 – 0           | Trelleborgs FF | Starke Arvid Arena                                        |                                                           |
| 19:00 UTC+2 | 19:00 UTC+2       |               | (0 – 0) Rapport |                | Ljungskile Publik: 1 684 Domare: Jonas Eriksson (Sigtuna) | Ljungskile Publik: 1 684 Domare: Jonas Eriksson (Sigtuna) |
| 19:00 UTC+2 | 19:00 UTC+2       |               |                 |                | Ljungskile Publik: 1 684 Domare: Jonas Eriksson (Sigtuna) | Ljungskile Publik: 1 684 Domare: Jonas Eriksson (Sigtuna) |
| 19:00 UTC+2 | 19:00 UTC+2       |               |                 |                | Ljungskile Publik: 1 684 Domare: Jonas Eriksson (Sigtuna) | Ljungskile Publik: 1 684 Domare: Jonas Eriksson (Sigtuna) |

| 176         | 16 september 2008 | Örebro SK          | 1 – 1           | Gefle IF           | Eyravallen                                            |                                                       |
| 19:45 UTC+2 | 19:45 UTC+2       | Stefan Rodevåg 67′ | (0 – 1) Rapport | 29′ Daniel Westlin | Örebro Publik: 7 809 Domare: Michael Lerjéus (Skövde) | Örebro Publik: 7 809 Domare: Michael Lerjéus (Skövde) |
| 19:45 UTC+2 | 19:45 UTC+2       |                    |                 |                    | Örebro Publik: 7 809 Domare: Michael Lerjéus (Skövde) | Örebro Publik: 7 809 Domare: Michael Lerjéus (Skövde) |
| 19:45 UTC+2 | 19:45 UTC+2       |                    |                 |                    | Örebro Publik: 7 809 Domare: Michael Lerjéus (Skövde) | Örebro Publik: 7 809 Domare: Michael Lerjéus (Skövde) |

### Omgång 23
| 177         | 22 september 2008 | Halmstads BK     | 1 – 2           | Örebro SK                         | Örjans vall                                                 |                                                             |
| 19:00 UTC+2 | 19:00 UTC+2       | Emir Kujović 87′ | (0 – 2) Rapport | 23′ Magnus Wikström 28′ Kim Olsen | Halmstad Publik: 3 658 Domare: Åke Andreasson (Stenungsund) | Halmstad Publik: 3 658 Domare: Åke Andreasson (Stenungsund) |
| 19:00 UTC+2 | 19:00 UTC+2       |                  |                 |                                   | Halmstad Publik: 3 658 Domare: Åke Andreasson (Stenungsund) | Halmstad Publik: 3 658 Domare: Åke Andreasson (Stenungsund) |
| 19:00 UTC+2 | 19:00 UTC+2       |                  |                 |                                   | Halmstad Publik: 3 658 Domare: Åke Andreasson (Stenungsund) | Halmstad Publik: 3 658 Domare: Åke Andreasson (Stenungsund) |

| 178         | 22 september 2008 | Trelleborgs FF                     | 2 – 0           | GIF Sundsvall | Vångavallen                                                      |                                                                  |
| 19:00 UTC+2 | 19:00 UTC+2       | Fredrik Jensen 13′ Erik Sundin 52′ | (1 – 0) Rapport |               | Trelleborg Publik: 1 427 Domare: Sven-Martin Åkesson (Stockholm) | Trelleborg Publik: 1 427 Domare: Sven-Martin Åkesson (Stockholm) |
| 19:00 UTC+2 | 19:00 UTC+2       |                                    |                 |               | Trelleborg Publik: 1 427 Domare: Sven-Martin Åkesson (Stockholm) | Trelleborg Publik: 1 427 Domare: Sven-Martin Åkesson (Stockholm) |
| 19:00 UTC+2 | 19:00 UTC+2       |                                    |                 |               | Trelleborg Publik: 1 427 Domare: Sven-Martin Åkesson (Stockholm) | Trelleborg Publik: 1 427 Domare: Sven-Martin Åkesson (Stockholm) |

| 179         | 23 september 2008 | IFK Norrköping    | 1 – 0           | Malmö FF | Idrottsparken                                             |                                                           |
| 19:00 UTC+2 | 19:00 UTC+2       | Kevin Amuneke 12′ | (1 – 0) Rapport |          | Norrköping Publik: 4 783 Domare: Jonas Eriksson (Sigtuna) | Norrköping Publik: 4 783 Domare: Jonas Eriksson (Sigtuna) |
| 19:00 UTC+2 | 19:00 UTC+2       |                   |                 |          | Norrköping Publik: 4 783 Domare: Jonas Eriksson (Sigtuna) | Norrköping Publik: 4 783 Domare: Jonas Eriksson (Sigtuna) |
| 19:00 UTC+2 | 19:00 UTC+2       |                   |                 |          | Norrköping Publik: 4 783 Domare: Jonas Eriksson (Sigtuna) | Norrköping Publik: 4 783 Domare: Jonas Eriksson (Sigtuna) |

| 180         | 23 september 2008 | IF Elfsborg                 | 1 – 0           | Hammarby IF | Borås Arena                                                |                                                            |
| 19:45 UTC+2 | 19:45 UTC+2       | Christian Traoré 49′ (sjm.) | (0 – 0) Rapport |             | Borås Publik: 9 570 Domare: Daniel Stålhammar (Landskrona) | Borås Publik: 9 570 Domare: Daniel Stålhammar (Landskrona) |
| 19:45 UTC+2 | 19:45 UTC+2       |                             |                 |             | Borås Publik: 9 570 Domare: Daniel Stålhammar (Landskrona) | Borås Publik: 9 570 Domare: Daniel Stålhammar (Landskrona) |
| 19:45 UTC+2 | 19:45 UTC+2       |                             |                 |             | Borås Publik: 9 570 Domare: Daniel Stålhammar (Landskrona) | Borås Publik: 9 570 Domare: Daniel Stålhammar (Landskrona) |

| 181         | 24 september 2008 | IFK Göteborg | 0 – 0           | Ljungskile SK | Nya Ullevi                                                |                                                           |
| 19:00 UTC+2 | 19:00 UTC+2       |              | (0 – 0) Rapport |               | Göteborg Publik: 5 315 Domare: Tobias Mattsson (Karlstad) | Göteborg Publik: 5 315 Domare: Tobias Mattsson (Karlstad) |
| 19:00 UTC+2 | 19:00 UTC+2       |              |                 |               | Göteborg Publik: 5 315 Domare: Tobias Mattsson (Karlstad) | Göteborg Publik: 5 315 Domare: Tobias Mattsson (Karlstad) |
| 19:00 UTC+2 | 19:00 UTC+2       |              |                 |               | Göteborg Publik: 5 315 Domare: Tobias Mattsson (Karlstad) | Göteborg Publik: 5 315 Domare: Tobias Mattsson (Karlstad) |

| 182         | 24 september 2008 | Gefle IF | 0 – 0           | Gais | Strömvallen                                                |                                                            |
| 19:00 UTC+2 | 19:00 UTC+2       |          | (0 – 0) Rapport |      | Gävle Publik: 3 415 Domare: Martin Ingvarsson (Hässleholm) | Gävle Publik: 3 415 Domare: Martin Ingvarsson (Hässleholm) |
| 19:00 UTC+2 | 19:00 UTC+2       |          |                 |      | Gävle Publik: 3 415 Domare: Martin Ingvarsson (Hässleholm) | Gävle Publik: 3 415 Domare: Martin Ingvarsson (Hässleholm) |
| 19:00 UTC+2 | 19:00 UTC+2       |          |                 |      | Gävle Publik: 3 415 Domare: Martin Ingvarsson (Hässleholm) | Gävle Publik: 3 415 Domare: Martin Ingvarsson (Hässleholm) |

| 183         | 24 september 2008 | Helsingborgs IF    | 1 – 0           | Kalmar FF | Olympia                                                         |                                                                 |
| 19:00 UTC+2 | 19:00 UTC+2       | Henrik Larsson 63′ | (0 – 0) Rapport |           | Helsingborg Publik: 13 014 Domare: Markus Strömbergsson (Gävle) | Helsingborg Publik: 13 014 Domare: Markus Strömbergsson (Gävle) |
| 19:00 UTC+2 | 19:00 UTC+2       |                    |                 |           | Helsingborg Publik: 13 014 Domare: Markus Strömbergsson (Gävle) | Helsingborg Publik: 13 014 Domare: Markus Strömbergsson (Gävle) |
| 19:00 UTC+2 | 19:00 UTC+2       |                    |                 |           | Helsingborg Publik: 13 014 Domare: Markus Strömbergsson (Gävle) | Helsingborg Publik: 13 014 Domare: Markus Strömbergsson (Gävle) |

| 184         | 24 september 2008 | Djurgårdens IF  | 1 – 1           | AIK                | Råsunda                                                    |                                                            |
| 20:00 UTC+2 | 20:00 UTC+2       | Johan Oremo 11′ | (1 – 0) Rapport | 90+1′ Saihou Jagne | Stockholm Publik: 22 312 Domare: Stefan Johannesson (Täby) | Stockholm Publik: 22 312 Domare: Stefan Johannesson (Täby) |
| 20:00 UTC+2 | 20:00 UTC+2       |                 |                 |                    | Stockholm Publik: 22 312 Domare: Stefan Johannesson (Täby) | Stockholm Publik: 22 312 Domare: Stefan Johannesson (Täby) |
| 20:00 UTC+2 | 20:00 UTC+2       |                 |                 |                    | Stockholm Publik: 22 312 Domare: Stefan Johannesson (Täby) | Stockholm Publik: 22 312 Domare: Stefan Johannesson (Täby) |

### Omgång 24
| 185         | 27 september 2008 | Hammarby IF | 0 – 0           | Trelleborgs FF | Söderstadion                                             |                                                          |
| 16:00 UTC+2 | 16:00 UTC+2       |             | (0 – 0) Rapport |                | Stockholm Publik: 7 261 Domare: Michael Lerjéus (Skövde) | Stockholm Publik: 7 261 Domare: Michael Lerjéus (Skövde) |
| 16:00 UTC+2 | 16:00 UTC+2       |             |                 |                | Stockholm Publik: 7 261 Domare: Michael Lerjéus (Skövde) | Stockholm Publik: 7 261 Domare: Michael Lerjéus (Skövde) |
| 16:00 UTC+2 | 16:00 UTC+2       |             |                 |                | Stockholm Publik: 7 261 Domare: Michael Lerjéus (Skövde) | Stockholm Publik: 7 261 Domare: Michael Lerjéus (Skövde) |

| 186         | 28 september 2008 | Ljungskile SK | 0 – 1           | Djurgårdens IF       | Starke Arvid Arena                                              |                                                                 |
| 17:00 UTC+2 | 17:00 UTC+2       |               | (0 – 0) Rapport | 71′ Jones Kusi-Asare | Ljungskile Publik: 2 725 Domare: Daniel Stålhammar (Landskrona) | Ljungskile Publik: 2 725 Domare: Daniel Stålhammar (Landskrona) |
| 17:00 UTC+2 | 17:00 UTC+2       |               |                 |                      | Ljungskile Publik: 2 725 Domare: Daniel Stålhammar (Landskrona) | Ljungskile Publik: 2 725 Domare: Daniel Stålhammar (Landskrona) |
| 17:00 UTC+2 | 17:00 UTC+2       |               |                 |                      | Ljungskile Publik: 2 725 Domare: Daniel Stålhammar (Landskrona) | Ljungskile Publik: 2 725 Domare: Daniel Stålhammar (Landskrona) |

| 187         | 28 september 2008 | AIK            | 1 – 1           | Gefle IF          | Råsunda                                                         |                                                                 |
| 17:00 UTC+2 | 17:00 UTC+2       | Iván Óbolo 17′ | (1 – 0) Rapport | 58′ Hans Berggren | Stockholm Publik: 9 383 Domare: Sven-Martin Åkesson (Stockholm) | Stockholm Publik: 9 383 Domare: Sven-Martin Åkesson (Stockholm) |
| 17:00 UTC+2 | 17:00 UTC+2       |                |                 |                   | Stockholm Publik: 9 383 Domare: Sven-Martin Åkesson (Stockholm) | Stockholm Publik: 9 383 Domare: Sven-Martin Åkesson (Stockholm) |
| 17:00 UTC+2 | 17:00 UTC+2       |                |                 |                   | Stockholm Publik: 9 383 Domare: Sven-Martin Åkesson (Stockholm) | Stockholm Publik: 9 383 Domare: Sven-Martin Åkesson (Stockholm) |

| 188         | 28 september 2008 | Gais | 0 – 4           | Halmstads BK                                                 | Nya Ullevi                                                |                                                           |
| 17:00 UTC+2 | 17:00 UTC+2       |      | (0 – 3) Rapport | 16′ Tomas Žvirgždauskas 24′ Michael Görlitz 29′, 81′ Anselmo | Göteborg Publik: 2 834 Domare: Tobias Mattsson (Karlstad) | Göteborg Publik: 2 834 Domare: Tobias Mattsson (Karlstad) |
| 17:00 UTC+2 | 17:00 UTC+2       |      |                 |                                                              | Göteborg Publik: 2 834 Domare: Tobias Mattsson (Karlstad) | Göteborg Publik: 2 834 Domare: Tobias Mattsson (Karlstad) |
| 17:00 UTC+2 | 17:00 UTC+2       |      |                 |                                                              | Göteborg Publik: 2 834 Domare: Tobias Mattsson (Karlstad) | Göteborg Publik: 2 834 Domare: Tobias Mattsson (Karlstad) |

| 189         | 28 september 2008 | Kalmar FF           | 2 – 1           | IF Elfsborg          | Fredriksskans IP                                            |                                                             |
| 18:00 UTC+2 | 18:00 UTC+2       | Viktor Elm 44′, 82′ | (1 – 0) Rapport | 90+3′ Joakim Sjöhage | Kalmar Publik: 8 608 Domare: Martin Ingvarsson (Hässleholm) | Kalmar Publik: 8 608 Domare: Martin Ingvarsson (Hässleholm) |
| 18:00 UTC+2 | 18:00 UTC+2       |                     |                 |                      | Kalmar Publik: 8 608 Domare: Martin Ingvarsson (Hässleholm) | Kalmar Publik: 8 608 Domare: Martin Ingvarsson (Hässleholm) |
| 18:00 UTC+2 | 18:00 UTC+2       |                     |                 |                      | Kalmar Publik: 8 608 Domare: Martin Ingvarsson (Hässleholm) | Kalmar Publik: 8 608 Domare: Martin Ingvarsson (Hässleholm) |

| 190         | 29 september 2008 | GIF Sundsvall | 0 – 5           | IFK Göteborg                                                                                       | Norrporten Arena                                             |                                                              |
| 19:00 UTC+2 | 19:00 UTC+2       |               | (0 – 2) Rapport | 15′ Pontus Wernbloom 45′ Tobias Hysén 78′ Ragnar Sigurdsson 87′ Thomas Olsson 90′ Stefan Selakovic | Sundsvall Publik: 4 195 Domare: Åke Andreasson (Stenungsund) | Sundsvall Publik: 4 195 Domare: Åke Andreasson (Stenungsund) |
| 19:00 UTC+2 | 19:00 UTC+2       |               |                 | | Sundsvall Publik: 4 195 Domare: Åke Andreasson (Stenungsund) | Sundsvall Publik: 4 195 Domare: Åke Andreasson (Stenungsund) |
| 19:00 UTC+2 | 19:00 UTC+2       |               |                 | | Sundsvall Publik: 4 195 Domare: Åke Andreasson (Stenungsund) | Sundsvall Publik: 4 195 Domare: Åke Andreasson (Stenungsund) |

| 191         | 29 september 2008 | Örebro SK                       | 2 – 2           | IFK Norrköping                     | Eyravallen                                             |                                                        |
| 19:00 UTC+2 | 19:00 UTC+2       | Nordin Gerzic 24′ Kim Olsen 53′ | (1 – 1) Rapport | 36′ Daniel Bamberg 46′ Felix Magro | Örebro Publik: 10 606 Domare: Jonas Eriksson (Sigtuna) | Örebro Publik: 10 606 Domare: Jonas Eriksson (Sigtuna) |
| 19:00 UTC+2 | 19:00 UTC+2       |                                 |                 |                                    | Örebro Publik: 10 606 Domare: Jonas Eriksson (Sigtuna) | Örebro Publik: 10 606 Domare: Jonas Eriksson (Sigtuna) |
| 19:00 UTC+2 | 19:00 UTC+2       |                                 |                 |                                    | Örebro Publik: 10 606 Domare: Jonas Eriksson (Sigtuna) | Örebro Publik: 10 606 Domare: Jonas Eriksson (Sigtuna) |

| 192         | 30 september 2008 | Malmö FF         | 1 – 2           | Helsingborgs IF                       | Malmö Stadion                                              |                                                            |
| 19:45 UTC+2 | 19:45 UTC+2       | Edward Ofere 30′ | (1 – 1) Rapport | 39′ Henrik Larsson 63′ Rasmus Jönsson | Malmö Publik: 15 666 Domare: Peter Fröjdfeldt (Eskilstuna) | Malmö Publik: 15 666 Domare: Peter Fröjdfeldt (Eskilstuna) |
| 19:45 UTC+2 | 19:45 UTC+2       |                  |                 |                                       | Malmö Publik: 15 666 Domare: Peter Fröjdfeldt (Eskilstuna) | Malmö Publik: 15 666 Domare: Peter Fröjdfeldt (Eskilstuna) |
| 19:45 UTC+2 | 19:45 UTC+2       |                  |                 |                                       | Malmö Publik: 15 666 Domare: Peter Fröjdfeldt (Eskilstuna) | Malmö Publik: 15 666 Domare: Peter Fröjdfeldt (Eskilstuna) |

### Omgång 25
| 193         | 4 oktober 2008 | Gefle IF          | 1 – 1           | Ljungskile SK        | Strömvallen                                                |                                                            |
| 16:00 UTC+2 | 16:00 UTC+2    | Hans Berggren 42′ | (1 – 0) Rapport | 62′ Pascal Kondaponi | Gävle Publik: 3 471 Domare: Peter Fröjdfeldt (Esklilstuna) | Gävle Publik: 3 471 Domare: Peter Fröjdfeldt (Esklilstuna) |
| 16:00 UTC+2 | 16:00 UTC+2    |                   |                 |                      | Gävle Publik: 3 471 Domare: Peter Fröjdfeldt (Esklilstuna) | Gävle Publik: 3 471 Domare: Peter Fröjdfeldt (Esklilstuna) |
| 16:00 UTC+2 | 16:00 UTC+2    |                   |                 |                      | Gävle Publik: 3 471 Domare: Peter Fröjdfeldt (Esklilstuna) | Gävle Publik: 3 471 Domare: Peter Fröjdfeldt (Esklilstuna) |

| 194         | 4 oktober 2008 | Helsingborgs IF                       | 2 – 2           | IF Elfsborg                          | Olympia                                                      |                                                              |
| 16:00 UTC+2 | 16:00 UTC+2    | René Makondele 28′ Henrik Larsson 42′ | (2 – 0) Rapport | 53′ Teddy Lučić 71′ Fredrik Berglund | Helsingborg Publik: 10 664 Domare: Stefan Johannesson (Täby) | Helsingborg Publik: 10 664 Domare: Stefan Johannesson (Täby) |
| 16:00 UTC+2 | 16:00 UTC+2    |                                       |                 |                                      | Helsingborg Publik: 10 664 Domare: Stefan Johannesson (Täby) | Helsingborg Publik: 10 664 Domare: Stefan Johannesson (Täby) |
| 16:00 UTC+2 | 16:00 UTC+2    |                                       |                 |                                      | Helsingborg Publik: 10 664 Domare: Stefan Johannesson (Täby) | Helsingborg Publik: 10 664 Domare: Stefan Johannesson (Täby) |

| 195         | 5 oktober 2008 | Halmstads BK                       | 2 – 1           | AIK                     | Örjans vall                                             |                                                         |
| 15:00 UTC+2 | 15:00 UTC+2    | Mikael Rosén 65′ Tommy Jönsson 78′ | (0 – 0) Rapport | 69′ Nils-Eric Johansson | Halmstad Publik: 2 874 Domare: Michael Lerjéus (Skövde) | Halmstad Publik: 2 874 Domare: Michael Lerjéus (Skövde) |
| 15:00 UTC+2 | 15:00 UTC+2    |                                    |                 |                         | Halmstad Publik: 2 874 Domare: Michael Lerjéus (Skövde) | Halmstad Publik: 2 874 Domare: Michael Lerjéus (Skövde) |
| 15:00 UTC+2 | 15:00 UTC+2    |                                    |                 |                         | Halmstad Publik: 2 874 Domare: Michael Lerjéus (Skövde) | Halmstad Publik: 2 874 Domare: Michael Lerjéus (Skövde) |

| 196         | 5 oktober 2008 | Djurgårdens IF                                                       | 3 – 1           | GIF Sundsvall        | Stockholms stadion                                             |                                                                |
| 15:00 UTC+2 | 15:00 UTC+2    | Andrej Komac 20′ Sebastian Rajalakso 43′ Thiago Quirino da Silva 90′ | (2 – 0) Rapport | 85′ Johan Patriksson | Stockholm Publik: 5 012 Domare: Daniel Stålhammar (Landskrona) | Stockholm Publik: 5 012 Domare: Daniel Stålhammar (Landskrona) |
| 15:00 UTC+2 | 15:00 UTC+2    |                                                                      |                 |                      | Stockholm Publik: 5 012 Domare: Daniel Stålhammar (Landskrona) | Stockholm Publik: 5 012 Domare: Daniel Stålhammar (Landskrona) |
| 15:00 UTC+2 | 15:00 UTC+2    |                                                                      |                 |                      | Stockholm Publik: 5 012 Domare: Daniel Stålhammar (Landskrona) | Stockholm Publik: 5 012 Domare: Daniel Stålhammar (Landskrona) |

| 197         | 5 oktober 2008 | Trelleborgs FF                       | 2 – 1           | Kalmar FF        | Vångavallen                                                   |                                                               |
| 15:00 UTC+2 | 15:00 UTC+2    | Erik Sundin 63′ Magnus Andersson 74′ | (0 – 0) Rapport | 47′ Abiola Dauda | Trelleborg Publik: 2 045 Domare: Åke Andreasson (Stenungsund) | Trelleborg Publik: 2 045 Domare: Åke Andreasson (Stenungsund) |
| 15:00 UTC+2 | 15:00 UTC+2    |                                      |                 |                  | Trelleborg Publik: 2 045 Domare: Åke Andreasson (Stenungsund) | Trelleborg Publik: 2 045 Domare: Åke Andreasson (Stenungsund) |
| 15:00 UTC+2 | 15:00 UTC+2    |                                      |                 |                  | Trelleborg Publik: 2 045 Domare: Åke Andreasson (Stenungsund) | Trelleborg Publik: 2 045 Domare: Åke Andreasson (Stenungsund) |

| 198         | 6 oktober 2008 | IFK Norrköping | 0 – 1           | Gais                | Idrottsparken                                             |                                                           |
| 19:00 UTC+2 | 19:00 UTC+2    |                | (0 – 1) Rapport | 4′ Fredrik Lundgren | Norrköping Publik: 6 278 Domare: Martin Hansson (Holmsjö) | Norrköping Publik: 6 278 Domare: Martin Hansson (Holmsjö) |
| 19:00 UTC+2 | 19:00 UTC+2    |                |                 |                     | Norrköping Publik: 6 278 Domare: Martin Hansson (Holmsjö) | Norrköping Publik: 6 278 Domare: Martin Hansson (Holmsjö) |
| 19:00 UTC+2 | 19:00 UTC+2    |                |                 |                     | Norrköping Publik: 6 278 Domare: Martin Hansson (Holmsjö) | Norrköping Publik: 6 278 Domare: Martin Hansson (Holmsjö) |

| 199         | 6 oktober 2008 | Malmö FF                                          | 3 – 1           | Örebro SK                   | Malmö Stadion                                               |                                                             |
| 19:00 UTC+2 | 19:00 UTC+2    | Daniel Andersson 10′ (str.), 22′ Edward Ofere 90′ | (2 – 0) Rapport | 47′ (str.) Fredrik Nordback | Malmö Publik: 6 651 Domare: Sven-Martin Åkesson (Stockholm) | Malmö Publik: 6 651 Domare: Sven-Martin Åkesson (Stockholm) |
| 19:00 UTC+2 | 19:00 UTC+2    |                                                   |                 |                             | Malmö Publik: 6 651 Domare: Sven-Martin Åkesson (Stockholm) | Malmö Publik: 6 651 Domare: Sven-Martin Åkesson (Stockholm) |
| 19:00 UTC+2 | 19:00 UTC+2    |                                                   |                 |                             | Malmö Publik: 6 651 Domare: Sven-Martin Åkesson (Stockholm) | Malmö Publik: 6 651 Domare: Sven-Martin Åkesson (Stockholm) |

| 200         | 6 oktober 2008 | IFK Göteborg                         | 2 – 0           | Hammarby IF | Nya Ullevi                                                    |                                                               |
| 20:00 UTC+2 | 20:00 UTC+2    | Thomas Olsson 9′ Jakob Johansson 76′ | (1 – 0) Rapport |             | Göteborg Publik: 6 174 Domare: Martin Ingvarsson (Hässleholm) | Göteborg Publik: 6 174 Domare: Martin Ingvarsson (Hässleholm) |
| 20:00 UTC+2 | 20:00 UTC+2    |                                      |                 |             | Göteborg Publik: 6 174 Domare: Martin Ingvarsson (Hässleholm) | Göteborg Publik: 6 174 Domare: Martin Ingvarsson (Hässleholm) |
| 20:00 UTC+2 | 20:00 UTC+2    |                                      |                 |             | Göteborg Publik: 6 174 Domare: Martin Ingvarsson (Hässleholm) | Göteborg Publik: 6 174 Domare: Martin Ingvarsson (Hässleholm) |

### Omgång 26
| 201         | 18 oktober 2008 | AIK                              | 2 – 0           | IFK Norrköping | Råsunda                                                  |                                                          |
| 14:00 UTC+2 | 14:00 UTC+2     | Iván Óbolo 10′ Daniel Mendes 82′ | (1 – 0) Rapport |                | Stockholm Publik: 8 662 Domare: Jonas Eriksson (Sigtuna) | Stockholm Publik: 8 662 Domare: Jonas Eriksson (Sigtuna) |
| 14:00 UTC+2 | 14:00 UTC+2     |                                  |                 |                | Stockholm Publik: 8 662 Domare: Jonas Eriksson (Sigtuna) | Stockholm Publik: 8 662 Domare: Jonas Eriksson (Sigtuna) |
| 14:00 UTC+2 | 14:00 UTC+2     |                                  |                 |                | Stockholm Publik: 8 662 Domare: Jonas Eriksson (Sigtuna) | Stockholm Publik: 8 662 Domare: Jonas Eriksson (Sigtuna) |

| 202         | 18 oktober 2008 | Kalmar FF | 0 – 1           | IFK Göteborg          | Fredriksskans IP                                       |                                                        |
| 16:00 UTC+2 | 16:00 UTC+2     |           | (0 – 1) Rapport | 17′ Ragnar Sigurdsson | Kalmar Publik: 6 436 Domare: Stefan Johannesson (Täby) | Kalmar Publik: 6 436 Domare: Stefan Johannesson (Täby) |
| 16:00 UTC+2 | 16:00 UTC+2     |           |                 |                       | Kalmar Publik: 6 436 Domare: Stefan Johannesson (Täby) | Kalmar Publik: 6 436 Domare: Stefan Johannesson (Täby) |
| 16:00 UTC+2 | 16:00 UTC+2     |           |                 |                       | Kalmar Publik: 6 436 Domare: Stefan Johannesson (Täby) | Kalmar Publik: 6 436 Domare: Stefan Johannesson (Täby) |

| 203         | 19 oktober 2008 | Ljungskile SK | 0 – 3           | Halmstads BK                      | Starke Arvid Arena                                          |                                                             |
| 15:00 UTC+2 | 15:00 UTC+2     |               | (0 – 1) Rapport | 30′, 65′ Anselmo 77′ Emir Kujović | Ljungskile Publik: 2 352 Domare: Tobias Mattsson (Karlstad) | Ljungskile Publik: 2 352 Domare: Tobias Mattsson (Karlstad) |
| 15:00 UTC+2 | 15:00 UTC+2     |               |                 |                                   | Ljungskile Publik: 2 352 Domare: Tobias Mattsson (Karlstad) | Ljungskile Publik: 2 352 Domare: Tobias Mattsson (Karlstad) |
| 15:00 UTC+2 | 15:00 UTC+2     |               |                 |                                   | Ljungskile Publik: 2 352 Domare: Tobias Mattsson (Karlstad) | Ljungskile Publik: 2 352 Domare: Tobias Mattsson (Karlstad) |

| 204         | 19 oktober 2008 | Gais                        | 2 – 2           | Malmö FF                         | Nya Ullevi                                                     |                                                                |
| 15:00 UTC+2 | 15:00 UTC+2     | Wanderson do Carmo 53′, 89′ | (0 – 2) Rapport | 2′ Ola Toivonen 30′ Edward Ofere | Göteborg Publik: 2 770 Domare: Sven-Martin Åkesson (Stockholm) | Göteborg Publik: 2 770 Domare: Sven-Martin Åkesson (Stockholm) |
| 15:00 UTC+2 | 15:00 UTC+2     |                             |                 |                                  | Göteborg Publik: 2 770 Domare: Sven-Martin Åkesson (Stockholm) | Göteborg Publik: 2 770 Domare: Sven-Martin Åkesson (Stockholm) |
| 15:00 UTC+2 | 15:00 UTC+2     |                             |                 |                                  | Göteborg Publik: 2 770 Domare: Sven-Martin Åkesson (Stockholm) | Göteborg Publik: 2 770 Domare: Sven-Martin Åkesson (Stockholm) |

| 205         | 20 oktober 2008 | Örebro SK                                                | 3 – 1           | Helsingborgs IF  | Eyravallen                                                |                                                           |
| 19:00 UTC+2 | 19:00 UTC+2     | Sebastian Henriksson 27′ Kim Olsen 53′ Roni Porokara 76′ | (1 – 1) Rapport | 7′ Roman Kienast | Örebro Publik: 8 386 Domare: Åke Andreasson (Stenungsund) | Örebro Publik: 8 386 Domare: Åke Andreasson (Stenungsund) |
| 19:00 UTC+2 | 19:00 UTC+2     |                                                          |                 |                  | Örebro Publik: 8 386 Domare: Åke Andreasson (Stenungsund) | Örebro Publik: 8 386 Domare: Åke Andreasson (Stenungsund) |
| 19:00 UTC+2 | 19:00 UTC+2     |                                                          |                 |                  | Örebro Publik: 8 386 Domare: Åke Andreasson (Stenungsund) | Örebro Publik: 8 386 Domare: Åke Andreasson (Stenungsund) |

| 206         | 20 oktober 2008 | GIF Sundsvall                                | 2 – 3           | Gefle IF                                                  | Norrporten Arena                                         |                                                          |
| 19:00 UTC+2 | 19:00 UTC+2     | Hannes Sigurdsson 47′ Robert Mambo Mumba 56′ | (0 – 2) Rapport | 6′ Daniel Bernhardsson 43′ Amadou Jawo 72′ Yannick Bapupa | Sundsvall Publik: 4 910 Domare: Martin Hansson (Holmsjö) | Sundsvall Publik: 4 910 Domare: Martin Hansson (Holmsjö) |
| 19:00 UTC+2 | 19:00 UTC+2     |                                              |                 |                                                           | Sundsvall Publik: 4 910 Domare: Martin Hansson (Holmsjö) | Sundsvall Publik: 4 910 Domare: Martin Hansson (Holmsjö) |
| 19:00 UTC+2 | 19:00 UTC+2     |                                              |                 |                                                           | Sundsvall Publik: 4 910 Domare: Martin Hansson (Holmsjö) | Sundsvall Publik: 4 910 Domare: Martin Hansson (Holmsjö) |

| 207         | 20 oktober 2008 | Hammarby IF                                          | 3 – 0           | Djurgårdens IF | Råsunda                                                    |                                                            |
| 20:00 UTC+2 | 20:00 UTC+2     | Erkan Zengin 65′ Charlie Davies 67′ Louay Chanko 77′ | (0 – 0) Rapport |                | Stockholm Publik: 12 483 Domare: Stefan Johannesson (Täby) | Stockholm Publik: 12 483 Domare: Stefan Johannesson (Täby) |
| 20:00 UTC+2 | 20:00 UTC+2     |                                                      |                 |                | Stockholm Publik: 12 483 Domare: Stefan Johannesson (Täby) | Stockholm Publik: 12 483 Domare: Stefan Johannesson (Täby) |
| 20:00 UTC+2 | 20:00 UTC+2     |                                                      |                 |                | Stockholm Publik: 12 483 Domare: Stefan Johannesson (Täby) | Stockholm Publik: 12 483 Domare: Stefan Johannesson (Täby) |

| 208         | 21 oktober 2008 | IF Elfsborg                                                  | 4 – 1           | Trelleborgs FF     | Borås Arena                                                 |                                                             |
| 19:45 UTC+2 | 19:45 UTC+2     | Daniel Mobaeck 21′ Johan Karlsson 54′, 71′ Lasse Nilsson 79′ | (1 – 1) Rapport | 35′ Fredrik Jensen | Borås Publik: 8 164 Domare: Sven-Martin Åkesson (Stockholm) | Borås Publik: 8 164 Domare: Sven-Martin Åkesson (Stockholm) |
| 19:45 UTC+2 | 19:45 UTC+2     |                                                              |                 |                    | Borås Publik: 8 164 Domare: Sven-Martin Åkesson (Stockholm) | Borås Publik: 8 164 Domare: Sven-Martin Åkesson (Stockholm) |
| 19:45 UTC+2 | 19:45 UTC+2     |                                                              |                 |                    | Borås Publik: 8 164 Domare: Sven-Martin Åkesson (Stockholm) | Borås Publik: 8 164 Domare: Sven-Martin Åkesson (Stockholm) |

### Omgång 27
| 209         | 22 oktober 2008 | IFK Norrköping         | 1 – 1           | Ljungskile SK       | Idrottsparken                                             |                                                           |
| 19:00 UTC+2 | 19:00 UTC+2     | Russell Mwafulirwa 28′ | (1 – 0) Rapport | 75′ Jörgen Wålemark | Norrköping Publik: 4 301 Domare: Martin Hansson (Holmsjö) | Norrköping Publik: 4 301 Domare: Martin Hansson (Holmsjö) |
| 19:00 UTC+2 | 19:00 UTC+2     |                        |                 |                     | Norrköping Publik: 4 301 Domare: Martin Hansson (Holmsjö) | Norrköping Publik: 4 301 Domare: Martin Hansson (Holmsjö) |
| 19:00 UTC+2 | 19:00 UTC+2     |                        |                 |                     | Norrköping Publik: 4 301 Domare: Martin Hansson (Holmsjö) | Norrköping Publik: 4 301 Domare: Martin Hansson (Holmsjö) |

| 210         | 22 oktober 2008 | Malmö FF           | 1 – 0           | AIK | Malmö Stadion                                          |                                                        |
| 19:00 UTC+2 | 19:00 UTC+2     | Jeffrey Aubynn 56′ | (0 – 0) Rapport |     | Malmö Publik: 7 072 Domare: Tobias Mattsson (Karlstad) | Malmö Publik: 7 072 Domare: Tobias Mattsson (Karlstad) |
| 19:00 UTC+2 | 19:00 UTC+2     |                    |                 |     | Malmö Publik: 7 072 Domare: Tobias Mattsson (Karlstad) | Malmö Publik: 7 072 Domare: Tobias Mattsson (Karlstad) |
| 19:00 UTC+2 | 19:00 UTC+2     |                    |                 |     | Malmö Publik: 7 072 Domare: Tobias Mattsson (Karlstad) | Malmö Publik: 7 072 Domare: Tobias Mattsson (Karlstad) |

| 211         | 24 oktober 2008 | Halmstads BK | 0 – 0           | GIF Sundsvall | Örjans vall                                                   |                                                               |
| 19:00 UTC+2 | 19:00 UTC+2     |              | (0 – 0) Rapport |               | Halmstad Publik: 2 148 Domare: Martin Ingvarsson (Hässleholm) | Halmstad Publik: 2 148 Domare: Martin Ingvarsson (Hässleholm) |
| 19:00 UTC+2 | 19:00 UTC+2     |              |                 |               | Halmstad Publik: 2 148 Domare: Martin Ingvarsson (Hässleholm) | Halmstad Publik: 2 148 Domare: Martin Ingvarsson (Hässleholm) |
| 19:00 UTC+2 | 19:00 UTC+2     |              |                 |               | Halmstad Publik: 2 148 Domare: Martin Ingvarsson (Hässleholm) | Halmstad Publik: 2 148 Domare: Martin Ingvarsson (Hässleholm) |

| 212         | 24 oktober 2008 | Örebro SK           | 1 – 0           | Gais | Eyravallen                                      |                                                 |
| 19:00 UTC+2 | 19:00 UTC+2     | Magnus Wikström 51′ | (0 – 0) Rapport |      | Örebro Publik: 7 110 Domare: Johan Hamlin (Bro) | Örebro Publik: 7 110 Domare: Johan Hamlin (Bro) |
| 19:00 UTC+2 | 19:00 UTC+2     |                     |                 |      | Örebro Publik: 7 110 Domare: Johan Hamlin (Bro) | Örebro Publik: 7 110 Domare: Johan Hamlin (Bro) |
| 19:00 UTC+2 | 19:00 UTC+2     |                     |                 |      | Örebro Publik: 7 110 Domare: Johan Hamlin (Bro) | Örebro Publik: 7 110 Domare: Johan Hamlin (Bro) |

| 213         | 25 oktober 2008 | Helsingborgs IF           | 1 – 1           | Trelleborgs FF     | Olympia                                                    |                                                            |
| 16:00 UTC+2 | 16:00 UTC+2     | Christoffer Andersson 39′ | (1 – 1) Rapport | 37′ Andreas Drugge | Helsingborg Publik: 9 094 Domare: Michael Lerjéus (Skövde) | Helsingborg Publik: 9 094 Domare: Michael Lerjéus (Skövde) |
| 16:00 UTC+2 | 16:00 UTC+2     |                           |                 |                    | Helsingborg Publik: 9 094 Domare: Michael Lerjéus (Skövde) | Helsingborg Publik: 9 094 Domare: Michael Lerjéus (Skövde) |
| 16:00 UTC+2 | 16:00 UTC+2     |                           |                 |                    | Helsingborg Publik: 9 094 Domare: Michael Lerjéus (Skövde) | Helsingborg Publik: 9 094 Domare: Michael Lerjéus (Skövde) |

| 214         | 25 oktober 2008 | Djurgårdens IF | 0 – 1           | Kalmar FF            | Stockholms stadion                                            |                                                               |
| 16:00 UTC+2 | 16:00 UTC+2     |                | (0 – 1) Rapport | 45′ Patrik Ingelsten | Stockholm Publik: 7 823 Domare: Peter Fröjdfeldt (Eskilstuna) | Stockholm Publik: 7 823 Domare: Peter Fröjdfeldt (Eskilstuna) |
| 16:00 UTC+2 | 16:00 UTC+2     |                |                 |                      | Stockholm Publik: 7 823 Domare: Peter Fröjdfeldt (Eskilstuna) | Stockholm Publik: 7 823 Domare: Peter Fröjdfeldt (Eskilstuna) |
| 16:00 UTC+2 | 16:00 UTC+2     |                |                 |                      | Stockholm Publik: 7 823 Domare: Peter Fröjdfeldt (Eskilstuna) | Stockholm Publik: 7 823 Domare: Peter Fröjdfeldt (Eskilstuna) |

| 215         | 26 oktober 2008 | Gefle IF                                                      | 3 – 0           | Hammarby IF | Strömvallen                                          |                                                      |
| 15:00 UTC+1 | 15:00 UTC+1     | Daniel Bernhardsson 40′ Johannes Ericsson 72′ Amadou Jawo 81′ | (1 – 0) Rapport |             | Gävle Publik: 5 060 Domare: Jonas Eriksson (Sigtuna) | Gävle Publik: 5 060 Domare: Jonas Eriksson (Sigtuna) |
| 15:00 UTC+1 | 15:00 UTC+1     |                                                               |                 |             | Gävle Publik: 5 060 Domare: Jonas Eriksson (Sigtuna) | Gävle Publik: 5 060 Domare: Jonas Eriksson (Sigtuna) |
| 15:00 UTC+1 | 15:00 UTC+1     |                                                               |                 |             | Gävle Publik: 5 060 Domare: Jonas Eriksson (Sigtuna) | Gävle Publik: 5 060 Domare: Jonas Eriksson (Sigtuna) |

| 216         | 26 oktober 2008 | IFK Göteborg                                                                               | 5 – 2           | IF Elfsborg                            | Nya Ullevi                                                   |                                                              |
| 17:00 UTC+1 | 17:00 UTC+1     | Gustav Svensson 18′ Pontus Wernbloom 48′, 86′ Niclas Alexandersson 60′ Jakob Johansson 75′ | (1 – 1) Rapport | 11′ Johan Karlsson 90′ Daniel Nordmark | Göteborg Publik: 15 212 Domare: Markus Strömbergsson (Gävle) | Göteborg Publik: 15 212 Domare: Markus Strömbergsson (Gävle) |
| 17:00 UTC+1 | 17:00 UTC+1     |                                                                                            |                 |                                        | Göteborg Publik: 15 212 Domare: Markus Strömbergsson (Gävle) | Göteborg Publik: 15 212 Domare: Markus Strömbergsson (Gävle) |
| 17:00 UTC+1 | 17:00 UTC+1     |                                                                                            |                 |                                        | Göteborg Publik: 15 212 Domare: Markus Strömbergsson (Gävle) | Göteborg Publik: 15 212 Domare: Markus Strömbergsson (Gävle) |

### Omgång 28
| 217         | 27 oktober 2008 | AIK                            | 2 – 1           | Örebro SK          | Råsunda                                                   |                                                           |
| 19:00 UTC+1 | 19:00 UTC+1     | Iván Óbolo 49′ Kenny Pavey 56′ | (0 – 1) Rapport | 13′ Stefan Rodevåg | Stockholm Publik: 7 420 Domare: Stefan Johannesson (Täby) | Stockholm Publik: 7 420 Domare: Stefan Johannesson (Täby) |
| 19:00 UTC+1 | 19:00 UTC+1     |                                |                 |                    | Stockholm Publik: 7 420 Domare: Stefan Johannesson (Täby) | Stockholm Publik: 7 420 Domare: Stefan Johannesson (Täby) |
| 19:00 UTC+1 | 19:00 UTC+1     |                                |                 |                    | Stockholm Publik: 7 420 Domare: Stefan Johannesson (Täby) | Stockholm Publik: 7 420 Domare: Stefan Johannesson (Täby) |

| 218         | 27 oktober 2008 | GIF Sundsvall                            | 2 – 1           | IFK Norrköping         | Norrporten Arena                                              |                                                               |
| 19:00 UTC+1 | 19:00 UTC+1     | Magnus Powell 20′ Robert Mambo Mumba 89′ | (1 – 1) Rapport | 11′ Kristoffer Arvhage | Sundsvall Publik: 2 855 Domare: Peter Fröjdfeldt (Eskilstuna) | Sundsvall Publik: 2 855 Domare: Peter Fröjdfeldt (Eskilstuna) |
| 19:00 UTC+1 | 19:00 UTC+1     |                                          |                 |                        | Sundsvall Publik: 2 855 Domare: Peter Fröjdfeldt (Eskilstuna) | Sundsvall Publik: 2 855 Domare: Peter Fröjdfeldt (Eskilstuna) |
| 19:00 UTC+1 | 19:00 UTC+1     |                                          |                 |                        | Sundsvall Publik: 2 855 Domare: Peter Fröjdfeldt (Eskilstuna) | Sundsvall Publik: 2 855 Domare: Peter Fröjdfeldt (Eskilstuna) |

| 219         | 28 oktober 2008 | Gais | 0 – 3           | Helsingborgs IF                                | Nya Ullevi                                                  |                                                             |
| 19:00 UTC+1 | 19:00 UTC+1     |      | (0 – 1) Rapport | 45′, 87′ René Makondele 90+3′ Tobias Holmqvist | Göteborg Publik: 2 554 Domare: Åke Andreasson (Stenungsund) | Göteborg Publik: 2 554 Domare: Åke Andreasson (Stenungsund) |
| 19:00 UTC+1 | 19:00 UTC+1     |      |                 |                                                | Göteborg Publik: 2 554 Domare: Åke Andreasson (Stenungsund) | Göteborg Publik: 2 554 Domare: Åke Andreasson (Stenungsund) |
| 19:00 UTC+1 | 19:00 UTC+1     |      |                 |                                                | Göteborg Publik: 2 554 Domare: Åke Andreasson (Stenungsund) | Göteborg Publik: 2 554 Domare: Åke Andreasson (Stenungsund) |

| 220         | 28 oktober 2008 | Ljungskile SK        | 1 – 3           | Malmö FF                               | Starke Arvid Arena                                        |                                                           |
| 19:00 UTC+1 | 19:00 UTC+1     | Cedomir Zarkovic 36′ | (1 – 1) Rapport | 30′ Edward Ofere 54′, 80′ Ola Toivonen | Ljungskile Publik: 1 683 Domare: Michael Lerjéus (Skövde) | Ljungskile Publik: 1 683 Domare: Michael Lerjéus (Skövde) |
| 19:00 UTC+1 | 19:00 UTC+1     |                      |                 |                                        | Ljungskile Publik: 1 683 Domare: Michael Lerjéus (Skövde) | Ljungskile Publik: 1 683 Domare: Michael Lerjéus (Skövde) |
| 19:00 UTC+1 | 19:00 UTC+1     |                      |                 |                                        | Ljungskile Publik: 1 683 Domare: Michael Lerjéus (Skövde) | Ljungskile Publik: 1 683 Domare: Michael Lerjéus (Skövde) |

| 221         | 29 oktober 2008 | Hammarby IF                         | 2 – 1           | Halmstads BK | Söderstadion                                             |                                                          |
| 19:00 UTC+1 | 19:00 UTC+1     | Olof Guterstam 68′ Louay Chanko 74′ | (0 – 0) Rapport | 54′ Anselmo  | Stockholm Publik: 5 592 Domare: Martin Hansson (Holmsjö) | Stockholm Publik: 5 592 Domare: Martin Hansson (Holmsjö) |
| 19:00 UTC+1 | 19:00 UTC+1     |                                     |                 |              | Stockholm Publik: 5 592 Domare: Martin Hansson (Holmsjö) | Stockholm Publik: 5 592 Domare: Martin Hansson (Holmsjö) |
| 19:00 UTC+1 | 19:00 UTC+1     |                                     |                 |              | Stockholm Publik: 5 592 Domare: Martin Hansson (Holmsjö) | Stockholm Publik: 5 592 Domare: Martin Hansson (Holmsjö) |

| 222         | 29 oktober 2008 | Kalmar FF                                | 3 – 1           | Gefle IF          | Fredriksskans IP                                            |                                                             |
| 19:00 UTC+1 | 19:00 UTC+1     | Viktor Elm 23′ Patrik Ingelsten 74′, 76′ | (1 – 1) Rapport | 34′ Hans Berggren | Kalmar Publik: 5 891 Domare: Daniel Stålhammar (Landskrona) | Kalmar Publik: 5 891 Domare: Daniel Stålhammar (Landskrona) |
| 19:00 UTC+1 | 19:00 UTC+1     |                                          |                 |                   | Kalmar Publik: 5 891 Domare: Daniel Stålhammar (Landskrona) | Kalmar Publik: 5 891 Domare: Daniel Stålhammar (Landskrona) |
| 19:00 UTC+1 | 19:00 UTC+1     |                                          |                 |                   | Kalmar Publik: 5 891 Domare: Daniel Stålhammar (Landskrona) | Kalmar Publik: 5 891 Domare: Daniel Stålhammar (Landskrona) |

| 223         | 29 oktober 2008 | IF Elfsborg     | 1 – 0           | Djurgårdens IF | Borås Arena                                                |                                                            |
| 19:00 UTC+1 | 19:00 UTC+1     | James Keene 49′ | (0 – 0) Rapport |                | Borås Publik: 8 319 Domare: Martin Ingvarsson (Hässleholm) | Borås Publik: 8 319 Domare: Martin Ingvarsson (Hässleholm) |
| 19:00 UTC+1 | 19:00 UTC+1     |                 |                 |                | Borås Publik: 8 319 Domare: Martin Ingvarsson (Hässleholm) | Borås Publik: 8 319 Domare: Martin Ingvarsson (Hässleholm) |
| 19:00 UTC+1 | 19:00 UTC+1     |                 |                 |                | Borås Publik: 8 319 Domare: Martin Ingvarsson (Hässleholm) | Borås Publik: 8 319 Domare: Martin Ingvarsson (Hässleholm) |

| 224         | 29 oktober 2008 | Trelleborgs FF | 0 – 0           | IFK Göteborg | Vångavallen                                               |                                                           |
| 19:00 UTC+1 | 19:00 UTC+1     |                | (0 – 0) Rapport |              | Trelleborg Publik: 2 540 Domare: Jonas Eriksson (Sigtuna) | Trelleborg Publik: 2 540 Domare: Jonas Eriksson (Sigtuna) |
| 19:00 UTC+1 | 19:00 UTC+1     |                |                 |              | Trelleborg Publik: 2 540 Domare: Jonas Eriksson (Sigtuna) | Trelleborg Publik: 2 540 Domare: Jonas Eriksson (Sigtuna) |
| 19:00 UTC+1 | 19:00 UTC+1     |                |                 |              | Trelleborg Publik: 2 540 Domare: Jonas Eriksson (Sigtuna) | Trelleborg Publik: 2 540 Domare: Jonas Eriksson (Sigtuna) |

### Omgång 29
| 225         | 1 november 2008 | Ljungskile SK | 0 – 3           | Gais                                                       | Starke Arvid Arena                                        |                                                           |
| 16:00 UTC+1 | 16:00 UTC+1     |               | (0 – 1) Rapport | 24′ Björn Andersson 55′ Wanderson do Carmo 87′ Tommy Lycén | Ljungskile Publik: 2 207 Domare: Martin Hansson (Holmsjö) | Ljungskile Publik: 2 207 Domare: Martin Hansson (Holmsjö) |
| 16:00 UTC+1 | 16:00 UTC+1     |               |                 |                                                            | Ljungskile Publik: 2 207 Domare: Martin Hansson (Holmsjö) | Ljungskile Publik: 2 207 Domare: Martin Hansson (Holmsjö) |
| 16:00 UTC+1 | 16:00 UTC+1     |               |                 |                                                            | Ljungskile Publik: 2 207 Domare: Martin Hansson (Holmsjö) | Ljungskile Publik: 2 207 Domare: Martin Hansson (Holmsjö) |

| 226         | 2 november 2008 | Kalmar FF                                                          | 6 – 0           | IFK Norrköping | Fredriksskans IP                                            |                                                             |
| 15:00 UTC+1 | 15:00 UTC+1     | Rasmus Elm 41′ Viktor Elm 42′, 48′, 78′, 90′ Daniel Sobralense 73′ | (2 – 0) Rapport |                | Kalmar Publik: 7 218 Domare: Martin Ingvarsson (Hässleholm) | Kalmar Publik: 7 218 Domare: Martin Ingvarsson (Hässleholm) |
| 15:00 UTC+1 | 15:00 UTC+1     |                                                                    |                 |                | Kalmar Publik: 7 218 Domare: Martin Ingvarsson (Hässleholm) | Kalmar Publik: 7 218 Domare: Martin Ingvarsson (Hässleholm) |
| 15:00 UTC+1 | 15:00 UTC+1     |                                                                    |                 |                | Kalmar Publik: 7 218 Domare: Martin Ingvarsson (Hässleholm) | Kalmar Publik: 7 218 Domare: Martin Ingvarsson (Hässleholm) |

| 227         | 2 november 2008 | GIF Sundsvall          | 1 – 2           | Örebro SK                                    | Norrporten Arena                                               |                                                                |
| 15:00 UTC+1 | 15:00 UTC+1     | Robert Mambo Mumba 31′ | (1 – 1) Rapport | 28′ Sebastian Henriksson 90′ Eric Bassombeng | Sundsvall Publik: 3 741 Domare: Daniel Stålhammar (Landskrona) | Sundsvall Publik: 3 741 Domare: Daniel Stålhammar (Landskrona) |
| 15:00 UTC+1 | 15:00 UTC+1     |                        |                 |                                              | Sundsvall Publik: 3 741 Domare: Daniel Stålhammar (Landskrona) | Sundsvall Publik: 3 741 Domare: Daniel Stålhammar (Landskrona) |
| 15:00 UTC+1 | 15:00 UTC+1     |                        |                 |                                              | Sundsvall Publik: 3 741 Domare: Daniel Stålhammar (Landskrona) | Sundsvall Publik: 3 741 Domare: Daniel Stålhammar (Landskrona) |

| 228         | 2 november 2008 | Trelleborgs FF                                              | 3 – 3           | Gefle IF                                | Vångavallen                                               |                                                           |
| 15:00 UTC+1 | 15:00 UTC+1     | Kristian Haynes 25′ Andreas Drugge 28′ Rasmus Bengtsson 82′ | (2 – 0) Rapport | 68′, 87′ Hans Berggren 73′ Jonas Lantto | Trelleborg Publik: 2 548 Domare: Michael Lerjéus (Skövde) | Trelleborg Publik: 2 548 Domare: Michael Lerjéus (Skövde) |
| 15:00 UTC+1 | 15:00 UTC+1     |                                                             |                 |                                         | Trelleborg Publik: 2 548 Domare: Michael Lerjéus (Skövde) | Trelleborg Publik: 2 548 Domare: Michael Lerjéus (Skövde) |
| 15:00 UTC+1 | 15:00 UTC+1     |                                                             |                 |                                         | Trelleborg Publik: 2 548 Domare: Michael Lerjéus (Skövde) | Trelleborg Publik: 2 548 Domare: Michael Lerjéus (Skövde) |

| 229         | 2 november 2008 | AIK                                     | 3 – 1           | Helsingborgs IF      | Råsunda                                                      |                                                              |
| 15:00 UTC+1 | 15:00 UTC+1     | Miran Burgič 56′, 64′ Gabriel Özkan 68′ | (0 – 0) Rapport | 84′ Tobias Holmqvist | Stockholm Publik: 8 933 Domare: Markus Strömbergsson (Gävle) | Stockholm Publik: 8 933 Domare: Markus Strömbergsson (Gävle) |
| 15:00 UTC+1 | 15:00 UTC+1     |                                         |                 |                      | Stockholm Publik: 8 933 Domare: Markus Strömbergsson (Gävle) | Stockholm Publik: 8 933 Domare: Markus Strömbergsson (Gävle) |
| 15:00 UTC+1 | 15:00 UTC+1     |                                         |                 |                      | Stockholm Publik: 8 933 Domare: Markus Strömbergsson (Gävle) | Stockholm Publik: 8 933 Domare: Markus Strömbergsson (Gävle) |

| 230         | 3 november 2008 | IFK Göteborg                                                   | 3 – 1           | Djurgårdens IF       | Nya Ullevi                                                  |                                                             |
| 19:00 UTC+1 | 19:00 UTC+1     | Pontus Wernbloom 10′ Niclas Alexandersson 22′ Tobias Hysén 56′ | (2 – 0) Rapport | 51′ Jones Kusi-Asare | Göteborg Publik: 8 070 Domare: Åke Andreasson (Stenungsund) | Göteborg Publik: 8 070 Domare: Åke Andreasson (Stenungsund) |
| 19:00 UTC+1 | 19:00 UTC+1     |                                                                |                 |                      | Göteborg Publik: 8 070 Domare: Åke Andreasson (Stenungsund) | Göteborg Publik: 8 070 Domare: Åke Andreasson (Stenungsund) |
| 19:00 UTC+1 | 19:00 UTC+1     |                                                                |                 |                      | Göteborg Publik: 8 070 Domare: Åke Andreasson (Stenungsund) | Göteborg Publik: 8 070 Domare: Åke Andreasson (Stenungsund) |

| 231         | 3 november 2008 | Hammarby IF                                                       | 3 – 6           | Malmö FF | Söderstadion                                               |                                                            |
| 19:00 UTC+1 | 19:00 UTC+1     | Charlie Davies 11′ Olof Guterstam 18′ José Monteiro de Macedo 34′ | (3 – 4) Rapport | 9′ Robert Åhman-Persson 24′, 55′ Jeffrey Aubynn 30′ Ola Toivonen 37′ (str.) Daniel Andersson 90+4′ Jimmy Touma | Stockholm Publik: 8 308 Domare: Tobias Mattsson (Karlstad) | Stockholm Publik: 8 308 Domare: Tobias Mattsson (Karlstad) |
| 19:00 UTC+1 | 19:00 UTC+1     |                                                                   |                 | | Stockholm Publik: 8 308 Domare: Tobias Mattsson (Karlstad) | Stockholm Publik: 8 308 Domare: Tobias Mattsson (Karlstad) |
| 19:00 UTC+1 | 19:00 UTC+1     |                                                                   |                 | | Stockholm Publik: 8 308 Domare: Tobias Mattsson (Karlstad) | Stockholm Publik: 8 308 Domare: Tobias Mattsson (Karlstad) |

| 232         | 3 november 2008 | IF Elfsborg                                             | 3 – 0           | Halmstads BK | Borås Arena                                           |                                                       |
| 19:00 UTC+1 | 19:00 UTC+1     | Fredrik Berglund 74′ Emir Bajrami 78′ Lasse Nilsson 82′ | (0 – 0) Rapport |              | Borås Publik: 7 566 Domare: Stefan Johannesson (Täby) | Borås Publik: 7 566 Domare: Stefan Johannesson (Täby) |
| 19:00 UTC+1 | 19:00 UTC+1     |                                                         |                 |              | Borås Publik: 7 566 Domare: Stefan Johannesson (Täby) | Borås Publik: 7 566 Domare: Stefan Johannesson (Täby) |
| 19:00 UTC+1 | 19:00 UTC+1     |                                                         |                 |              | Borås Publik: 7 566 Domare: Stefan Johannesson (Täby) | Borås Publik: 7 566 Domare: Stefan Johannesson (Täby) |

### Omgång 30
| 233         | 9 november 2008 | Gais | 0 – 2           | AIK                              | Nya Ullevi                                              |                                                         |
| 15:00 UTC+1 | 15:00 UTC+1     |      | (0 – 2) Rapport | 11′ Gabriel Özkan 38′ Iván Óbolo | Göteborg Publik: 2 674 Domare: Michael Lerjéus (Skövde) | Göteborg Publik: 2 674 Domare: Michael Lerjéus (Skövde) |
| 15:00 UTC+1 | 15:00 UTC+1     |      |                 |                                  | Göteborg Publik: 2 674 Domare: Michael Lerjéus (Skövde) | Göteborg Publik: 2 674 Domare: Michael Lerjéus (Skövde) |
| 15:00 UTC+1 | 15:00 UTC+1     |      |                 |                                  | Göteborg Publik: 2 674 Domare: Michael Lerjéus (Skövde) | Göteborg Publik: 2 674 Domare: Michael Lerjéus (Skövde) |

| 234         | 9 november 2008 | Malmö FF                                                                     | 6 – 0           | GIF Sundsvall | Malmö Stadion                                        |                                                      |
| 15:00 UTC+1 | 15:00 UTC+1     | Edward Ofere 23′, 31′ Ola Toivonen 28′, 49′ Jimmy Touma 82′ Agon Mehmeti 89′ | (3 – 0) Rapport |               | Malmö Publik: 6 580 Domare: Jonas Eriksson (Sigtuna) | Malmö Publik: 6 580 Domare: Jonas Eriksson (Sigtuna) |
| 15:00 UTC+1 | 15:00 UTC+1     |                                                                              |                 |               | Malmö Publik: 6 580 Domare: Jonas Eriksson (Sigtuna) | Malmö Publik: 6 580 Domare: Jonas Eriksson (Sigtuna) |
| 15:00 UTC+1 | 15:00 UTC+1     |                                                                              |                 |               | Malmö Publik: 6 580 Domare: Jonas Eriksson (Sigtuna) | Malmö Publik: 6 580 Domare: Jonas Eriksson (Sigtuna) |

| 235         | 9 november 2008 | Helsingborgs IF                       | 2 – 1           | IFK Göteborg             | Olympia                                                    |                                                            |
| 15:00 UTC+1 | 15:00 UTC+1     | Rasmus Jönsson 13′ Henrik Larsson 54′ | (1 – 1) Rapport | 27′ Niclas Alexandersson | Helsingborg Publik: 8 592 Domare: Martin Hansson (Holmsjö) | Helsingborg Publik: 8 592 Domare: Martin Hansson (Holmsjö) |
| 15:00 UTC+1 | 15:00 UTC+1     |                                       |                 |                          | Helsingborg Publik: 8 592 Domare: Martin Hansson (Holmsjö) | Helsingborg Publik: 8 592 Domare: Martin Hansson (Holmsjö) |
| 15:00 UTC+1 | 15:00 UTC+1     |                                       |                 |                          | Helsingborg Publik: 8 592 Domare: Martin Hansson (Holmsjö) | Helsingborg Publik: 8 592 Domare: Martin Hansson (Holmsjö) |

| 236         | 9 november 2008 | IFK Norrköping                                                                         | 5 – 2           | Hammarby IF           | Idrottsparken                                                |                                                              |
| 15:00 UTC+1 | 15:00 UTC+1     | Imad Khalili 24′ Russell Mwafulirwa 28′, 46′ Thomas Magnusson 82′ Christopher Telo 87′ | (2 – 2) Rapport | 2′, 6′ Charlie Davies | Stockholm Publik: 2 380 Domare: Åke Andreasson (Stenungsund) | Stockholm Publik: 2 380 Domare: Åke Andreasson (Stenungsund) |
| 15:00 UTC+1 | 15:00 UTC+1     |                                                                                        |                 |                       | Stockholm Publik: 2 380 Domare: Åke Andreasson (Stenungsund) | Stockholm Publik: 2 380 Domare: Åke Andreasson (Stenungsund) |
| 15:00 UTC+1 | 15:00 UTC+1     |                                                                                        |                 |                       | Stockholm Publik: 2 380 Domare: Åke Andreasson (Stenungsund) | Stockholm Publik: 2 380 Domare: Åke Andreasson (Stenungsund) |

| 237         | 9 november 2008 | Halmstads BK                           | 2 – 2           | Kalmar FF                                  | Örjans vall                                                   |                                                               |
| 15:00 UTC+1 | 15:00 UTC+1     | Emir Kujović 50′ Andreas Johansson 65′ | (0 – 1) Rapport | 14′ Daniel Sobralense 87′ Patrik Ingelsten | Halmstad Publik: 9 693 Domare: Daniel Stålhammar (Landskrona) | Halmstad Publik: 9 693 Domare: Daniel Stålhammar (Landskrona) |
| 15:00 UTC+1 | 15:00 UTC+1     |                                        |                 |                                            | Halmstad Publik: 9 693 Domare: Daniel Stålhammar (Landskrona) | Halmstad Publik: 9 693 Domare: Daniel Stålhammar (Landskrona) |
| 15:00 UTC+1 | 15:00 UTC+1     |                                        |                 |                                            | Halmstad Publik: 9 693 Domare: Daniel Stålhammar (Landskrona) | Halmstad Publik: 9 693 Domare: Daniel Stålhammar (Landskrona) |

| 238         | 9 november 2008 | Gefle IF          | 1 – 2           | IF Elfsborg                             | Strömvallen                                                |                                                            |
| 15:00 UTC+1 | 15:00 UTC+1     | Hans Berggren 90′ | (0 – 1) Rapport | 22′ Martin Andersson 55′ Johan Karlsson | Gävle Publik: 2 907 Domare: Martin Ingvarsson (Hässleholm) | Gävle Publik: 2 907 Domare: Martin Ingvarsson (Hässleholm) |
| 15:00 UTC+1 | 15:00 UTC+1     |                   |                 |                                         | Gävle Publik: 2 907 Domare: Martin Ingvarsson (Hässleholm) | Gävle Publik: 2 907 Domare: Martin Ingvarsson (Hässleholm) |
| 15:00 UTC+1 | 15:00 UTC+1     |                   |                 |                                         | Gävle Publik: 2 907 Domare: Martin Ingvarsson (Hässleholm) | Gävle Publik: 2 907 Domare: Martin Ingvarsson (Hässleholm) |

| 239         | 9 november 2008 | Djurgårdens IF          | 1 – 3           | Trelleborgs FF                                                  | Stockholms stadion                                              |                                                                 |
| 15:00 UTC+1 | 15:00 UTC+1     | Sebastian Rajalakso 22′ | (1 – 1) Rapport | 39′ Rasmus Bengtsson 89′ Mattias Thylander 90′ Magnus Andersson | Stockholm Publik: 5 336 Domare: Sven-Martin Åkesson (Stockholm) | Stockholm Publik: 5 336 Domare: Sven-Martin Åkesson (Stockholm) |
| 15:00 UTC+1 | 15:00 UTC+1     |                         |                 |                                                                 | Stockholm Publik: 5 336 Domare: Sven-Martin Åkesson (Stockholm) | Stockholm Publik: 5 336 Domare: Sven-Martin Åkesson (Stockholm) |
| 15:00 UTC+1 | 15:00 UTC+1     |                         |                 |                                                                 | Stockholm Publik: 5 336 Domare: Sven-Martin Åkesson (Stockholm) | Stockholm Publik: 5 336 Domare: Sven-Martin Åkesson (Stockholm) |

| 240         | 9 november 2008 | Örebro SK                                                     | 3 – 0           | Ljungskile SK | Eyravallen                                                 |                                                            |
| 15:00 UTC+1 | 15:00 UTC+1     | Eric Bassombeng 1′ Sebastian Henriksson 34′ Roni Porokara 45′ | (3 – 0) Rapport |               | Örebro Publik: 7 765 Domare: Peter Fröjdfeldt (Eskilstuna) | Örebro Publik: 7 765 Domare: Peter Fröjdfeldt (Eskilstuna) |
| 15:00 UTC+1 | 15:00 UTC+1     |                                                               |                 |               | Örebro Publik: 7 765 Domare: Peter Fröjdfeldt (Eskilstuna) | Örebro Publik: 7 765 Domare: Peter Fröjdfeldt (Eskilstuna) |
| 15:00 UTC+1 | 15:00 UTC+1     |                                                               |                 |               | Örebro Publik: 7 765 Domare: Peter Fröjdfeldt (Eskilstuna) | Örebro Publik: 7 765 Domare: Peter Fröjdfeldt (Eskilstuna) |

## Anmärkningslista
1. ↑  Soccerway har rapporterat att målet inte var ett självmål utan gjordes av Hammarby-spelaren Louay Chanko.[1]
2. ↑  Soccerway har rapporterat att målet inte var ett självmål utan gjordes av Göteborgsspelaren Jonas Wallerstedt.[4]
3. ↑  Soccerway har rapporterat att målet inte var ett självmål utan gjordes av Helsingborgsspelaren Isaac Chansa.[5]
4. ↑  Everysport har rapporterat att målet ska ha gjorts på straff.[10] Även Svenskafans har rapporterat detta.[9]
5. ↑  Soccerway har rapporterat att målet inte var ett självmål utan gjordes av Elfsborgsspelaren Stefan Ishizaki.[12]
6. ↑  Soccerway har rapporterat att målet ska ha gjorts på straff.[15]
7. ↑  Soccerway har rapporterat att målet inte var ett självmål utan gjordes av Örebrospelaren Kim Olsen.[19]
8. ↑  Soccerway har rapporterat att målet inte var ett självmål utan gjordes av Sundsvallspelaren Christian Söderberg.[20]
9. ↑  Soccerway har rapporterat att målet i den 39 matchminuten gjordes på straff.[21]
10. ↑  Soccerway har rapporterat att målet i den 54 matchminuten gjordes på straff.[22]
11. ↑  Soccerway har rapporterat att målet ska ha gjorts på straff.[25]
12. ↑  AIK har uppgett i sin rapport att målet gjordes på straff.[27]
13. ↑  Soccerway har rapporterat att målet i den 10 matchminuten gjordes på straff.[31]
14. ↑  Soccerway har rapporterat att målet ska ha gjorts på straff.[31]
15. ↑  I början av andra halvleken bytes domaren ut då han hade stukat foten.[33]
16. ↑  Soccerway har rapporterat att målet ska ha gjorts på straff.[35]